# Eigentumstheorien
Eigentumstheorien sind systematische Erklärungsversuche zur Entstehung und Rechtfertigung der gesellschaftlichen Institution des Eigentums.
Das Recht auf persönliches Hab und Gut wird in der Regel nicht infrage gestellt. Kontroverse Positionen gibt es hingegen in Hinblick auf das Eigentum an Grund und Boden sowie seit der Industrialisierung auf das Eigentum an Produktionsmitteln. Häufig wird unter dem Stichwort „Sozialpflichtigkeit des Eigentums“ zusätzlich die Frage diskutiert, ob und inwieweit aus Eigentum gesellschaftliche Verantwortung hervorgeht. Eigentumstheorien sind daher oft Bestandteil der politischen Philosophie, insbesondere von Staatstheorien. Mit der Differenzierung der Wissenschaften seit dem 19. Jahrhundert haben sich eigenständige Sichtweisen der Wirtschaftswissenschaften, der Politikwissenschaften und der Soziologie entwickelt.
Eigentum ist zugleich auch Gegenstand der theologischen Sozialethik, der Geschichtswissenschaft oder der Sozialanthropologie. Als rechtlicher Begriff ist Eigentum sowohl Gegenstand des Privatrechts als auch des öffentlichen Rechts.

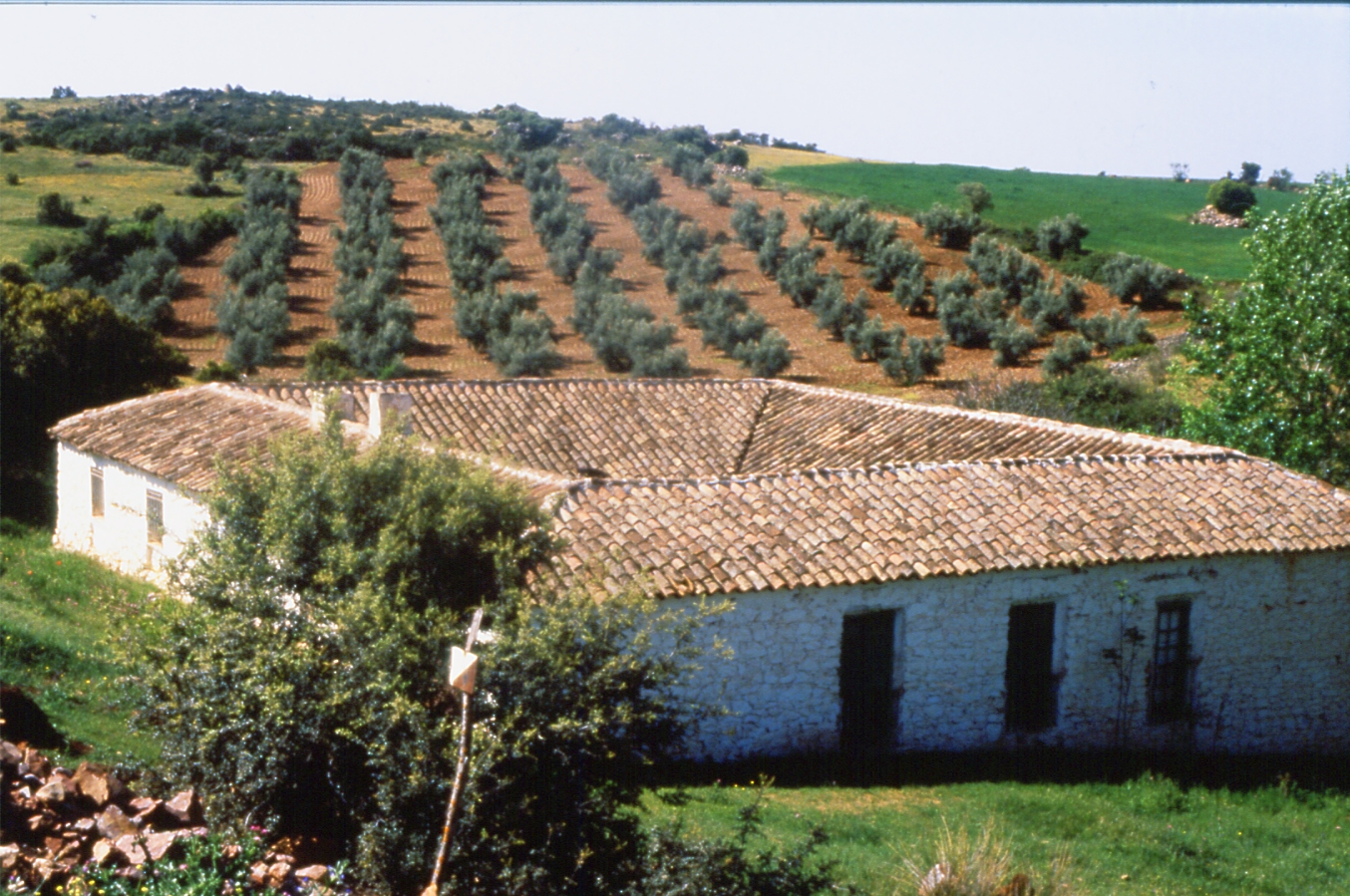
Grund und Boden

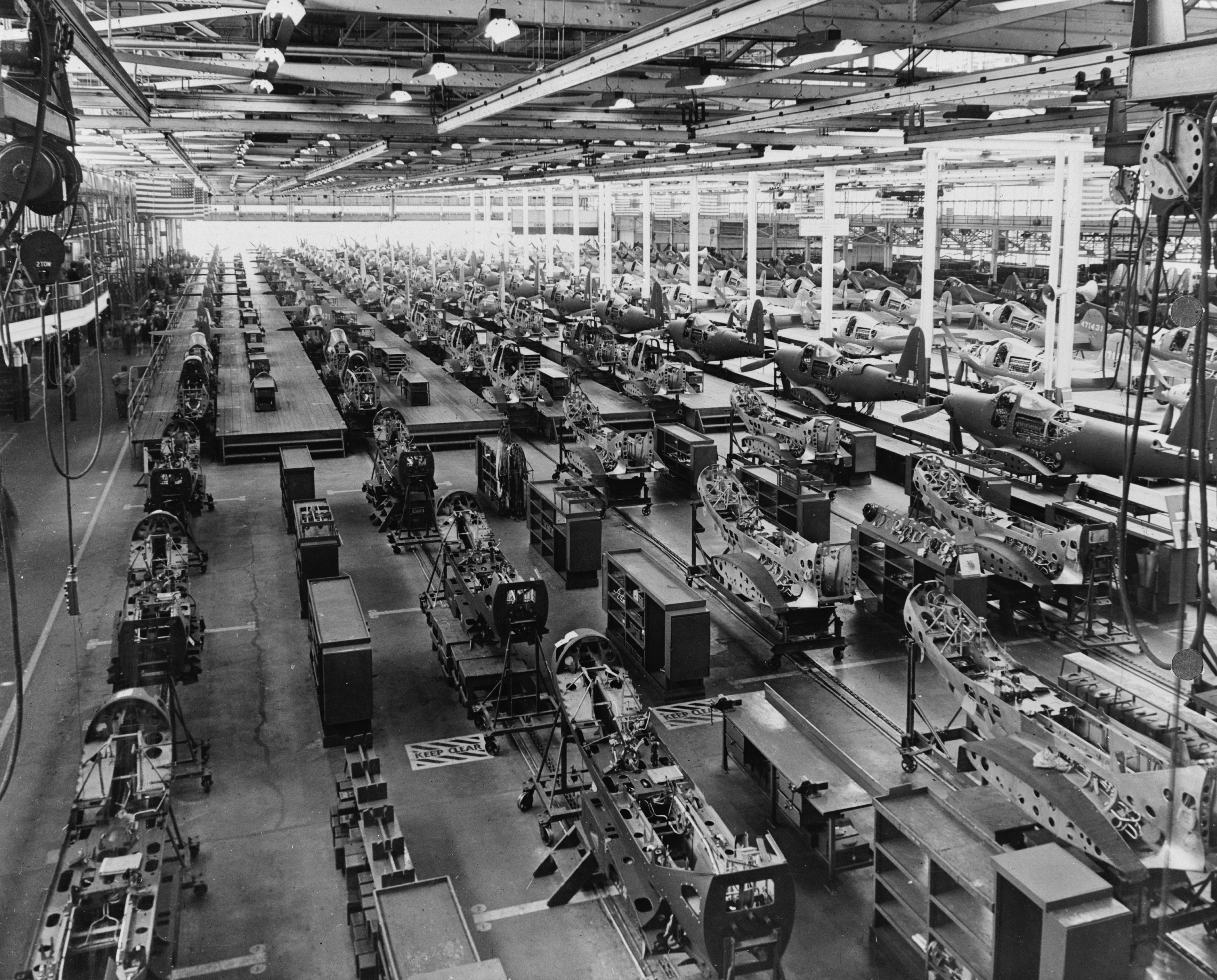
Produktionsmittel

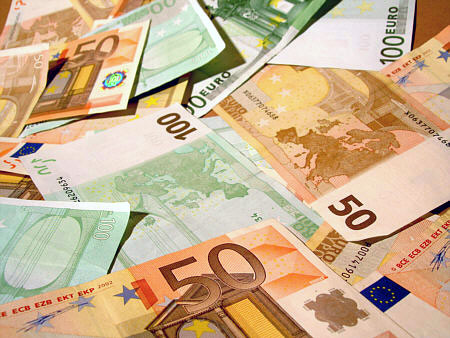
Papiergeld

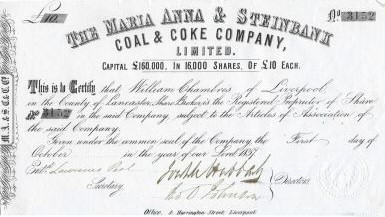
Eine Aktie

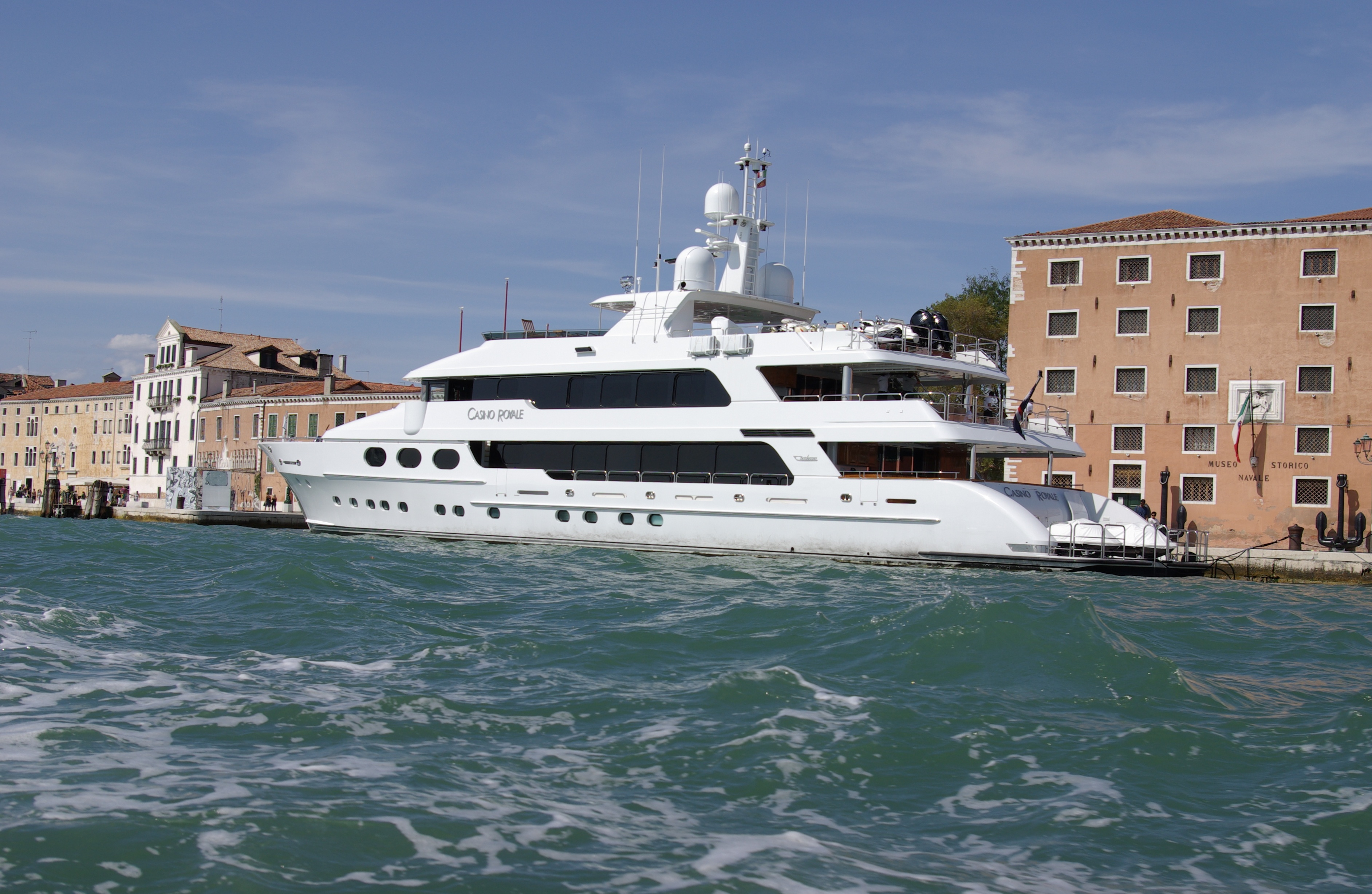
Yacht als Luxusgut

## Systematik
Je nach Blickwinkel orientieren sich die Autoren von Eigentumstheorien eher an der wirtschaftlichen Gemeinschaft, an den politischen Strukturen einer Gesellschaft oder an den kulturellen Traditionen (Religion, Ethik, Recht). Oft kann man Eigentumstheorien danach unterscheiden, ob sie individualistisch oder kollektivistisch ausgerichtet sind. Einige Theorien gehen davon aus, dass es von Natur aus, beziehungsweise in der Ur- und Frühgeschichte, kein Privateigentum gab. Weitergehend wird behauptet, individuelles Eigentum (Privateigentum) sei die wesentliche Ursache für Kriege und andere gewaltsame Auseinandersetzungen. Zu den kollektivistischen Eigentumslehren zählen verschiedene Utopien, die von Platons Politeia über die Überlieferungen des Begründers der Stoa Zenon von Kition, Thomas Morus’ Utopia bis hin zum Sonnenstaat von Tommaso Campanella reichen. Mit der Industrialisierung entstanden in der Moderne anarchistische beziehungsweise sozialistische Gesellschaftsmodelle, insbesondere von Pierre-Joseph Proudhon und Karl Marx, die vor allem das Eigentum an Produktionsmitteln und ungleiche Verteilungen der Güter kritisierten. Neben den Protagonisten des real existierenden Sozialismus versuchten religiöse Gruppen wie einige Gruppen der Täufer wie die Hutterer, die Jesuiten in Paraguay, Shaking Quäker oder die Kibbuz-Bewegung, diese Gedanken in die Praxis umzusetzen.
Die meisten Urheber von Eigentumstheorien gehen von einem Recht auf Privateigentum aus. Dies beruht entweder auf einer praktischen Vereinbarung, wie bei Aristoteles, Thomas von Aquin, David Hume und den Vertretern der Theorie der Verfügungsrechte oder auf einem Naturrecht, so beispielsweise bei Samuel von Pufendorf und Hugo Grotius, auf dem Menschenrecht, wie John Locke annahm oder nach Immanuel Kant auf dem Vernunftrecht. Auffassungen über das Eigentum sind häufig verknüpft mit den Theorien über den Gesellschaftsvertrag und über das Staatsrecht. Nach der Begründung einer legitimen Entstehung von Eigentum unterscheidet man die folgenden Theorien:

### Ursprüngliche Okkupation (Okkupationstheorie)
Primärer Erwerb erfolgt durch Okkupation, d. h. auf dem Wege extraktiven Wirtschaftens durch Aneignung herrenlosen Gutes, etwa bei traditionellen Jäger-und-Sammler-Gemeinschaften. Alle weiteren Handlungen sind abgeleiteter Erwerb (Tausch, Kauf, Erbe, Raub).

### Aneignung durch Arbeit (Arbeitstheorie)
Die Entstehung eines Gutes ist unmittelbar verbunden mit der Arbeit, die in die Veränderung und Nutzung des Gutes gesteckt wird. Das Recht auf Eigentum erhält also der, der seine Arbeit in eine Sache investiert.

### Verrechtlichung der Eigentumsverhältnisse im Staat
Besitzansprüche haben sich in der gesellschaftlichen Praxis historisch entwickelt. Die Institution von Eigentum dient der Erzeugung von Sicherheit, umfasst die Anerkennung bestehender Strukturen und regelt die Übertragungsvorgänge.
Die Okkupationstheorie ist die historisch älteste Auffassung, die sich bis in die Antike zurückverfolgen lässt. Ihr Nachteil ist, dass sie politisch weitgehend neutral ist und sowohl für die Begründung eines liberalen Staates, als auch für eine absolutistische Herrschaft und für eine dem Gemeinschaftsprinzip folgende Ordnung herangezogen werden kann. Aus diesem Grund entwarf John Locke das Konzept der Arbeitstheorie, weil auf deren Grundlage ein Eingriff des Staates in die individuellen Rechte nicht mehr zu rechtfertigen war. Diese Theorie setzte sich in der Aufklärung durch und wurde ein vorherrschendes Paradigma bis in die Moderne. Erst in jüngerer Zeit gewann eine pragmatische Sicht an Bedeutung, etwa die David Humes oder die Immanuel Kants mit seinem Ansatz zum „Vernunftrecht“. In der Gegenwartsliteratur mehrt sich die auf Wesley Newcomb Hohfeld und Tony Honoré zurückgehende Sicht des Eigentums als ein „Bündel“ von Rechten und Pflichten in einem demokratischen Rechtsstaat. Es umfasst je nach Autor unterschiedliche Komponenten, beispielsweise:
1. „Das Recht zu besitzen (englisch right to possess) – die ausschließlich physische Kontrolle über eine Sache. Ist die Sache unkörperlich, kann Besitz auch metaphorisch verstanden werden;
2. Das Recht zum Gebrauch (englisch right to use) – die persönliche Nutzung der Sache im engeren Sinne, d. h. unter Ausschluss der Punkte drei und vier;
3. Das Verwaltungsrecht (englisch right to manage) – das Recht, über den Gebrauch des Eigentumsgegenstandes, z. B. im Wege der Lizenzerteilung, zu bestimmen;
4. Das Recht auf den Ertrag aus der Eigentumsnutzung (englisch right to the income);
5. Das Recht des Verbrauchs oder der Zerstörung (englisch right to consume or destroy);
6. Das Recht, den Eigentumsgegenstand zu modifizieren oder zu verändern (englisch right to modify);
7. Das Recht der Veräußerung (englisch right to alienate) – Übertragung „inter vivos“ oder Dereliktion;
8. Das Recht auf Sicherheit (englisch right to security) – Schutz vor Enteignung;
9. Das Recht der Vererbung (englisch incident of transmissibility);
10. Die Abwesenheit zeitlicher Schranken (englisch incident of absence of term);
11. Das Verbot des (bewusst) schädlichen Gebrauchs (englisch prohibition of harmful use);
12. Die Pfändbarkeit (englisch liability to execution) – die Verwertung des Eigentumsobjekts im Wege der Zwangsvollstreckung;
13. Die übrigen, ergänzenden Bestimmungen (englisch residuary character) – hier handelt es sich um diejenigen Normen, die den Heimfall von (zeitlich) abgelaufenen oder aufgegebenen Eigentumsrechten regeln (Bestimmungen über die gesetzliche Erbfolge, die Ersitzung, den Verbleib des aufgegebenen Eigentums u. ä.).“

Aufgabe einer Eigentumsordnung ist es, zu bestimmen, welche der Elemente in welchem Maße zum Zuge kommen, wer Eigentümer sein darf (nur natürliche oder juristische Personen) und was als Eigentum gelten soll (persönliche Habe, Produktionsmittel, geistiges Eigentum jeweils ja oder nein).
In vielen Verfassungen der Moderne, wird der Eigentumsschutz als Grundrecht behandelt, d. h. die Verfassung enthält den Schutz des Eigentums als Prinzip, ohne dessen inhaltliche Ausprägung zu bestimmen. Der materiale Gehalt der mit dem Eigentum verbundenen Rechte und Pflichten sowie der Grenzen des Eigentumsgebrauchs wird der Festlegung in den Einzelgesetzen überlassen. Hierzu gehört auch die Festlegung des Umfangs der Sozialpflichtigkeit des Eigentums.
So eine konstitutionelle Regelung ermöglicht die inhaltliche Fortschreibung des Eigentumsbegriffs innerhalb von Gesetzen entsprechend veränderter gesellschaftlicher Verhältnisse und Wertvorstellungen, ohne dass in das Verfassungsprinzip als solches eingegriffen werden muss. Merkmale des Eigentums sind nicht nur die Zuordnung eines Gegenstandes zu einer Person und dessen beliebige Verfügungsmacht, sondern auch die Grenzziehung durch die jeweilige Eigentumsordnung. „Wenn man vom Inhalt des Eigentums spricht, so liegt dem die Vorstellung zugrunde, dass die Rechtsordnung festlegt, inwieweit der Eigentümer Eingriffe in sein Recht gestatten muss, das heißt, dass das Eigentum erst durch die Eingriffsnormen Konturen gewinnt. Erst diese konstituieren das Eigentum als rechtsinhaltliches Gebilde.“

## Geschichte
Bei der Betrachtung der Eigentumstheorien in der Geschichte sind die wirtschaftlichen, rechtlichen und politischen Rahmenbedingungen der jeweiligen Zeit von Bedeutung. Die Verfasser hatten ein bestimmtes Weltbild beziehungsweise Gesellschaftsmodell vor Augen und wollten in der Regel nicht nur das Phänomen des Eigentums erklären und begründen, sondern beabsichtigten häufig im Rahmen weiter gespannter politischer Theorien ein Idealbild zu entwerfen und auf die gesellschaftliche Entwicklung Einfluss zu nehmen.

### Antike
Die überlieferte Reflexion über die Bedeutung von Eigentum beginnt mit den Werken von Platon und Aristoteles im antiken Griechenland. Die Gesellschaft in dieser Zeit war noch ganz überwiegend landwirtschaftlich organisiert. Selbst in der Polis von Athen waren mehr als drei Viertel der Bevölkerung in der Landwirtschaft tätig. Die Gesellschaft wurde vom Adel und von Großgrundbesitzern dominiert, wenn auch die Reformen des Kleisthenes den Bürgern eine Beteiligung an den Entscheidungen der Polis ermöglicht hatten. Gesellschaftlicher und ökonomischer Kern waren die Familienhaushalte (Oikos). Zu diesem Haushalt gehörten auch Sklaven, die man kaufte oder die im Laufe der Kolonialisierung nach Athen gelangt waren. Die Schuldsklaverei war durch die Gesetze Solons abgeschafft worden. Im Oikos war alles dem Hausvater untergeordnet, der über das gesamte Vermögen, Frau, Kinder sowie Sklaven die Rechte des Eigentümers ausübte, aber auch die Verantwortung für ihr Wohlergehen hatte. Eine Besonderheit war die Gesellschaftsordnung in Sparta, wo der Grundbesitz durch Los zugeteilt wurde und unveräußerlich war. Statt Gold und Silber wurde Eisen als Geld verwendet, und es gab Gemeinschaftsspeisungen der Spartiaten (Syssitien).

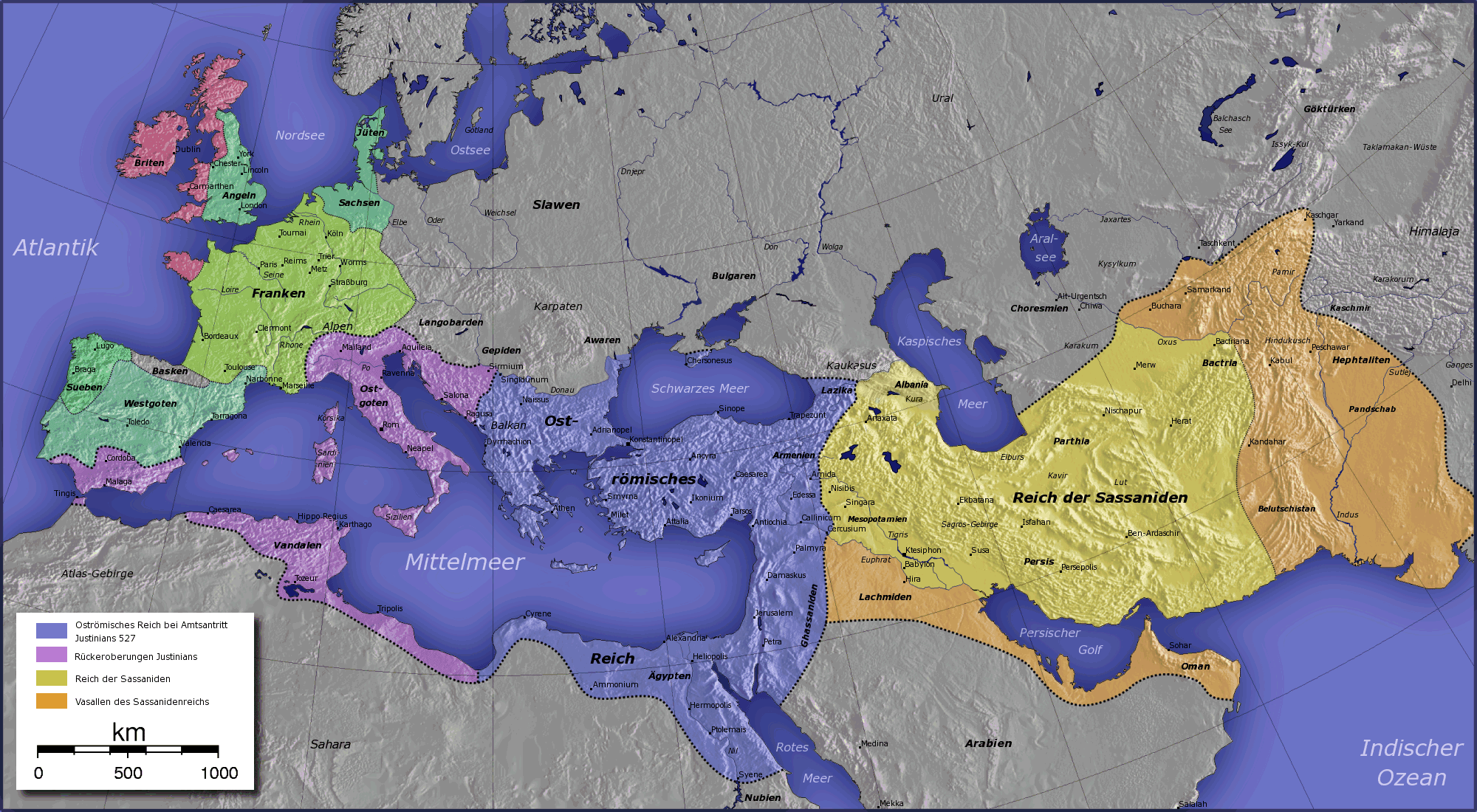
Römer und Germanen am Ende der Spätantike

Die antiken griechischen Philosophen waren stark in der Gemeinschaft aller freien Bürger innerhalb der Polis verankert. Daran und an der Vorstellung einer Einbindung des Menschen in einen harmonisch geordneten Kosmos orientierten sie ihr Nachdenken über das gute Leben. Die moderne, auf Freiheit ausgerichtete Perspektive des Individualismus war ihnen fremd. Während sich die Sophisten und auch Sokrates noch aktiv am politischen Diskurs beteiligten, konzentrierten sich Platon und Aristoteles auf die Lehre und die Ausarbeitung ihrer Theorien. Bei Platon stand die Frage nach der richtigen Ordnung in der Gemeinschaft im Vordergrund, die er mit der Konzeption eines idealen Staates beantwortete. Die Rolle des Einzelnen war dabei kaum von Bedeutung. Die Verfassung des Eigentums ist an die Struktur der gesellschaftlichen Ordnung gebunden. Gerechtigkeit entsteht durch richtiges Handeln. Aristoteles beurteilte die Erziehbarkeit des Menschen skeptischer. Er versuchte, aus dem Gegebenen rechte Strukturen und Regeln zu entwickeln, die allgemein verbindlich werden sollen. Eigentum ist demnach eine Frage des zweckmäßigen, auf Vernunft beruhenden menschlichen Denkens und Handelns.
Die im Hellenismus folgende Philosophie wurde beeinflusst von den Großreichen Alexander des Großen und Roms. Wenn auch die Städte in ihrer inneren Verwaltung weitgehend unberührt blieben, wurde das sozial und politisch bedeutsame Umfeld wesentlich größer und komplexer. Einen unmittelbaren Einfluss der philosophischen Schulen auf die Politik gab es nicht mehr. Die Stoa konzentrierte sich dementsprechend auf die persönliche Haltung des Einzelnen, dem sie zu einer kosmopolitischen, von der Vernunft und von Gelassenheit geleiteten Lebenshaltung riet. In der Römischen Republik traten, was die Regelung des Eigentums betrifft, rechtliche Fragen in den Vordergrund.

#### Platon

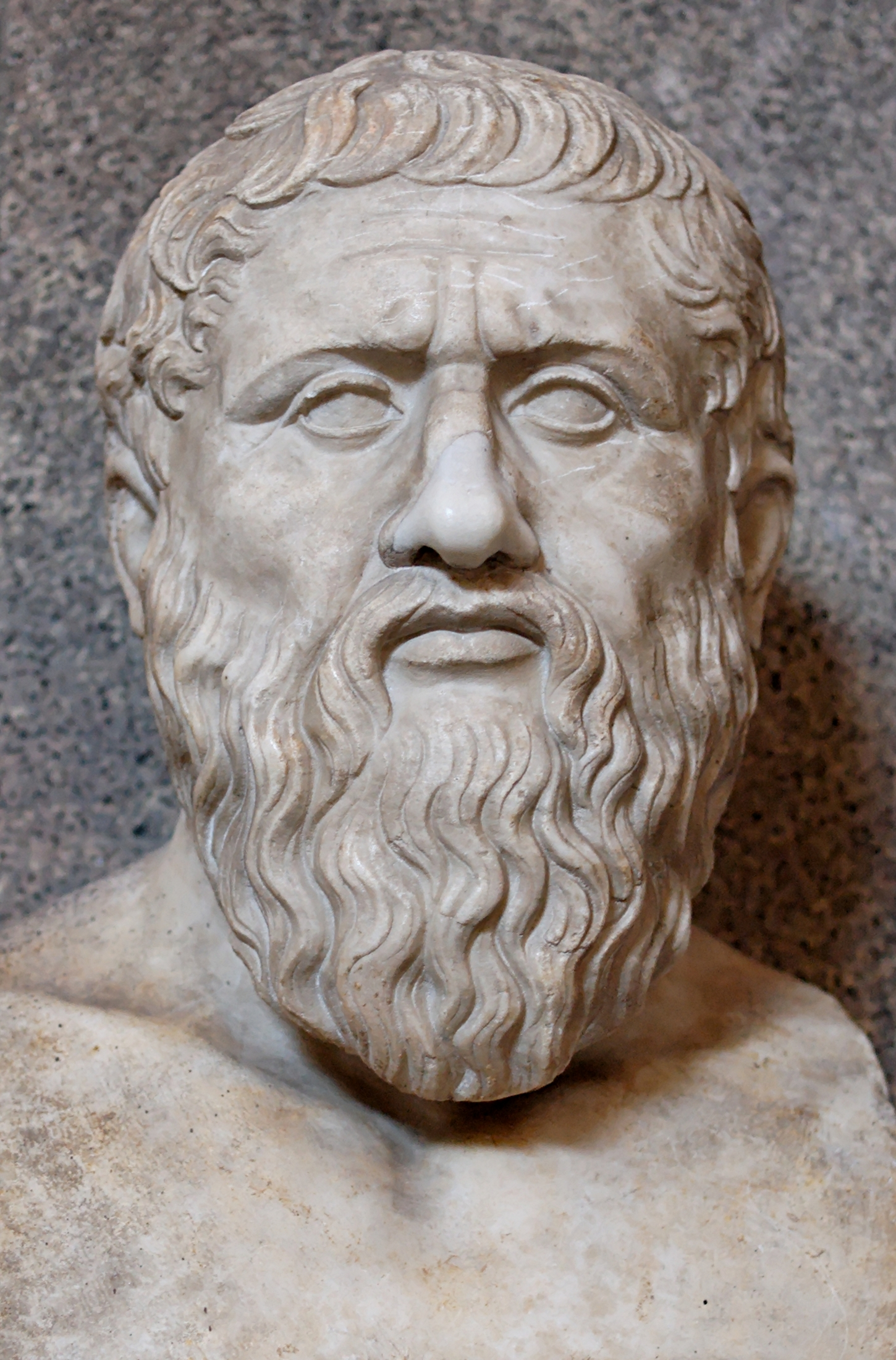
Platon im Museo Pio-Clementino

Platons Auseinandersetzung mit dem Eigentum in der Politeia bezieht sich nicht auf die tatsächlich vorhandene Gesellschaft, sondern ist der als Utopie dort bezeichnete Entwurf eines gerechten, gelingenden Staates als Analogie zur gerechten, glücksorientierten Seele – also ein Gegenentwurf zu den realen Verhältnissen. In diesem idealen Staat nimmt jede erwachsene Person die ihr angemessene Position ein. So gibt es den Nährstand der Handwerker und Bauern, die auch in diesem Staat über Eigentum verfügen. Den Zusammenhalt des Staates gewährleisten die Wächter (Wehrstand). Diese haben kein Eigentum, weil das Streben nach Eigentum nicht der Gemeinschaft dient. Die Wächter erhalten vielmehr ihr Auskommen von der Gesellschaft, und im Gegenzug ist ihr gesamter Lebensbereich, auch die Wohnung, der Öffentlichkeit zugänglich. Auch die Philosophen (Lehrstand), die für Platon nach Erziehung und Ausbildung geeignet sind, den Staat zu leiten, bleiben ohne Besitz. In seinem Spätwerk, den Nomoi, setzte sich Platon mit der Frage auseinander, wie die staatliche Ordnung einer noch zu gründenden Kolonie aussehen sollte. Hier rückte er von seinem Ideal ab und sah eine Verteilung des Grundbesitzes vor. Diese ist allerdings gleichmäßig, und der Boden kann nicht verkauft, sondern nur vererbt oder an einen anderen ohne Grundbesitz übertragen werden.

#### Aristoteles
Ähnlich wie für Platon war für seinen Schüler Aristoteles das Ziel des menschlichen Lebens das Gute, nicht der Reichtum, der nur ein Mittel zur Erreichung dieses Ziels ist. Den Erwerb von Reichtum um seiner selbst willen, die Gelderwerbskunst (Chrematistik), lehnte Aristoteles ab. Das Institut des Eigentums entstammt nicht der natürlichen Ordnung, sondern ist Ergebnis der menschlichen Vernunft. Im ursprünglichen Oikos war Eigentum nicht erforderlich. Erst als es durch ein Anwachsen der Bevölkerung zu Spezialisierungen kam, entstand der Austausch zwischen den Haushalten. In Dorfgemeinschaften und in der Polis ist individuelles Eigentum dem gemeinschaftlichen Eigentum vorzuziehen, weil persönliches Eigentum eine größere Sorgfalt gegenüber den Sachen bewirkt. Zum zweiten entspricht Privateigentum dem Prinzip der Leistung. Des Weiteren regelt Eigentum eindeutig die Zuständigkeiten, so dass Streit vermieden werden kann. Persönliches Eigentum dient dem Genuss in der Gemeinschaft und ist Voraussetzung für die Tugend der Freizügigkeit. Gemeineigentum ist deshalb nur dort sinnvoll, wo es gemeinschaftlich genutzt wird und einer gemeinsamen Finanzierung bedarf.

#### Römisches Reich
Die früheste Kodifizierung des Rechts im antiken Rom war das Zwölftafelgesetz, das den Zweck hatte, die Konflikte zwischen den grundbesitzenden Patriziern und den Plebejern zu ordnen. Kaufverträge wurden hier sehr formalisiert als Libralakte geregelt. Ähnlich wie in Griechenland war die römische Gesellschaft in Haushalten (Dominium: Eigentum, Besitzrecht) organisiert. Der Hausherr, der pater familias, war uneingeschränkter Eigentümer. Auch erwachsene Söhne waren nicht geschäftsfähig, wenn sie im Haus des Vaters lebten, selbst wenn sie verheiratet waren und Kinder hatten. Der pater familias konnte seine Kinder sogar in die Sklaverei verkaufen. Er konnte durch Testament sein Eigentum uneingeschränkt vererben. Lag kein Testament vor, erfolgte die Erbfolge in männlicher Linie.

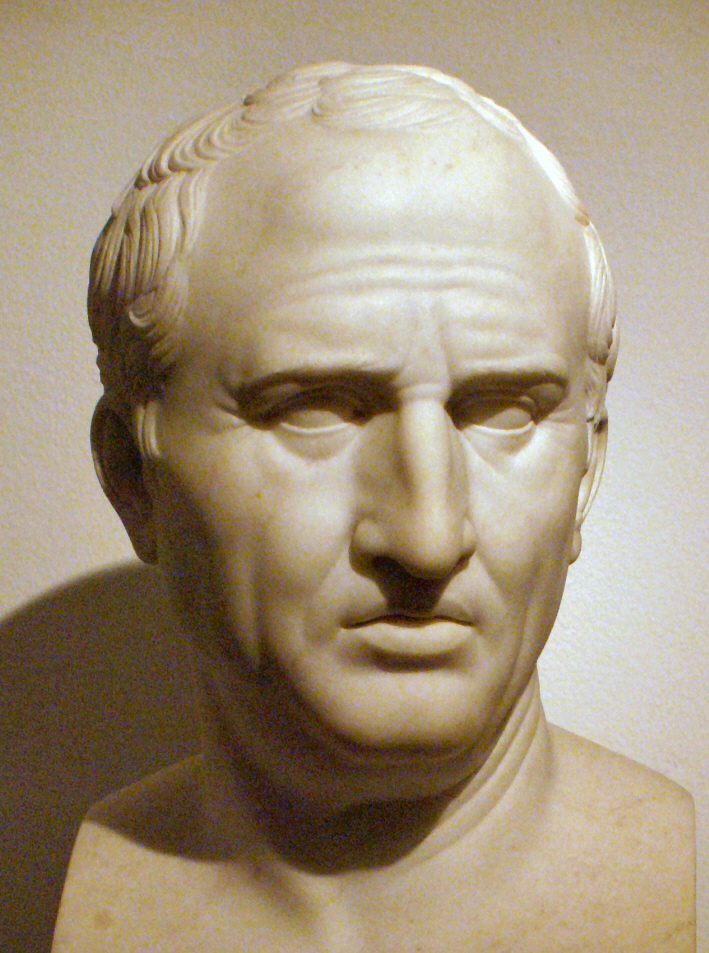
Cicero. Porträtbüste von 1799 nach einem römischen Original

Im römischen Recht gab es keine formale Definition des Eigentumsbegriffs, wohl aber verschiedene Formen des Eigentums. So wurde neben dem auf den Haushalt bezogenen dominium das an die Person gebundene Eigentum, die proprietas, unterschieden. Weiterhin gab es ein Teilhaberecht (ius in re aliene), das bestimmte Nutzungen erlaubte. Vom Eigentum unterschieden war der Besitz (possessio). Grundsätzlich war Eigentum absolut in Hinblick auf Haben, Besitz, Gebrauch und Fruchtziehung (habere possidere uti frui licere) und unbeschränkt auch in der Luft und unter der Erde (usque ad coelum et inferos). Aus der Beschreibung meum esse aio („ich behaupte, dass es mein ist“) lässt sich anhand der Praxis ableiten, dass die Definition in § 903 Satz 1 BGB weitgehend mit der inhaltlichen Bestimmung zur Zeit Ciceros übereinstimmt.
Cicero setzte sich mit der Begründung von Eigentum auseinander. Für ihn entsteht Privateigentum ursprünglich durch Okkupation:
„Es gibt aber kein Privateigentum durch die Natur, sondern entweder durch die frühere Inbesitznahme (wie bei denen, die einst in unbesetzte Gebiete kamen) oder durch Sieg (wie bei denen, die sich dessen im Krieg bemächtigten) oder durch Gesetz, Verabredung, Vertrag oder Los“. Das Land der eroberten Provinzen betrachteten die Römer als Eigentum des römischen Volkes und begründeten hiermit das Recht auf eine Bodensteuer (Tribut). Die Römer kannten bereits ein Immissionsverbot (siehe § 906 BGB), d. h. jemand konnte sein Grundstück nicht beliebig nutzen, wenn er damit den Besitz anderer beeinträchtigte, z. B. durch Entwässerungsgräben, deren Wasser auf fremden Grund abfloss (vgl. etwa den Klageschutz durch die actio aquae pluviae arcendae).
In der Philosophenschule der Stoa wurde ein an der Vernunft ausgerichtetes, maßvolles Leben betont. Äußere Werte sind für ein sinnvolles Leben nachrangig. Reichtum galt als kein geeigneter Maßstab für die Bedeutung und Würde eines Menschen, die unabhängig von Stand und Herkunft wesensgleich sind. Seneca hat diese Haltung deutlich beschrieben:
„Niemand anders ist Gottes würdig, als wer den Reichtum verachtet. Dessen Besitz verbiete ich dir nicht, doch will ich bewirken, dass du ihn ohne Zittern besitzt: Das kannst du auf eine einzige Weise erreichen, wenn du auch ohne ihn leben zu können überzeugt bist, wenn du ihn stets als gleichsam schon verschwindend betrachtest.“
Reichtum entsteht vor allem aus Habgier und ist Ursache für manche Übel.

#### Patristik
In der Jerusalemer Urgemeinde wurde laut Apg 2 und 4 Eigentum zugunsten einer Gütergemeinschaft aufgegeben. Als sich jedoch die Naherwartung der christlichen Wiederkunft nicht bewahrheitete, entstand in den frühchristlichen Gemeinden wieder Eigentum. Allerdings entwickelte sich in der Patristik eine neue Sicht auf das Eigentum durch die Verbreitung christlich-jüdischer Gedanken, nach denen das Naturrecht mit dem göttlichen Recht gleichzusetzen ist. Im Alten Testament wird das Land dem Menschen zur Verwaltung übergeben – es bleibt aber im Eigentum Gottes. Bei den Kirchenvätern wie Clemens von Alexandria stand daher die von der Stoa übernommene Frage des richtigen Gebrauchs von Eigentum im Vordergrund. Kritisch zum Eigentum an Grund und Boden äußerte sich zum Beispiel Laktanz. Basilius von Caesarea, Johannes Chrysostomos oder Ambrosius von Mailand betonten, dass Reichtum im Gegensatz dazu steht, dass die Erdengüter allen Menschen in gleicher Weise gegeben sind. Basilius prägte das Bild von einem Sitzplatz im Theater. Dieser ist ein allgemeines Gut, auch wenn ihn jemand, der ihn gerade in Besitz genommen hat, als seinen eigenen bezeichnet. Andererseits beinhaltet das Gebot, den Bedürftigen zu geben, dass Eigentum überhaupt existiert. Als Konsequenz forderten viele Kirchenväter, das Eigentum, das über den eigenen Bedarf hinausgeht, an die Armen weiterzugeben. Die Reichen in der Gemeinde haben entsprechend der paulinischen Lehre eine Fürsorgepflicht gegenüber den Armen. („Der eine trage des anderen Last“, Gal. 6, 2)

### Mittelalter
Bei den Germanen hatte sich der Stand der Wehrbauern entwickelt und auch das Institut der Allmende etabliert. Diese Struktur wurde im frühen Mittelalter zur Zeit des Karolingerreiches durch die Herausbildung des Ritterstandes abgelöst, durch den zentrale Herrschaft besser zu sichern war. Die mittelalterliche Eigentumsstruktur war geprägt durch Grundherrschaften, die entweder als Lehen (vom Landesherren verliehenes Nutzungsrecht) oder weniger verbreitet als Allodien (vererbbares Eigentum) bestanden. Grundbesitz in den Städten, aber auch der zum Teil sehr große Grundbesitz der Klöster war zumeist Eigentum (Allod). Die Landwirtschaft war in der Regel autark. Es gab freie und unfreie Bauern. Die Masse des Volkes lebte als Knechte oder Tagelöhner. Es gab die an die Person gebundene Form der Hörigkeit als Leibeigenschaft und die an den Boden gebundene Grundhörigkeit. Während in Italien schon früh die Städte ein Gegengewicht zu den Grundbesitzern gewannen, bildeten sich nördlich der Alpen städtische Strukturen erst allmählich heraus. In den Städten entwickelten sich Handel und Marktrecht, es entstanden vor allem in Flandern Messen, Kaufmannsgilden und Zünfte der Handwerker. Ein Höhepunkt im Hochmittelalter war die Gründung der Hanse.

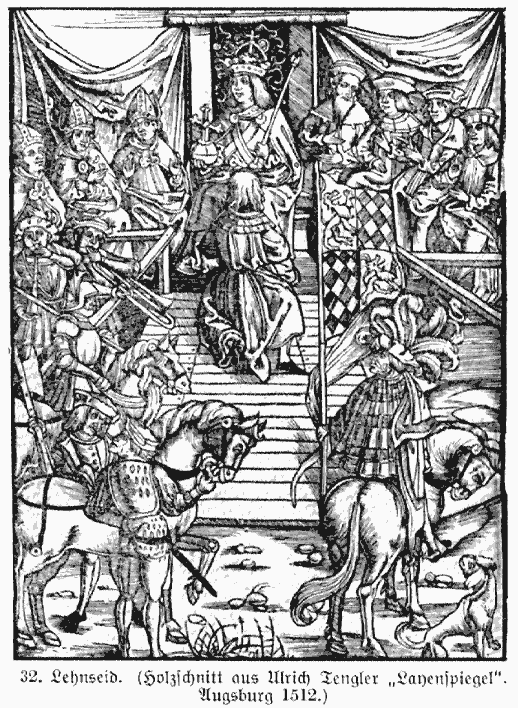
Abnahme des Lehnseides (1512)

Eigentum wurde beziehungsweise wird oft gekennzeichnet durch so genannte Hausmarken, zum Beispiel Wappen und Brandzeichen. Der Kennzeichnung von Grundbesitz dienen die auf den Hermes-Kult zurückgehenden Grenzsteine. Für Grundstücke führte Wilhelm der Eroberer in England 1086 das wahrscheinlich erste Grundbuch ein, das Domesday Book. Unabhängig davon führten die mittelalterlichen deutschen Städte Stadtbücher, Vorläufer der heutigen Grundbücher.
Für die Rechtsgeschichte im Mittelalter von besonderer Bedeutung war das Wiederaufleben des römischen Rechts, angestoßen durch Forschungen der Legisten an den Universitäten (sogenannte Glossatoren), allen voran an der Universität Bologna. Die Grundlage bildeten zunächst vornehmlich die Digesten, eines mehrerer Bücher des justinianischen Corpus iuris aus der Zeit der römischen Spätantike. Sie waren die ersten mittelalterlichen Bearbeiter, denen die ersten wissenschaftlichen Interpreten, die Kommentatoren folgten. Der Kodex des Corpus iuris hatte auch Einfluss auf das von den Dekretisten vertretene kanonische Kirchenrecht, das im Decretum Gratiani systematisch zusammengefasst wurde. Im 14. Jahrhundert findet sich erstmals eine Definition des Eigentums, die dem modernen Verständnis entspricht. Für den italienischen Juristen Bartolus de Saxoferrato war Eigentum „das Recht, über eine körperliche Sache (Grundstücke oder bewegliche Sachen) umfassend zu verfügen, sofern nicht ein Gesetz es verbietet.“
Aufgrund der vielfältigen Leistungspflichten im uneinheitlichen Feudalsystem ist der Begriff des Eigentums an Grund und Boden im Mittelalter mit dem modernen Verständnis des Begriffs nur wenig vergleichbar. Lehnsherren hatten das Obereigentum (dominium directum) und erhielten eine Grundrente in Naturalien, Diensten oder Geld, mussten aber ihre Bauern und Pächter gewähren lassen, wenn diese ihre Pflichten erfüllten. Die Lehnsnehmer als Besitzer hatten das Unter- oder nutzbare Eigentum (dominium utile) und fanden Rechtsschutz durch sogenannte Gewere. Die Rechtsbeziehung bestand ursprünglich in der persönlichen Beziehung zwischen Herren und Abhängigen. Sie wurde erst allmählich durch an die Sache gebundenes Recht mit (erblichem) Besitz, Nutzung und Lasten ersetzt. Es gab geteiltes Eigentum wie das dem modernen Erbbaurecht ähnliche Nutzungsrecht der Emphyteuse, die Trennung von Eigentum am Gebäude und am Boden (Superficies) oder auch die Leihe von Land (Prekarie). Immaterielles Eigentum existierte in Form von Rechten („Gerechtsame“) wie der Gerichtsherrlichkeit und von Regalien. In Genua entstanden erste Kapitalgesellschaften (Societas Maris im 13. Jahrhundert und Karat-Gesellschaft im 15. Jahrhundert), bei denen das Eigentum in Form von Anteilen nicht mehr auf die Verfügung über das Vermögen, sondern auf die Erträge (ähnlich der Grundrente) ausgerichtet war. Der Rechtsschutz des Eigentums wurde u. a. durch die Peinliche Halsgerichtsordnung Karls V. ausgebaut, mit der vor allem die Rechtssicherheit im Strafrecht gestärkt wurde.
Die großen Denker des Mittelalters waren vorrangig Theologen, die sich mit dem Verhältnis von Glauben und Welt befassten. Sie waren alle durch die kirchliche Ausbildung geschult und Mitglieder von Ordensgemeinschaften, die einen individuellen Reichtum nicht kannten, ihn zum Teil sogar ablehnten. Beginnend mit dem Investiturstreit war das Mittelalter geprägt durch den Konflikt um die Vorherrschaft zwischen weltlichen Regenten und der Kirche. Von großem Einfluss auf das Denken war die Entdeckung der aristotelischen Schriften in der westlichen Welt. Vor allem die Dominikaner um Albertus Magnus und Thomas von Aquin versuchten diese in die kirchlichen Lehren zu integrieren. Die Verhältnisbestimmung von Glaube und Vernunft führte zu intensiven Diskussionen über die Auslegung von göttlichem Recht, Naturrecht und bürgerlichem Recht, einer Unterteilung, die bereits die Stoa kannte (lex aeterna, lex naturalis und lex humana). Skeptischer gegenüber dem Integrationsgedanken waren die stärker an Augustinus orientierten Franziskaner mit Duns Scotus und Ockham als herausragenden Vertretern. Sie betonten die unterschiedlichen Sphären von Glauben (Theologie) und Erkenntnis (Philosophie), die ins rechte Verhältnis zu bringen sind. Die Ausformung des positiven Rechts und damit des Eigentumsrechts wurde bei ihnen stärker eine politische Gestaltungsaufgabe. Alle Parteien waren sich allerdings einig über das christliche Gebot der Sozialpflichtigkeit des Eigentums und forderten eine Freigebigkeit gegenüber den Armen. In der spanischen Spätscholastik setzte sich die Schule von Salamanca besonders mit Fragen der zu dieser Zeit blühenden Wirtschaft auseinander. In der Eigentumsfrage verfeinerte sie die Lehren des Thomas, berücksichtigte die Kritik von Duns Scotus und verknüpfte vor allem die Idee des Ersterwerbs mit der Idee des Gesellschaftsvertrages.

#### Thomas von Aquin

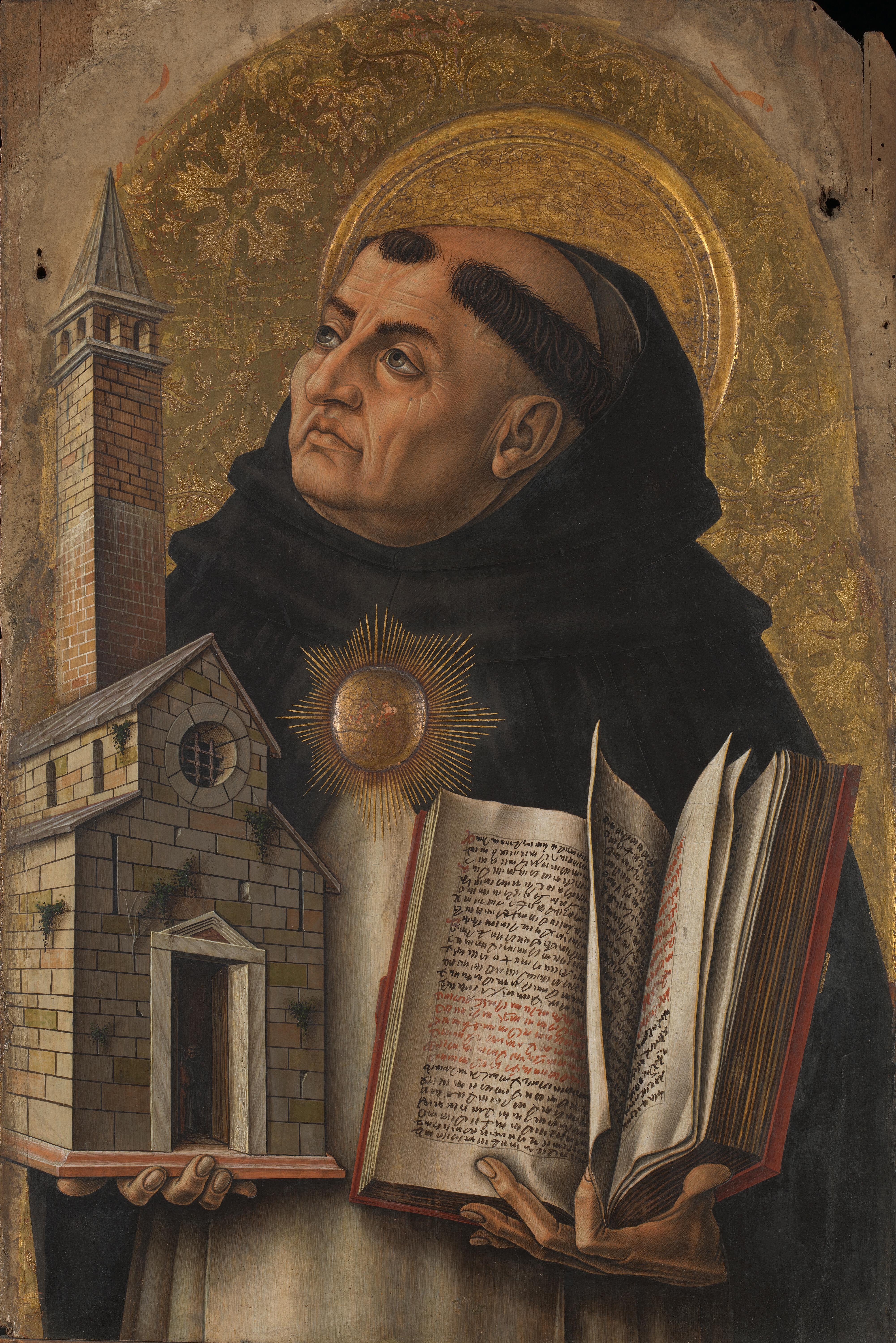
Thomas von Aquin (postumes Gemälde von Carlo Crivelli, 1476)

Thomas von Aquin hat keine eigene Eigentumstheorie entwickelt, sondern sich in seiner Summa Theologica mit dem Thema im Rahmen der Frage nach Recht und Gerechtigkeit befasst. Dabei nahm er eine vermittelnde Position zwischen der Lehre des Aristoteles und den Auffassungen der Patristik ein. Demnach ist Eigentum nicht durch Naturrecht zu begründen:
„Alles, was gegen das Naturrecht ist, ist unerlaubt. Nach dem Naturrecht aber sind alle Dinge Gemeinbesitz; dieser Gemeinsamkeit aber widerspricht der Eigenbesitz. Also ist es dem Menschen nicht erlaubt, sich eine äußere Sache anzueignen.“
Eigentum ist aber dennoch zulässig und zwar aus dem Vernunftrecht heraus:
„Deshalb ist der Eigenbesitz nicht gegen das Naturrecht, sondern wird dem Naturrecht hinzugefügt auf Grund der Findung durch die menschliche Vernunft.“
Thomas nannte drei Vernunftgründe für das Eigentum, die sich schon bei Aristoteles finden: Zum einen führt Eigentum zu einer höheren Sorgfalt gegenüber den Dingen/Sachen. Zum zweiten regelt Eigentum eindeutig die Zuständigkeiten. Und schließlich gewährleistet eine Eigentumsordnung Rechtssicherheit. Da Eigentum dem Naturrecht nach göttlich ist, ist das irdische Eigentum dem Gemeinwohl verpflichtet. und es besteht eine strenge Pflicht zum Geben von Almosen. Die menschliche Not hat Vorrang vor dem Eigentumsrecht.

#### Ockham
Ein wichtiger Schritt in der Entwicklung der Auffassung über das Eigentum ist die Lehre Wilhelm von Ockhams, der das als Eigentum bestimmte, was sich vor Gericht einklagen lässt. Die biblische Befugnis zum Gebrauch von Dingen begründet ein individuelles Recht, Eigentum zu bilden, das vor fremdem Zugriff geschützt ist. Das Eigentum wird durch die subjektive Entscheidung des Menschen erworben. Es ist damit vom göttlichen Naturrecht, das der Mensch nur im Rahmen seiner begrenzten Vernunft erkennen kann, losgelöst und beruht auf Vereinbarung. Die Legitimation zum Eigentum entstammt nicht dem Naturrecht, sondern dem positiv gesetzten Völkerrecht (ius commune). Das einzige Naturrecht, das Ockham anerkennt, ist das Recht auf Erhalt der eigenen Person. Daraus ergibt sich der Anspruch der Armen, von den Reichen wenigstens soviel zu erhalten, wie sie zum Leben benötigen. Zum Naturrecht gehört auch, dass alle Menschen frei sind, auch wenn das Völkerrecht die Sklaverei zulässt. Gerade in Hinblick auf Sklaven und die Position der Frau stellt er sich gegen die Tradition seit Aristoteles, die von Thomas von Aquin noch vertreten wurde.

#### Spanische Spätscholastik

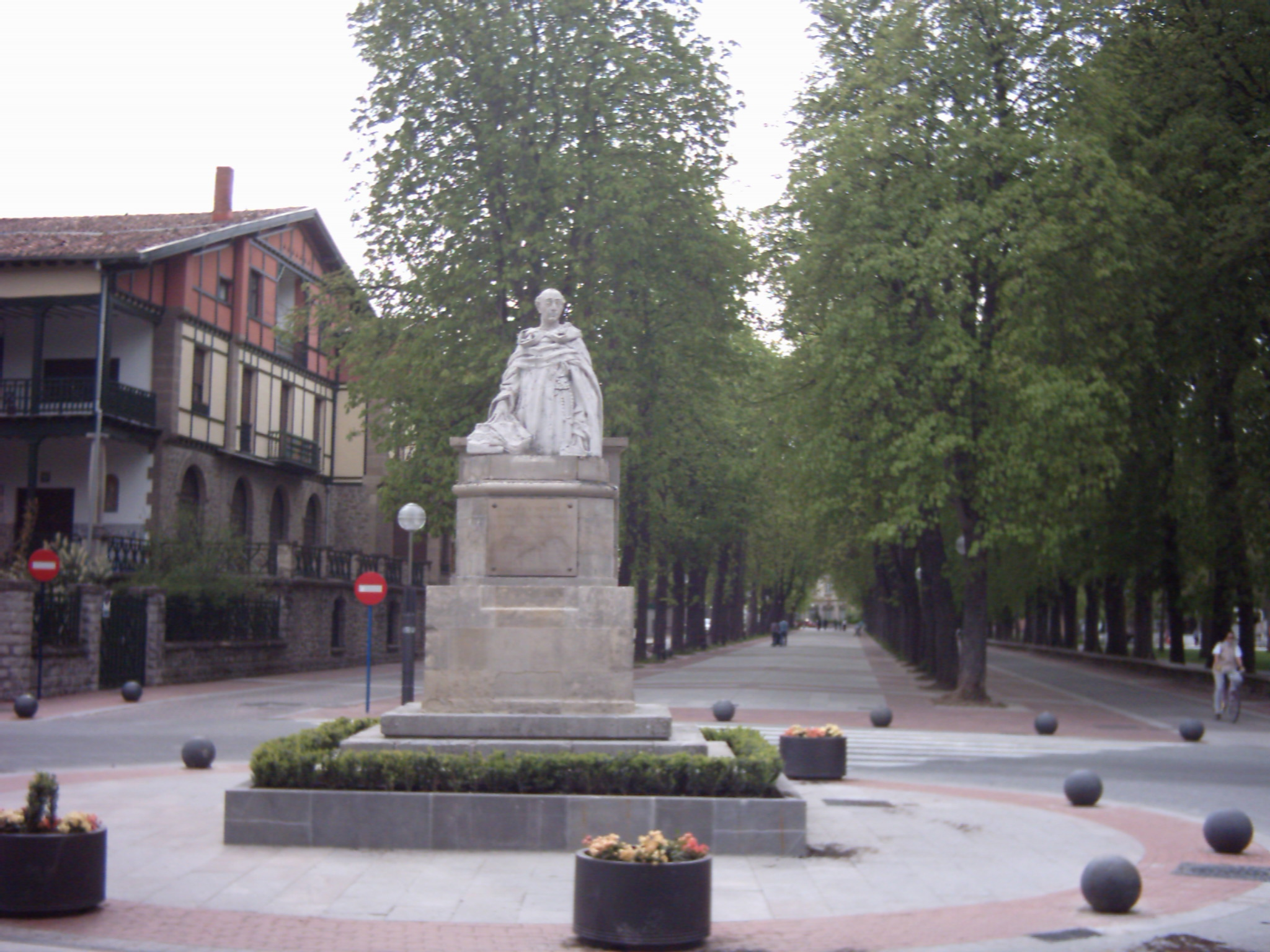
Francisco de Vitoria, Statue in Vitoria

Als Brücke zwischen Mittelalter und Neuzeit spielten die Überlegungen zum Eigentum der spanischen Spätscholastik, vor allem der Schule von Salamanca, eine bedeutende Rolle. Deren Vertreter standen in der Tradition Thomas von Aquins, dessen Lehren sie insbesondere in Fragen der Ökonomie weiter entwickelten. Francisco de Vitoria stellte in einem Kommentar zu Thomas mit diesem übereinstimmend fest, dass das Eigentum weder auf göttlichem noch auf dem Naturrecht beruht, sondern auf menschlicher Rechtsetzung. Privateigentum dient laut Vitoria der Verwirklichung des naturrechtlichen Gebotes, in Frieden zu leben. Deshalb ist Privateigentum eine Umsetzung des Naturrechts, auch wenn es nicht unmittelbar aus diesem ableitbar ist. Mit dieser These wollte er einen Widerspruch in Thomas’ Denken auflösen, bei dem die Erde den Menschen von Natur aus als Gemeineigentum gegeben war, während andererseits die Vernunft die Zweckmäßigkeit des Privateigentums nahelegt. Von Duns Scotus übernahm Vitoria die Idee des Gesellschaftsvertrages und verknüpfte sie mit der Frage des Eigentums, indem er von einem anfänglichen (nicht ausdrücklichen) Teilungsvertrag ausging, durch den sich die Menschen auf das Prinzip des Privateigentums durch Okkupation geeinigt hatten.
Ähnlich wie Vitoria argumentierte auch Luis de Molina, Privateigentum stehe nicht im Widerspruch zum naturrechtlichen Gemeineigentum. Es kann freiwillig vereinbart werden, notwendig ist das nicht. Entsprechend stufte Molina die Erstinbesitznahme als nicht notwendige Vereinbarung ein. Danach kann Privateigentum durch Vereinbarung auch wieder abgeschafft werden. Eigentumsregelungen unterliegen der menschlichen Disposition. Die Bedeutung der spanischen Spätscholastik für die Neuzeit betonte Joseph Höffner 1947:
„Mit der tieferen Erfassung der spanischen Scholastiker wird es immer deutlicher werden, dass sie die wichtigste Quelle für Hugo Grotius gewesen sind, ja, dass Grotius sogar nicht wenige seiner systembildenden Gedanken aus ihnen geschöpft hat. Der Ruhm des Grotius beruht zum großen Teil auf der Verschollenheit der spanischen Scholastiker.“

### Frühe Neuzeit
Das im Spätmittelalter einsetzende Wachstum der Städte, die zunehmende Zahl der Universitätsgründungen, die Erfindung des Buchdrucks, die Entdeckung Amerikas, Renaissance und Humanismus kennzeichnen strukturelle Veränderungen der Gesellschaft zu Beginn der Frühen Neuzeit. Das Denken wurde säkularer, die Kirche wehrte sich mit der Inquisition, musste aber durch die Reformation, die Entwicklung der Naturwissenschaften und die Herausbildung der Nationalstaaten ihren Machtverlust hinnehmen. Die dominierende Herrschaftsform im 17. und 18. Jahrhundert war der Absolutismus. Die Subsistenzwirtschaft begann sich aufzulösen. Die Strukturen des Feudalismus wurden allmählich durch Stadtrechte, Dorfordnungen und Verlagerung der Gerichtsbarkeit in die Gemeinden aufgeweicht. In ländlichen Gebieten entstanden Nachsiedlerschichten wie Heuerlinge oder Kötter und Bödner. Die Wirtschaft wurde komplexer mit vorindustriellen Produktionsweisen wie Heimarbeit und ersten Manufakturen und einer sich ausbreitenden Marktwirtschaft. Die Differenzierung des Naturrechts führte zu einem stärker individualrechtlichen Verständnis von Eigentum. Es entwickelte sich der Übergang zum Merkantilismus und zum Physiokratismus. In dieser Zeit entstand auch Geistiges Eigentum als neue Eigentumsform, zunächst als Privilegien, dann auch geschützt durch Patentrechte (Venedig 1474, Großbritannien 1623, Frankreich 1790). In den Bereich der Privilegien fallen außerdem die Bergordnungen des 15. und 16. Jahrhunderts. Fragen des Urheberrechts wurden erstmals im 18. Jahrhundert geregelt.

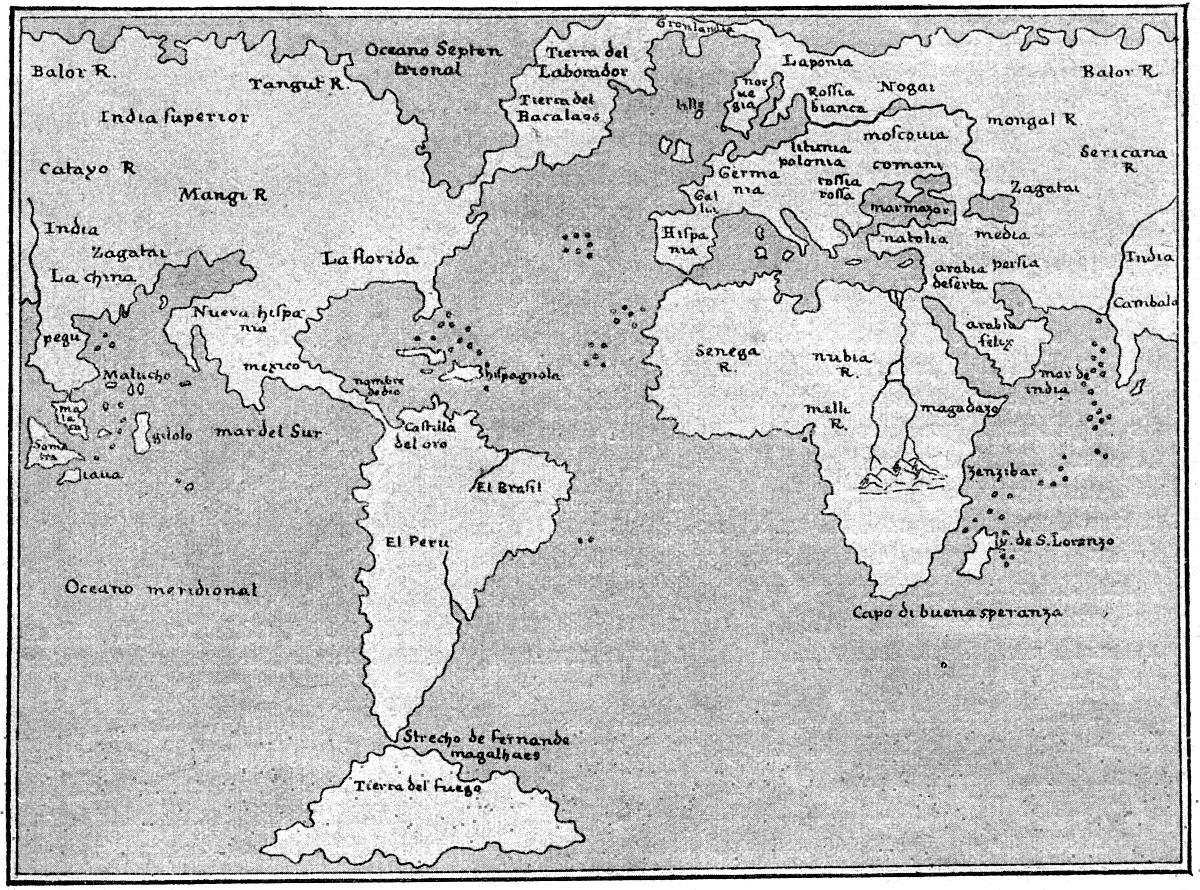
Weltkarte aus der Ptolemäus-Ausgabe von 1548

Eigentumskritik im England des 17. Jahrhunderts findet sich bei den Levellers, die im Parlament für eine größere Gleichheit eintraten. Radikaler waren noch die Diggers mit ihrem Führer Gerrard Winstanley, die auf dem Lande versuchten, eine christlich geprägte Form des Frühkommunismus zu etablieren.
Mit der Säkularisierung findet sich in der frühen Neuzeit das Bemühen, Argumente allein auf die Vernunft zu stützen. Ein wichtiger Impuls kam von Hugo Grotius, der versuchte, seine Rechtslehre nach „mathematischer Methode“ zu systematisieren, wobei er auf die verschiedenen Rechtstraditionen des Kirchenrechts und des römischen und germanischen Rechts (Gemeines Recht) zurückgriff. Weitere bedeutende Denker in dieser Linie waren Samuel von Pufendorf, dessen Lehrwerk bis in die Zeit Kants als Grundlagenwerk galt, und der schulbildende Aufklärer
Christian Wolff, bei dem das Eigentum die Grundlage des Systems des Naturrechts bildete, auf das sich das Vertragsrecht, das Familien- und Hausrecht, das Staatsrecht und das Völkerrecht aufbauen. Für die Naturrechtler war der Erwerb von Eigentum durch Okkupation noch eine Selbstverständlichkeit. Ihnen ging es darum, anhand systematischer Rechtssätze eine höhere Rechtssicherheit und damit eine größere Unabhängigkeit des Rechts von der Kirche ebenso wie von der willkürlichen Setzung positiven Rechts durch die absolutistischen Herrscher zu erlangen.
Ohne Rückgriff auf die Tradition und konsequent rationalistisch ist hingegen die politische Philosophie von Thomas Hobbes, für den das Recht ein Instrument zur Begrenzung des Machtstrebens der Menschen war. Aus persönlichen Erfahrungen waren ihm Frieden und Sicherheit wichtiger als Freiheit und Gerechtigkeit. Ein überpositives Recht erkannte er nicht an. Die durch den Absolutismus gezogenen Grenzen bei Hobbes wurden durch den Anspruch auf individuelle Rechte im Zuge der Aufklärung immer mehr verdrängt. So findet sich bei John Locke dann eine starke Subjektivierung des Naturrechts (live, liberty & property als Menschenrechte). Mit seiner gegen absolutistische Ansprüche, wie sie Robert Filmer formuliert hatte, gerichteten Theorie der Eigentumsentstehung aus Arbeit trug er dem Umstand Rechnung, dass zum einen Grund und Boden verteilt und in Katastern erfasst waren und zum anderen das Bürgertum wie er selbst Eigentum durch erfolgreiches Wirtschaften aufbaute. Entsprechend kritisch wies Thomas Paine darauf hin, dass die ererbten Vorrechte des Adels und auch des Königshauses auf ursprünglicher Gewalt beruhten. Die Orientierung des Eigentums am Gemeinwohl spielte bei Hobbes keine und bei Locke kaum eine Rolle mehr. Ganz anders Jean-Jacques Rousseau, der das Recht auf Privateigentum vom Dienst am Gemeinwohl und vom allgemeinen Willen abhängig machte. In diesem Gegensatz von Locke und Rousseau spiegeln sich die modernen Auffassungen über das Eigentum: möglichst große Eigentümerfreiheit als vorherrschendes Dogma in den USA, Begrenzung des Eigentumsrechts durch soziale Verpflichtungen in Kontinentaleuropa. In der schottischen Schule hingegen, allen voran bei David Hume und Adam Smith, stand die Frage der Nützlichkeit des Eigentums im Vordergrund. Sie verzichteten auf eine idealisierende Begründung durch das Naturrecht und wurden dadurch Vorläufer des Utilitarismus und Vordenker einer marktwirtschaftlichen Ordnung. Eine nochmalige Verstärkung der subjektiven Perspektive findet sich bei Immanuel Kant, für den die persönliche Freiheit sich im Eigentum als dem äußeren Mein und Dein ausdrückt. Lockes Arbeitstheorie des Eigentums, die dieser als Argument gegen Eingriffe durch eine absolutistische Regierung entworfen hatte, stieß bei Kant auf wesentliche Kritik. Die Ausgestaltung des Eigentumsrechts war für diesen allein eine Frage einer vernünftigen republikanischen Ordnung.

#### Reformation

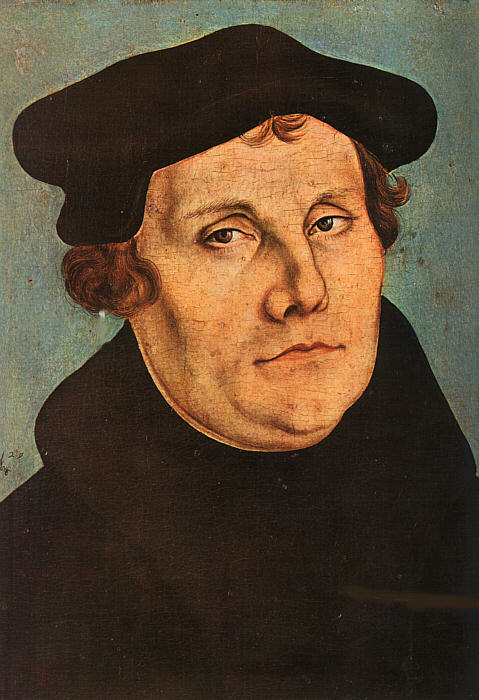
Martin Luther, Porträt von Lucas Cranach d. Ä., 1529

Martin Luther, der die Bedeutung der Bibel als Grundlage besonders betonte (sola scriptura), folgerte aus dem Zehnten Gebot „Du sollst nicht stehlen“, dass Eigentum grundsätzlich Bestandteil christlichen Lebens ist. Wer nichts hat, kann auch den Armen nichts geben. Allerdings betont er zugleich, dass niemand sein Herz an den Besitz hängen soll.
„Deine Güter sind nicht dein; du bist ein Schaffner, darüber gesetzt, dasß du sie austeilest, denen, so es bedürfen.“
Der wahre Glaube löst sich von den weltlichen Dingen.
„Ja es muß ein große Brunst und Feur der Liebe sein, die so brenne, dasß der Mensch kann alles lassen fahren, Haus und Hof, Weib, Kind, Ehr und Gut, Leib und Leben, ja dazu verachten und mit Füßen treten, daß er nur den Schatz behalte, den er doch nicht siehet und in der Welt verachtet ist, sondern allein im bloßen Wort vurgetragen und mit dem Herzen gegläubet wird.“
Das, was man hat, soll man als Gottes Gabe genießen.
„Ach ja, das wäre wahrlich ein fein Leben, iß und trink, was Gott bescheret, bis [sei] mit deinem Weib frohlich, laß nur nicht dabei bleiben, als sei das dein Trost gar.“
Luther war zugleich scharfer Kritiker des Missbrauchs von Eigentum durch Wucher.
Johannes Calvin unterschied stärker als Luther die göttlichen Gesetze vom weltlichen Regiment, die „zwei völlig unterschiedliche Dinge“ sind. Die Verbindung entsteht durch den Glauben. Durch das Gewissen wird der Mensch von der „Macht der Wahrheit so überwältigt, dass er nicht anders kann als die Rechtsprinzipien des Gerechten und Billigen zu bejahen.“ Der irdische Rechtsbereich richtet sich nach dem Naturrecht, nach dem die Rechte auf Leben und Eigentum unverletzlich sind. Eine Begründung sah Calvin auch im achten Gebot, das fordert, das Eigentum (suum cuique) des anderen unangetastet zu lassen. Das besondere an der Lehre Calvins ist die Lehre von der Prädestination. Demnach sind die Menschen von Geburt an erwählt oder auch nicht, eigenes Handeln ändert daran nichts. Ausdruck der Auserwähltheit, also der Prädestination, ist der weltliche Erfolg, der sich bei den Prädestinierten einstellt. Max Weber leitete in seinem Werk Die protestantische Ethik und der Geist des Kapitalismus im frühen 20. Jahrhundert die These ab, dass aus dieser Haltung heraus das Gewinnstreben und der Kapitalismus als Ausdruck der eigenen Prädestination in besonderer Weise gefördert worden seien.

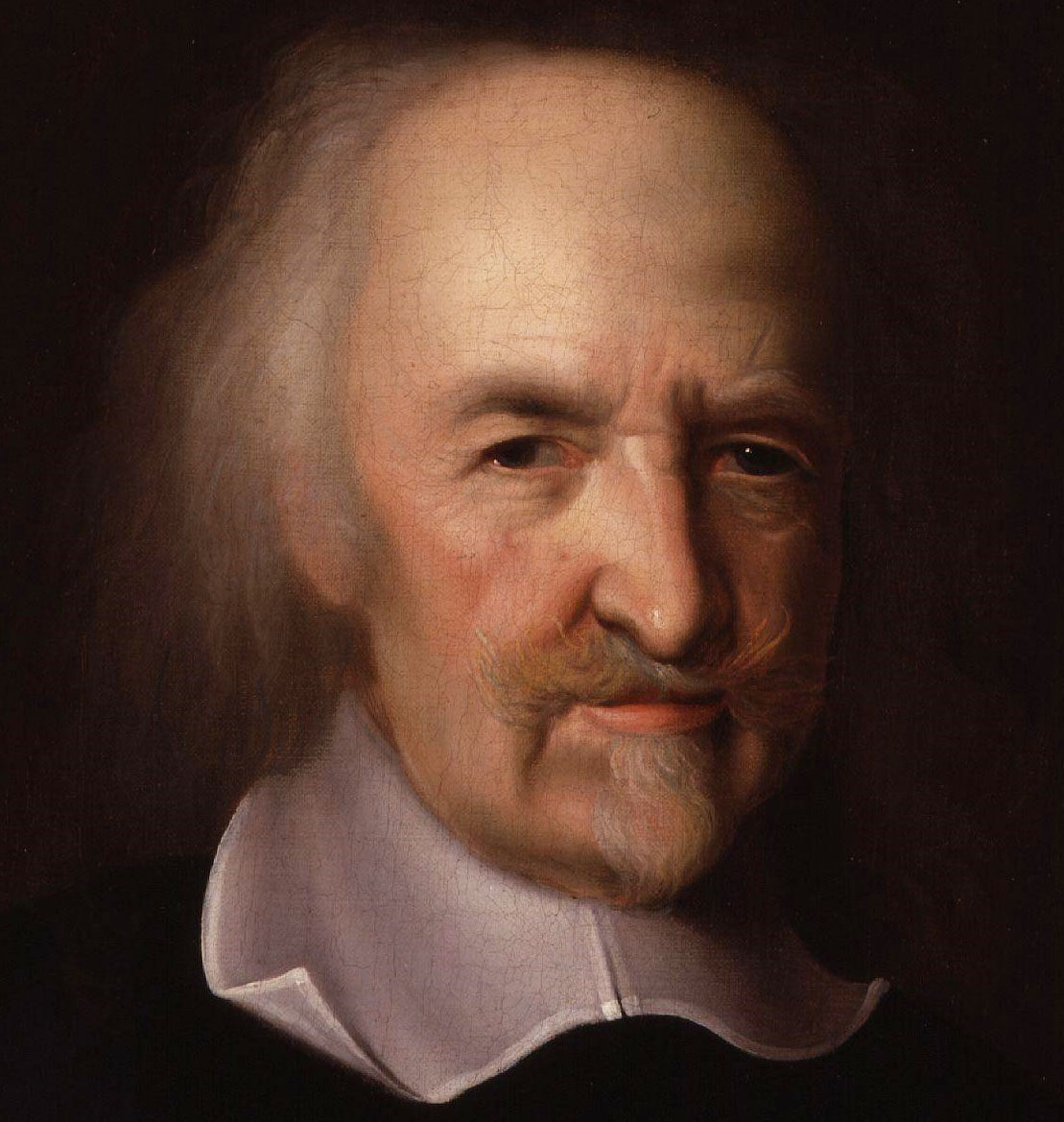
Thomas Hobbes

#### Hobbes
Thomas Hobbes, der philosophisch den Absolutismus stützte, vertrat im Leviathan die These, dass es als Folge des Krieges jeder gegen jeden im Urzustand „weder Eigentum noch Herrschaft, noch ein bestimmtes Mein und Dein gibt, sondern dass jedem nur das gehört, was er erlangen kann, und zwar so lange, wie er es behaupten kann.“ Zur Durchsetzung von Eigentum und Gerechtigkeit, die für Hobbes vor allem in Rechtssicherheit und Vertragsfreiheit zum Ausdruck kommen, bedarf es eines starken Machthabers. Eine solche Position entsteht im hobbesschen Gesellschaftsvertrag, indem der Einzelne seine Freiheitsrechte an einen zentralen, allmächtigen Herrscher überträgt. Als absoluter Regent legt dieser Gesetze fest und setzt sie durch. Der Rechtspositivismus, der bei Ockham noch durch die Erkenntnisfähigkeit der Vernunft begrenzt wurde, wird zum alleinigen Maßstab. Das Recht des Eigentümers kann niemand anderer einschränken als der Souverän. Der Bürger aber hat kein Recht, ihn daran zu hindern. Hobbes’ Idee des Urzustandes als Gedankenmodell und des sich daraus ergebenden Gesellschaftsvertrages bedeutet eine Revolution im rechts- und staatsphilosophischen Denken, die die Diskussion bis in die Gegenwart beeinflusst.

#### Grotius

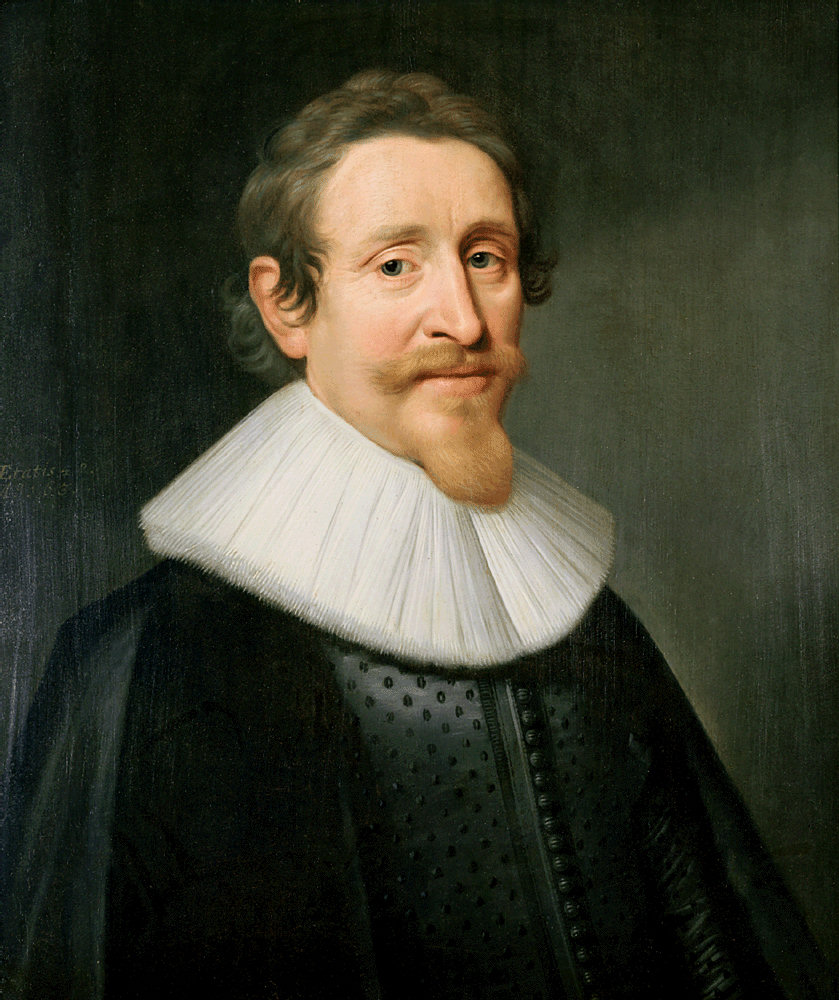
Hugo Grotius – Porträt von Michiel Jansz van Mierevelt, 1631

Für Hugo Grotius bedeutete Naturrecht, dass der Mensch mithilfe der „rechten Vernunft“ (rectae rationis) die Gebote Gottes, des Schöpfers der Natur, erkennen kann. Daher existieren Rechtsregeln bei allen gesitteten Völkern. Angeboren ist das Recht an der eigenen Person, während Eigentum ein erworbenes Recht ist. Grotius ging von einem Urzustand mit Gütergemeinschaft aus, der sich auflöste, weil die Menschen nicht mehr auf der Grundlage der Nächstenliebe lebten. Der Staat habe sich durch einen Vertrag gebildet, der auch stillschweigend zustande kommen konnte.
„[D]ie Gesellschaft hat den Zweck, mit gemeinsamen Kräften und im Zusammenwirken jedem das Seine zu erhalten (ut suum cuique salvum sit). Dies würde offenbar auch dann stattfinden, wenn das Eigentum (dominium), wie man es jetzt versteht, nicht eingeführt wäre. Denn das Leben, die Glieder und die Freiheit (vita, membra, libertas) würden auch dann jedem zu eigen gehören, so dass die nicht ohne Unrecht von einem anderen angegriffen werden können. Ebenso würde das Recht des Besitzergreifenden sein (ius (…) esset occupantis), die allen zu Gebote stehenden Dinge zu gebrauchen.“
Grotius stand in der Tradition der Okkupationstheorie, legte ähnlich wie Hobbes die Idee des Gesellschaftsvertrages zugrunde, setzte jedoch das Eigentum dem Recht der Person auf Freiheit und Leben gleich. Bei Grotius war die politische Philosophie noch mit dem Absolutismus vereinbar, solange der Regent die an die Person gebundenen Rechte beachtete und wahrte.

#### Locke

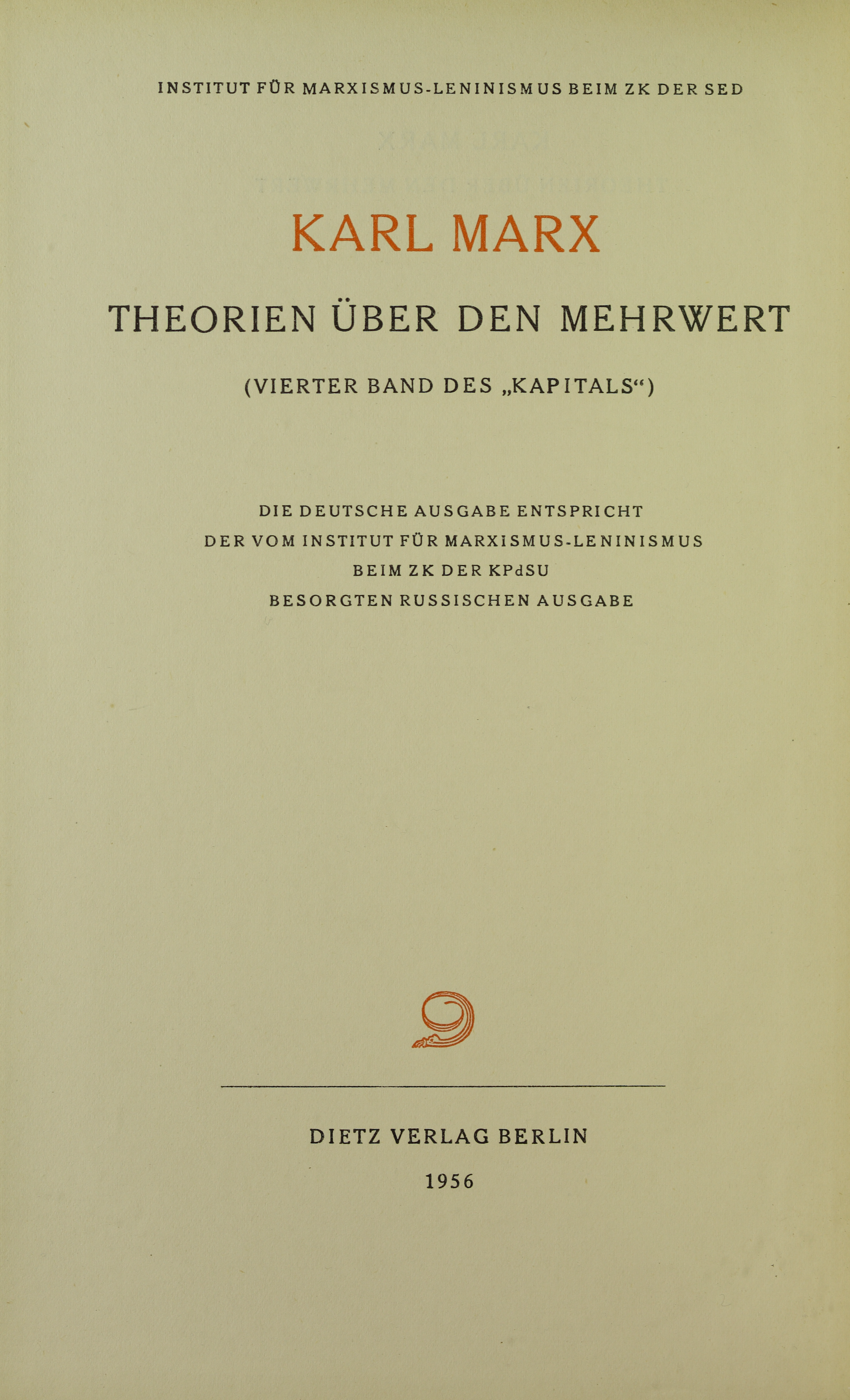
Karl Marx, Theorien über den Mehrwert, 1956

Nach dem Bürgerkrieg und der Glorious Revolution (1688) war in England das Bürgertum trotz Rückschlägen so stark geworden, dass es mit der Bill of Rights die Souveränität des Parlaments gegen den König durchsetzen konnte. Die Zwei Abhandlungen über die Regierung von John Locke bilden eine 1680–1682 verfasste und erst 1690 aus Sicherheitsgründen anonym veröffentlichte Streitschrift gegen die Macht des Königs zugunsten des Bürgertums. Nach Locke hat Gott die Welt den Menschen zur gemeinsamen Nutzung übertragen und „ihnen auch die Vernunft verliehen, sie zum größten Vorteil und zur Annehmlichkeit ihres Lebens zu nutzen.“ (II § 23) Die Vernunft gebietet, „daß niemand einen anderen, da alle gleich und unabhängig sind, an seinem Leben und Besitz, seiner Gesundheit und Freiheit Schaden zufügen soll.“ (II § 6) Die Stellung des Eigentums als Grundrecht sah Locke ähnlich wie Grotius oder Samuel von Pufendorf. Jedoch entsteht Eigentum nicht durch einen Vertrag, sondern beruht allein auf überpositivem Naturrecht.

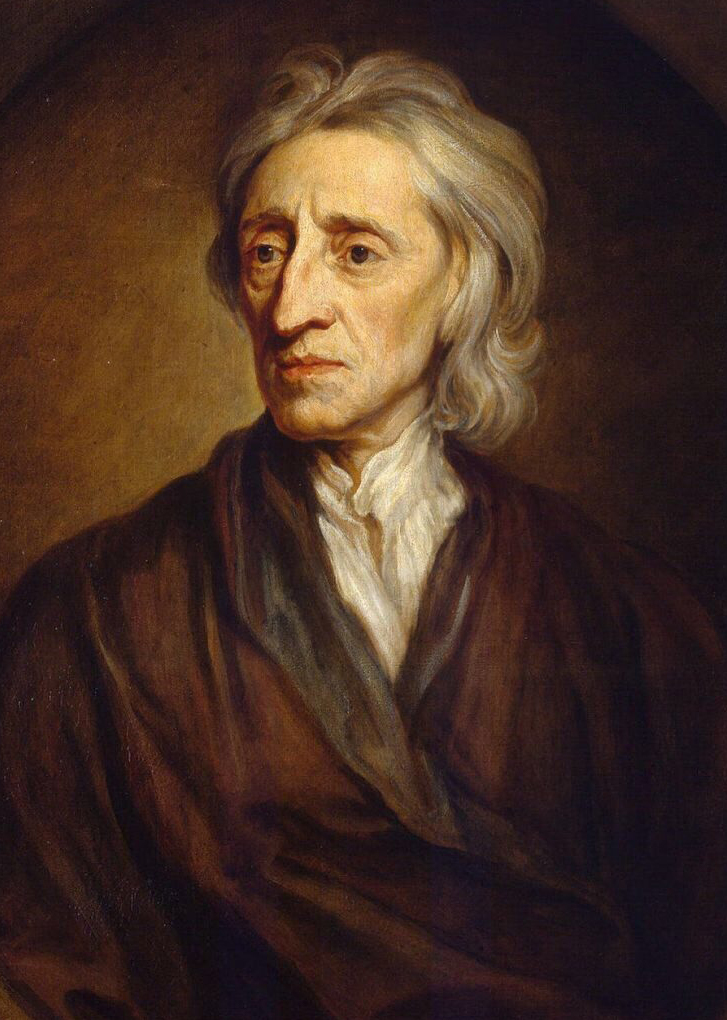
John Locke

In der Begründung des Eigentums ging Locke mit seiner Arbeitstheorie einen völlig neuen Weg. Der Mensch ist von Natur aus berechtigt, sich zum Zweck der Selbsterhaltung einen Teil der Natur anzueignen. Dies ergibt sich auch aus der göttlichen Weisung, sich die Erde untertan zu machen. Dieses Gebot erfüllt er durch Arbeit. Indem der Mensch ein Naturgut bearbeitet, bringt er einen Teil seiner selbst in den Gegenstand ein. Naturgüter haben ohne Arbeit einen nur geringen Wert. So gehört Wasser in der Natur niemandem, doch in einem Krug ist es unbestritten zu Eigentum geworden. (II § 29) Auch der Wert des Bodens entsteht größtenteils durch Arbeit. (II § 43) Der Erwerb von Eigentum, das heißt die Aneignung der Natur findet dort ihre Grenzen, wo der Mensch das von der Natur durch Arbeit Gewonnene nicht mehr verbrauchen kann.
„Soviel Land ein Mensch bepflügt, bepflanzt, bebaut, kultiviert und soviel er von dem Ertrag verwerten kann, soviel ist sein Eigentum. Durch seine Arbeit hebt er es gleichsam vom Gemeingut ab.“ (II § 32)
Anders als Marx das später interpretierte, geht Lockes Arbeitstheorie davon aus, dass auch die eigene Arbeit eines freien Mannes für eine bestimmte Zeit gegen Lohn veräußert werden kann. (II § 85) Hierdurch geht die Arbeitskraft in das Eigentum eines anderen über. (II § 28)
In einem zweiten Schritt erklärte Locke die Bildung von Reichtum. Entscheidend hierfür sind die Möglichkeit des Tausches und das Institut des Geldes. Indem der Mensch das Ergebnis der Arbeit tauscht, zum Beispiel Äpfel gegen Nüsse, erhält er etwas weniger Verderbliches. Dieses darf er besitzen, auch wenn er es nicht unmittelbar verwertet. Dies gilt insbesondere für unverderbliche Güter wie Gold, Silber und Diamanten. (II, § 46) Durch das Geld wurde zwischen den Menschen ein Übereinkommen getroffen, demzufolge die Aufbewahrung des Eigentums unbegrenzt erfolgen kann. Der Schutz des so entstandenen Eigentums hat eine grundlegende Funktion für die Staatsbildung:
„Das große und hauptsächliche Ziel, weshalb Menschen sich zu einem Staatswesen zusammenschließen und sich unter eine Regierung stellen, ist also die Erhaltung ihres Eigentums.“ (II § 124)
Eigentum gibt es also bereits vor der Entstehung eines Staates. Dementsprechend führt der Staatsvertrag nicht dazu, dass der Herrscher beliebig über das Eigentum seiner Bürger verfügen kann.
Im Gegensatz zu Hobbes binden bei Locke die natürlichen Rechte auf Leben, Freiheit und Eigentum die staatliche Gewalt. Eingriffe ins Eigentum durch den Staat bedürfen immer der Zustimmung der Bürger. (II § 139) Den unterschiedlichen Reichtum erklärte Locke mit unterschiedlichem Fleiß und unterschiedlichen individuellen Voraussetzungen der Menschen.
Die Arbeitstheorie Lockes enthält keine Begründung der Sozialpflichtigkeit des Eigentums wie sie zuvor von den Kirchenvätern, Thomas von Aquin oder Grotius gefordert worden war. Sie kam den liberalen Theoretikern der Folgezeit entgegen, weil mit ihr wirtschaftliches Wachstum in der sich entwickelnden Marktwirtschaft harmonierte, während die Okkupationstheorie von einem festen Bestand an Gütern ausging, für deren Vermehrung und die sich daraus ergebenden Verteilungsfragen sie aber keine Erklärung hatte.

#### Rousseau

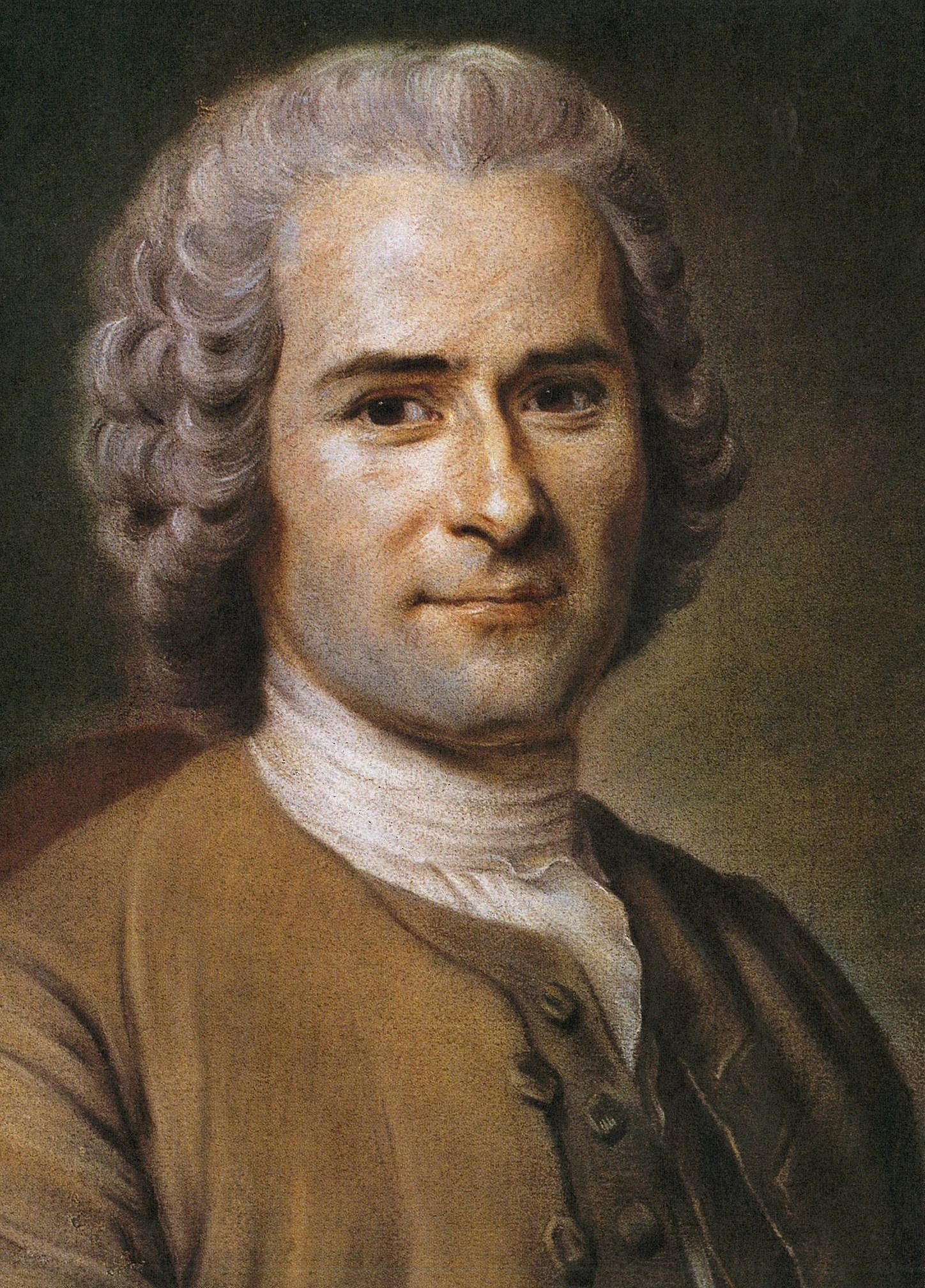
Jean-Jacques Rousseau, Pastell von Maurice Quentin de La Tour, 1753

Jean-Jacques Rousseau hatte eine kritische Sicht auf das Eigentum, hielt es aber in Hinblick auf die Freiheit für unverzichtbar. Die Bildung von Eigentum führt dazu, dass der Mensch den Urzustand verlässt.
„Der erste, der ein Stück Land eingezäunt hatte und dreist sagte: 'Das ist mein' und so einfältige Leute fand, die das glaubten, wurde zum wahren Gründer der bürgerlichen Gesellschaft. Wieviele Verbrechen, Kriege, Morde, Leiden und Schrecken würde einer dem Menschengeschlecht erspart haben, hätte er die Pfähle herausgerissen oder den Graben zugeschüttet und seinesgleichen zugerufen: 'Hört ja nicht auf diesen Betrüger. Ihr seid alle verloren, wenn ihr vergeßt, daß die Früchte allen gehören und die Erde keinem.'“ (Diskurs, 173)
Rousseau charakterisierte Eigentum als Ursache „zügelloser Leidenschaften“: „Konkurrenz und Rivalität auf der einen Seite, Gegensatz der Interessen auf der anderen, und stets das versteckte Verlangen, seinen Profit auf Kosten anderer zu machen: alle diese Übel sind die erste Wirkung des Eigentums und das untrennbare Gefolge der entstehenden Ungleichheit“. (Diskurs, 209) Andererseits bezeichnet er das Eigentum als „das heiligste von allen Bürgerrechten, in gewissen Beziehungen noch wichtiger als die Freiheit selbst […], weil das Eigentum die wahre Begründung der menschlichen Gesellschaft und der wahre Garant der Verpflichtung der Bürger ist.“
Durch die zunehmende Industrialisierung und die Wirkungen des Absolutismus in Frankreich war Rousseau mit einer deutlich stärkeren Ungleichheit konfrontiert als zuvor Locke, von dem er einige Theorieelemente übernahm, aber auch deutlich auf Distanz zu ihm ging. Er diagnostiziert: „Der Mensch wird frei geboren, und überall ist er in Ketten“ (CS I 1) Rousseau verzichtet, im Gegensatz etwa zu Aquin oder Grotius, auf eine teleologische „Bestimmung“ des Menschen durch göttliches oder natürliches Recht. Der Zusammenschluss durch einen Gesellschaftsvertrag beruht allein auf Abwägung aus Vernunft. Als freier Mensch wird niemand einer Ordnung zustimmen, die ihm seine Freiheit nimmt, wie das in den Konzepten von Hobbes und Grotius noch möglich war. Die Aufgabe lautet:
„‘Finde eine Form des Zusammenschlusses, die mit ihrer ganzen gemeinsamen Kraft die Person und das Vermögen jedes einzelnen Mitglieds verteidigt und schützt und durch die doch jeder, indem er sich mit allen vereinigt, nur sich selbst gehorcht und genauso frei bleibt wie zuvor.’ Das ist das grundlegende Problem, dessen Lösung der Gesellschaftsvertrag darstellt“ (CS I 6, S. 18)
Der nur durch individuelle Gewalt zu sichernde Besitz wird im Gesellschaftsvertrag zu einem Recht, das zwar beschränkt ist, das aber im bürgerlichen Staat frei ist von der Willkür anderer, bürgerliche Freiheit also erst gewährt.
„Was der Mensch durch den Gesellschaftsvertrag verliert, ist seine natürliche Freiheit und ein unbegrenztes Recht auf alles, wonach ihn gelüstet und was er erreichen kann; was er erhält, ist die bürgerliche Freiheit und das Eigentum an allem, was er besitzt. Damit man sich bei diesem Ausgleich nicht täuscht, ist es notwendig, die natürliche Freiheit, die ihre Schranken nur in der Stärke des Individuums findet, deutlich von der bürgerlichen Freiheit zu unterscheiden, die durch den Gemeinwillen begrenzt ist, und den Besitz, der nur eine Folge der Stärke oder des Rechts des ersten Besitznehmers ist, vom Eigentum, das nur auf einen ausdrücklichen Titel gegründet werden kann.“ (CS I 8)
Rousseau begründet die Entstehung des Eigentums ähnlich wie Locke aus der Arbeit: „Allein die Arbeit, die dem Bauern ein Recht auf das Produkt des Feldes gibt, das er bestellt hat, gibt ihm folglich ein Recht auf den Boden, zumindest bis zur Ernte, und so von Jahr zu Jahr – was, da es einen ununterbrochenen Besitz schafft, sich leicht in Eigentum verwandelt.“ (Diskurs, 203) Eigentum ist also kein ursprünglicher, sondern ein erworbener Gegenstand. Ursprünglicher Eigentümer ist die Gemeinschaft, die dem Bürger nur den Besitz gestattet. (CS I 9, S. 23–24) Hierzu bedarf es einer Begründung:
„Um das Recht des Erstbesitzes an irgendeinem Stück Land zu rechtfertigen, bedarf es im Allgemeinen folgenden Bedingungen: Erstens, dass dieses Terrain von noch niemandem bewohnt wird; zweitens, dass man nur soviel Besitz nimmt, wie man benötigt, zu subsistieren; und drittens, dass man nicht durch eine leere Zeremonie davon Besitz ergreift, sondern durch Arbeit und Kultivierung, das einzige Eigentumszeichen, das in Ermangelung gesetzlicher Rechtstitel von anderen geachtet werden muss.“ (CS, III 369, I 9)
Im republikanischen Staat Rousseaus ist die bürgerliche Freiheit durch das Gemeinwohl begrenzt. Entsprechend kann durch demokratischen Beschluss in die Verteilung des Einkommens eingegriffen und durch progressive Steuern eine größere Verteilungsgerechtigkeit hergestellt werden.
„Der, welcher nur das einfach Notwendige hat, muß gar nichts beitragen; die Besteuerung desjenigen, der Überflüssiges besitzt, kann im Notfall bis zur Summe dessen gehen, was das ihm Notwendige übersteigt“

#### Paine

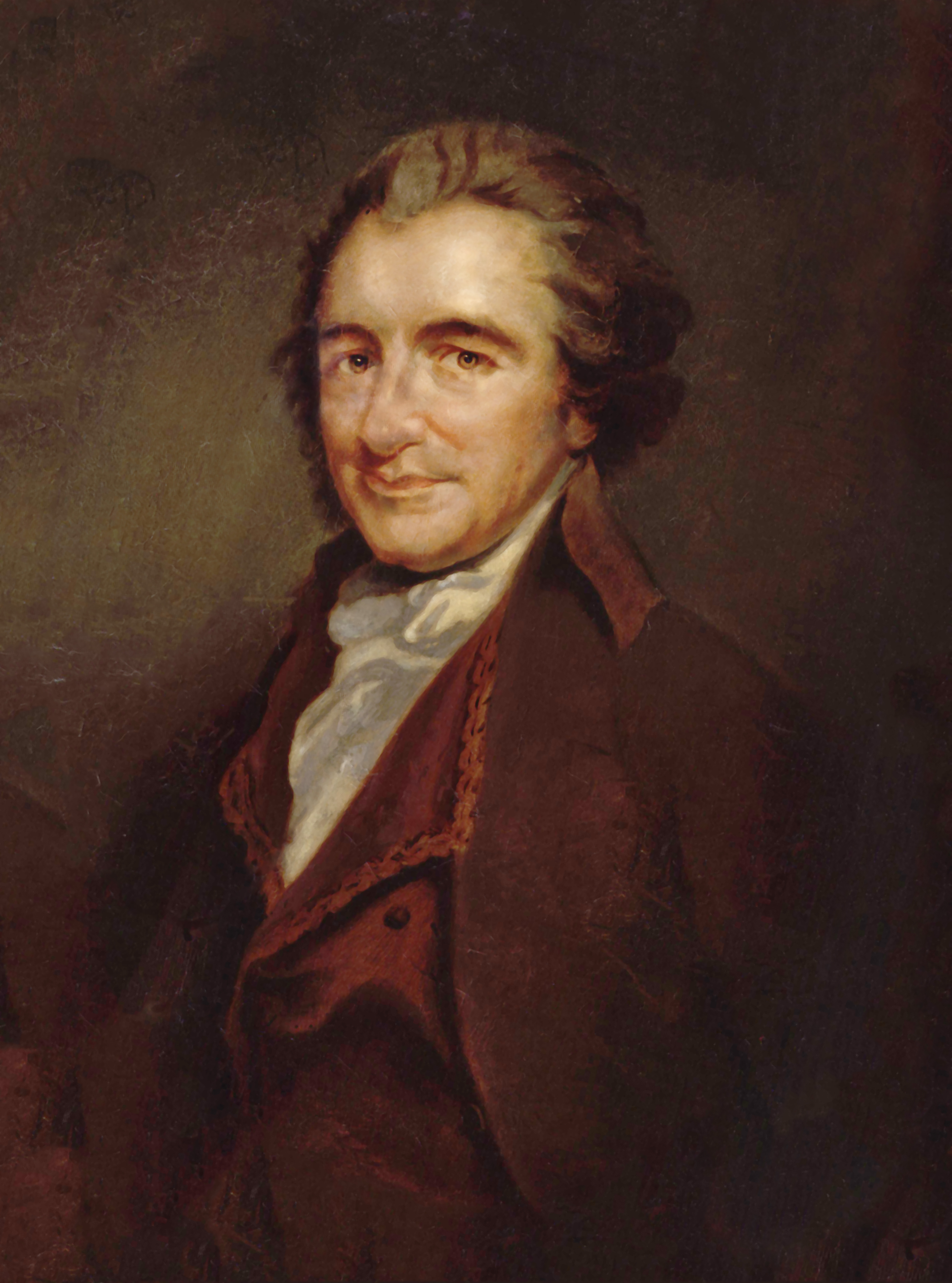
Thomas Paine

Das Buch Common Sense („Gesunder Menschenverstand“) von Thomas Paine aus dem Jahre 1776 trug wesentlich zur amerikanischen Unabhängigkeitsbewegung bei und beeinflusste die Unabhängigkeitserklärung der Vereinigten Staaten vom 4. Juli 1776. Paine forderte eine Verfassung analog zur Magna Carta. „Freiheit und Eigentum, vor allem aber freie Religionsausübung nach dem Diktat des Gewissens, müßten für alle Menschen gesichert werden.“ In der Schrift Rights of Men (Menschenrechte) lehnte er jede Form von Sklaverei ab: „Der Mensch hat kein Eigentum am Menschen, noch hat irgendeine Generation ein Eigentum an den folgenden Generationen.“
Paine unterschied zwischen natürlichen Rechten, die der Mensch aufgrund seines Daseins hat, und bürgerlichen Rechten, die er an die Gesellschaft im Rahmen der Verfassung überträgt. Durch diese Übertragung wird jeder Bürger Eigentümer an der Gesellschaft und hat Anspruch auf deren Leistung („zehrt zu Recht von dem Kapital“) In einem Textvorschlag für die französische Nationalversammlung formuliert er:
„Die Erhaltung der natürlichen und unverjährbaren Rechte des Menschen ist der Endzweck aller politischen Vereinigungen; diese Rechte sind Freiheit, Eigentum, Sicherheit und Widerstand gegen Unterdrückung.“ Sowie: „Da das Recht auf Eigentum unverletzlich und heilig ist, so kann niemand dessen beraubt werden, es sei denn, daß die öffentliche, gesetzlich festgestellte Notwendigkeit es erfordert und unter der Bedingung einer gerechten und vorher festgesetzten Entschädigung.“
Monarchische Regierungen sind für Paine aus Raub und Gewalt entstanden und ziehen hieraus ihre Legitimation. Deshalb lehnt er eine Erbmonarchie grundsätzlich ab: „Eine erbliche Krone, ein erblicher Thron oder welchen phantastischen Namen man dem Ding geben mag, läßt keine andere Auslegung zu, als daß die Menschen vererbbares Eigentum seien.“
Paine polemisiert weiterhin gegen die Interessengebundenheit des englischen Oberhauses:
„Aus demselben vernünftigen Grund, warum man ein gesetzgebendes Haus völlig aus Leuten zusammengesetzt, deren Geschäft im Vermieten von Grundeigentum besteht, könnte man auch eines aus Pächtern, oder Bäckern, Bierbrauern oder aus einer anderen beliebigen Klasse von Bürgern bilden.“
Eigentum oder Steuern sollten nach Paine kein Kriterium sein, jemandem das Wahlrecht zu erteilen: „Wenn wir bedenken, auf wie vielen Wegen Eigentum ohne Verdienste erworben oder ohne Verbrechen verloren werden kann, so sollten wir die Vorstellung, es zum Kriterium von Rechten zu machen, verschmähen.“

#### Französische Revolution

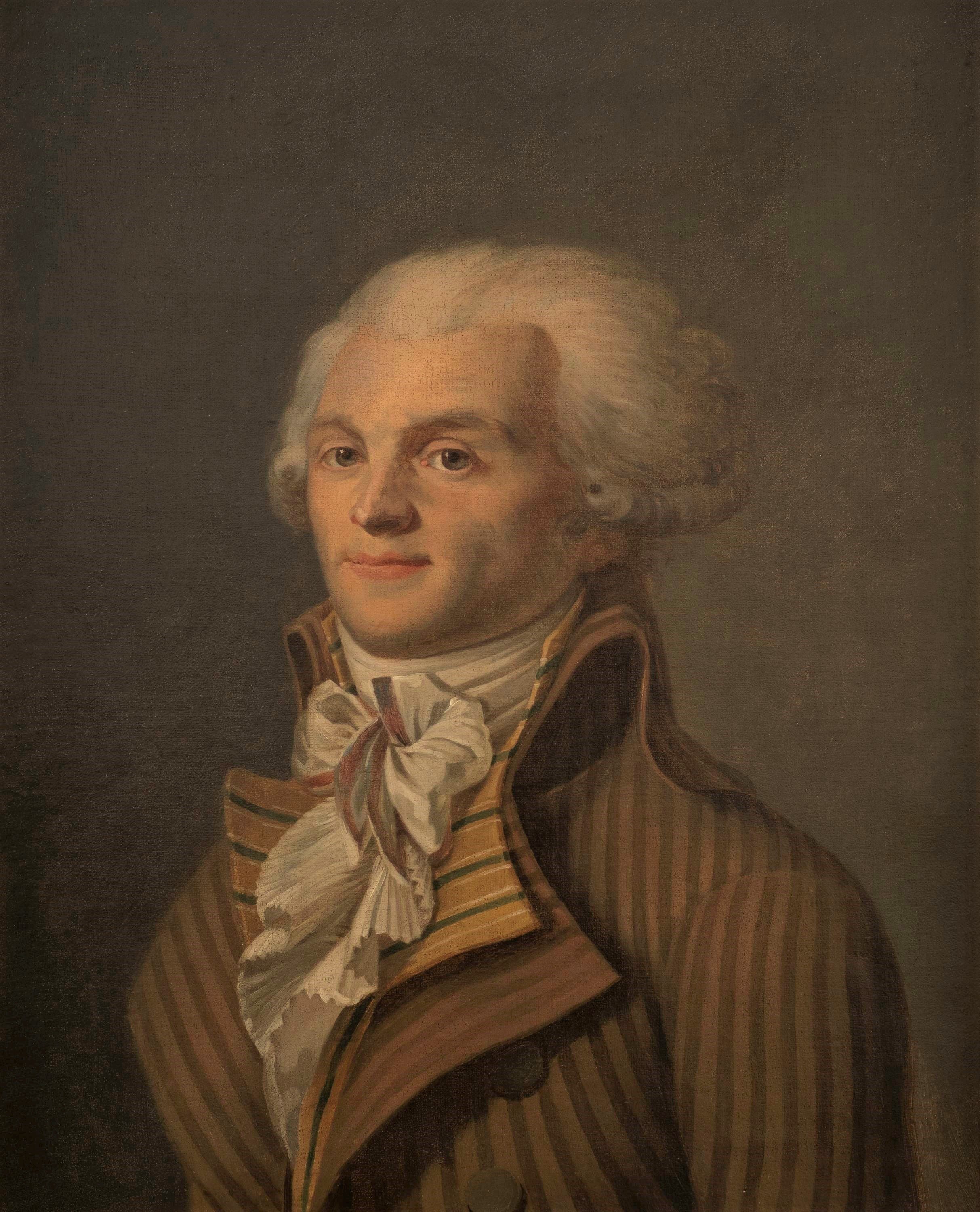
M. de Robespierre, anonymes Porträt um 1793

Ähnlich wie Locke ein Einfluss auf die amerikanischen Verfassungen, insbesondere die Virginia Bill of Rights von 1776 zugeschrieben wird, hatten die Schriften Rousseaus Einfluss auf die Französische Revolution. In Artikel 17 der Erklärung der Menschen- und Bürgerrechte von 1789 heißt es:
„Da das Eigentum ein unverletzliches und heiliges Recht ist, kann es niemandem entzogen werden, es sei denn, dass dies die gesetzlich festgelegte öffentliche Notwendigkeit offensichtlich fordert, und dass eine gerechte und vorherige Entschädigung geleistet wird.“
Diese liberale Vorstellung des Eigentumsrechts wurde durchgesetzt, indem die Vorrechte und auch die tradierten Eigentumsrechte von Klerus und Adel zerschlagen wurden und der Dritte Stand sich von der Last der Feudalrechte befreite. So wurde das Privateigentum des Klerus und vieler Adelsfamilien beschlagnahmt, das Obereigentum des Königs und des Adels aufgehoben und damit feudale Machtstrukturen zerschlagen. Die französische Revolution erkämpfte somit das bürgerliche Eigentumsrecht als Ausdruck individueller Freiheit zulasten der Eigentumsrechte der bis dahin privilegierten Stände.
Robespierre hat in einer bekannten Rede über das Eigentum die Position Rousseaus eingenommen, aber darüber hinaus betont, dass ohne Rücksichtnahme auf die Armen der Verfassungsartikel über das Eigentum die „Reichen, die Spekulanten, die Wucherer und die Tyrannen“ zu begünstigen scheint. Sein, allerdings nicht realisierter, Vorschlag zur Abänderung der Verfassung lautete:
„Artikel 1 – Das Eigentum ist das Recht eines jeden Bürgers, über den Teil der Güter frei zu verfügen, der ihm durch das Gesetz garantiert wird.
Artikel 2 – Das Eigentumsrecht ist wie jedes andere Recht durch die Verpflichtung eingeschränkt, die Rechte des Nächsten zu respektieren.
Artikel 3 – Das Eigentum darf weder die Sicherheit, die Freiheit, die Existenz noch das Eigentum unserer Mitmenschen beeinträchtigen.
Artikel 4 – Jeder Besitz und jeder Handel, der diesen Grundsatz verletzt, ist unlauter und unmoralisch.“

#### Hume

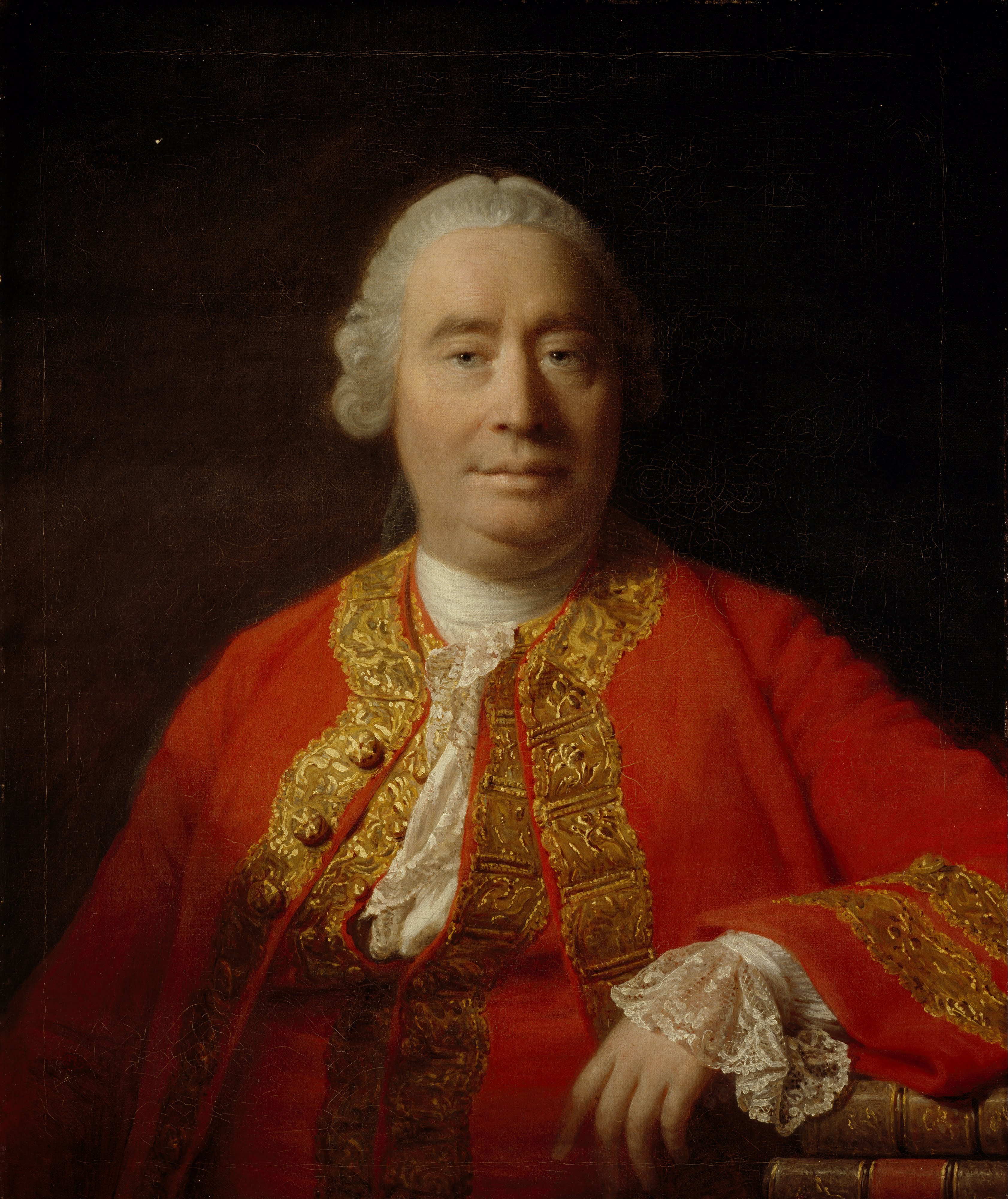
David Hume (1766; Porträt von Allan Ramsay)

Der Skeptiker David Hume erklärte den Übergang vom Naturzustand zum Rechtsstaat unter Hinweis auf Cicero und explizit gegen Hobbes aus der geschichtlichen Praxis als evolutionären Vorgang. Entsprechend interpretierte er die Entstehung von Eigentum als gesellschaftlichen und psychologischen Prozess. Eigentum ist der Ausdruck von Knappheit und Gewöhnung. Wenn jemand einen Gegenstand lange besitzt, entstehen Vertrautheit und Besitzgefühle. Gesetze sind die Verrechtlichung der gesellschaftlichen Praxis im Staat, dessen Aufgabe es ist, die Gerechtigkeit durch den Schutz von Freiheit und Eigentum sicherzustellen. Gesetze über das Eigentum dürfen nicht willkürlich sein, sondern müssen die menschliche Lebenspraxis widerspiegeln. Dabei ist vollkommene Gleichheit destruktiv.
Die Institutionen von Eigentum und Erbe dienen der Förderung nützlicher Gebräuche und Fähigkeiten in der Gesellschaft, beleben den Handel, durch den der Wohlstand gemehrt wird, und basieren auf dem Vertrauen, dass Versprechen eingehalten werden. Mit der Feststellung, dass die Natur kein Mein und Dein kennt, stellte Hume sich gegen Locke. Analogien zur Begründung von Eigentum sind nicht stichhaltig. Eigentum entsteht zum einen aus ursprünglicher Besitznahme. Zum zweiten aus lange andauerndem Besitz als Gewohnheitsrecht. Regelungen des Zivilgesetzes sind auf Zweckmäßigkeit ausgerichtet. Hierzu gehören die Regeln des Erbes und des Vertrages als einzig zulässige Weisen, wie einmal erworbenes Eigentum übertragen werden kann.

#### Kant
Die Eigentumstheorie Immanuel Kants ist systematisch in dessen Moralphilosophie eingebunden, geht also vom kategorischen Imperativ aus und wird im ersten Teil der Metaphysik der Sitten, in den Metaphysischen Anfangsgründen der Rechtslehre, ausgeführt. Zur Bestimmung des Eigentums unterschied Kant das innere und das äußere „Mein und Dein“. Das innere Mein und Dein ist das Recht an der eigenen Person, das sich in der Freiheit ausdrückt und von Natur aus besteht. Merkmale des inneren Mein und Dein sind Gleichheit, Selbstbesitz, Unbescholtenheit und Handlungsfreiheit. Eigentum als das äußere Mein und Dein besteht nicht von Natur aus, sondern wird erworben, denn es bedarf der Zustimmung eines anderen, weil durch Eigentum die Sphäre des anderen betroffen ist.

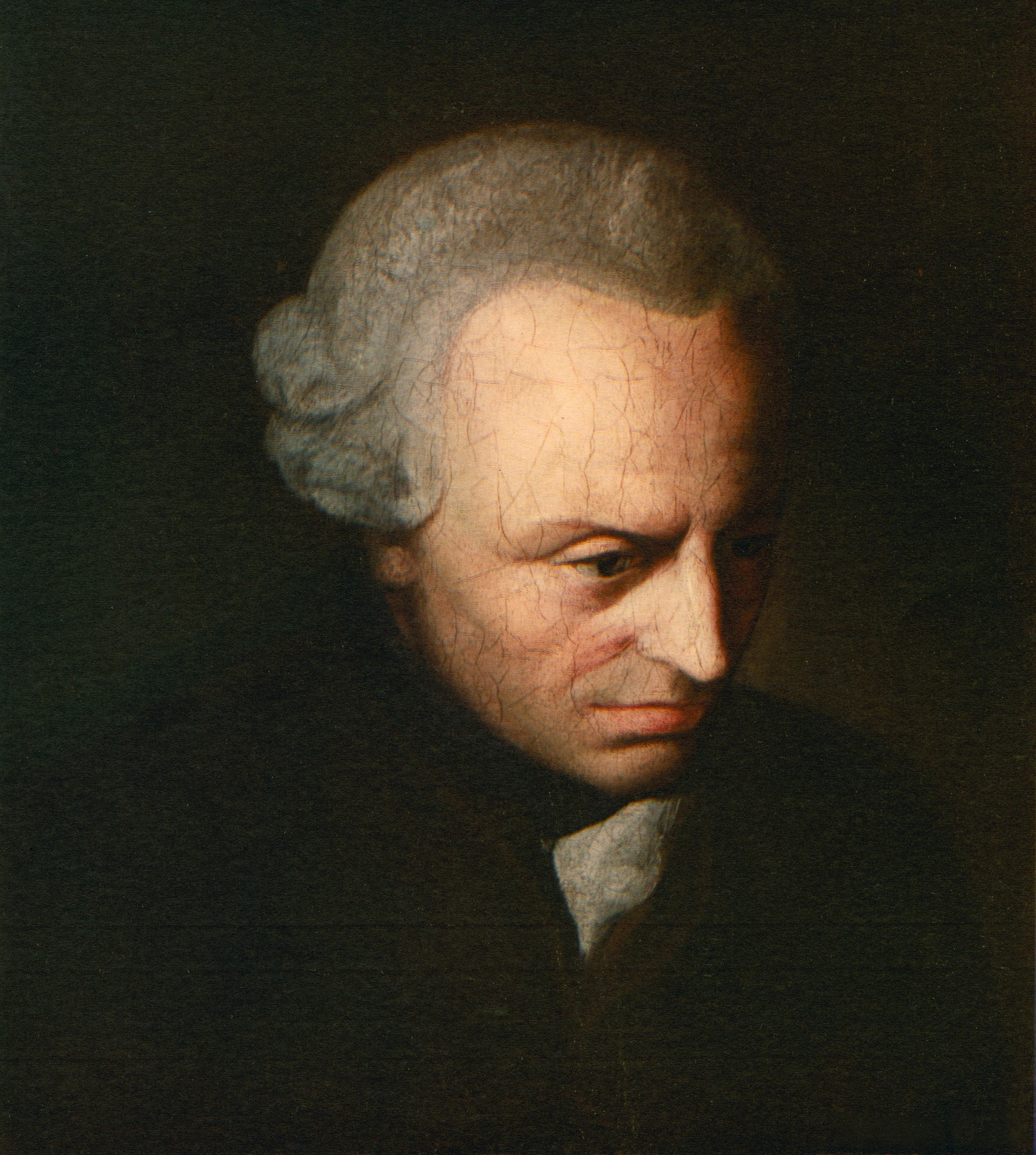
Immanuel Kant

„Das rechtlich Meine (meum iuris) ist dasjenige, womit ich so verbunden bin, dass der Gebrauch, den ein Anderer ohne meine Einwilligung von ihm machen möchte, mich lädiren würde.“ (RL, AA VI 245) Eigentum unterscheidet sich von sinnlichem Besitz dadurch, dass es ein intelligibler Besitz ist, den man sich nur durch den Verstand vorstellen kann.
Es ist theoretisch möglich, einen jeglichen äußeren Gegenstand als Eigentum zu betrachten; denn andernfalls „würde die Freiheit sich selbst des Gebrauchs ihrer Willkür in Ansehung eines Gegenstandes derselben berauben, dadurch dass sie brauchbare Gegenstände außer aller Möglichkeit des Gebrauches setzte.“ (RL, AA VI 245) Kant zufolge ist der Ersterwerb also eine Okkupation, eine Inbesitznahme, in der Weise, dass etwas aufgrund eines willkürlichen Aktes als Eigentum erklärt wird. Dies ist allerdings nur eine theoretische Überlegung, ein Gedankenmodell. Für die empirische Entstehung von Eigentum interessierte Kant sich nicht. Für das Eigentumsrecht ist es unerheblich, ob ein Gegenstand sich im physischen Besitz befindet oder ob es für die Selbsterhaltung notwendig ist. Entscheidend ist, dass eine physische Handlung, sei es das erste Ergreifen, sei es die Formung durch Arbeit, per se kein Recht gegenüber einer anderen Person begründet. Wenn man einen Gegenstand als das Meine erklärt, bedeutet dies, „allen andern eine Verbindlichkeit aufzulegen, die sie sonst nicht hätten.“ (RL, AA VI 247)
Das Recht des Eigentums enthält damit zugleich die Einschränkung der Rechte und Freiheiten aller anderen Menschen. Ohne Zustimmung aller anderen kann daher kein Gegenstand Eigentum werden. Es bedarf der gegenseitigen Auferlegung und Anerkennung von Pflichten, eines „a priori vereinigten Willens aller“. (RL, AA VI 223) Eigentum ist also vorrangig keine Beziehung zu einer Sache, sondern drückt ein Verhältnis zwischen Menschen aus. Sachen als solche sind zu keiner Verbindlichkeit fähig; sie haben keine Rechte. Die Argumente für die Begründung des Eigentums allein durch Arbeit erkannte Kant nicht an.
„Die Bearbeitung ist, wenn es auf die Frage der ersten Erwerbung ankommt, nichts weiter als ein Zeichen der Besitznehmung, welches man durch viele andere, die weniger Mühe kosten, ersetzen kann.“ (RL, AA VI 265) Die auf Locke zurückgehende Arbeitstheorie beruht auf einer „insgeheim obwaltenden Täuschung, Sachen zu personifizieren und gleich als ob jemand sie sich durch an sie verwandte Arbeit verbindlich machen könnte, keinen Anderen als ihm zu Diensten zu stehen, unmittelbar gegen sie sich ein Recht zu denken;“ (RL, AA VI 269)
Weil Eigentum als Ausdruck der Freiheit andere von der Verfügungsmacht ausschließt, bedarf es des Rechts, mit dem man den Anspruch durchsetzen kann. „Also kann es nur im bürgerlichen Zustand ein äußeres Mein und Dein geben.“ (RL, AA VI 256) Eigentum ohne staatliche Gewalt ist nur provisorisch. Eigentum ist dann nicht legitimiert, wenn es andere in ihrer Freiheit beschränkt, ohne dass diese zugestimmt haben, so dass es „durch keine öffentliche (distributive) Gerechtigkeit [Verteilungsgerechtigkeit] bestimmt, und durch keine dies Recht ausübende Gewalt gesichert ist.“ (RL, AA VI 312) Hieraus folgt, dass die Bildung von Eigentum denknotwendig zu einem republikanischen Staat führt. Das Eigentum als Ergebnis des Vernunftrechts kann durch ordnungsgemäße Verfahren in einem republikanischen Staat gestaltet werden. Es wird hierdurch zu einem „Bündel“ von positiven Rechten und Pflichten.

### Moderne
Um die Jahrhundertwende zum 19. Jahrhundert gaben sich nach den USA und Frankreich eine Reihe von Staaten eine republikanische Verfassung auf der Basis von Grundrechten. In Preußen wurde 1799 die Leibeigenschaft der Bauern in Staatsdomänen abgeschafft. Mit den Preußischen Reformen von 1807 legten die Minister Stein und Hardenberg durch das Edikt über die Bauernbefreiung die Grundlage für persönliche Freiheit und freies Eigentum. In einer Reihe von Ländern wurde das Zivilrecht auf der Grundlage des römischen Rechts den neuen Bedürfnissen angepasst (Vernunftrecht). Dies entsprach dem Wunsch der liberalen Bewegung nach größerer Rechtssicherheit und Begrenzung der Erlasse der Ministerien. Die hierin formulierten freien Verfügungsrechte über das Eigentum bedeuteten jedoch nicht die Aufgabe der gesellschaftlichen Bindung des Eigentums. Vielmehr blieb die Gemeinwohlverpflichtung des Eigentums in einer Vielzahl öffentlich-rechtlicher Regelungen (Mietrecht, Waldrecht, Nachbarschaftsrecht u. a. m.) erhalten.

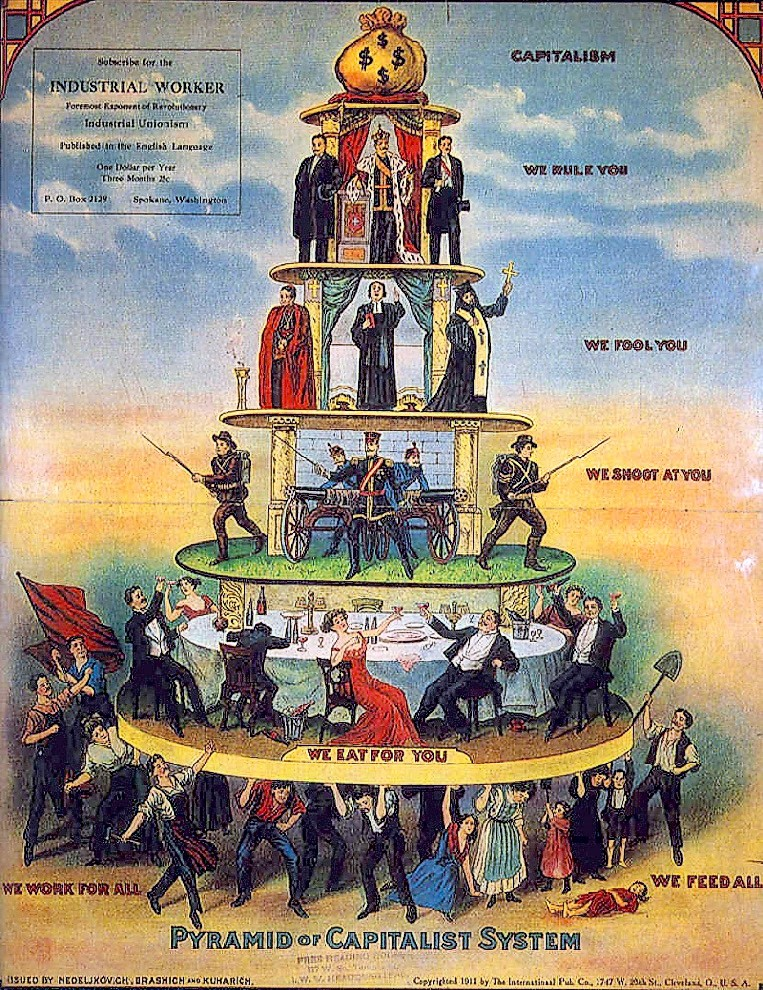
Kritische Zeichnung zur Verdeutlichung der Klassengesellschaft

Durch die fortschreitende Industrialisierung entstand in den Städten eine Arbeiterschaft, die in Manufakturen, aber auch in Bergwerken und Großbetrieben der Metallverarbeitung tätig war. Unzureichende soziale Bedingungen führten zu einer Pauperisierung zunehmender Bevölkerungsteile und dem Aufkommen der Sozialen Frage. Aus der feudalen Ständegesellschaft wurde eine Klassengesellschaft, in der das Eigentum an Produktionsmitteln einen wesentlichen Einfluss auf die Stellung in der Gesellschaft ausmachte. Erst die in der zweiten Hälfte des 19. Jahrhunderts einsetzende und seitdem fortschreitende Sozialgesetzgebung verminderte in den westlichen Industrieländern die Konfliktsituation zwischen Besitzenden und Besitzlosen allmählich, und mit steigendem Wohlstand begann man eher von Schichten, später auch von Milieus zu sprechen. Es entstanden breitere bürgerliche Mittelschichten, die ihrerseits Vermögen und Eigentum bildeten.
In Russland führte hingegen die Revolution von 1917 zur Bildung eines sozialistischen Staates, in dem Eigentum an Produktionsmitteln unterdrückt wurde. Hinzu kam nach dem Zweiten Weltkrieg die Ausweitung des Machtbereichs der Sowjetunion auf eine Reihe osteuropäischer Länder sowie die Errichtung der Volksrepublik China. Diese Regierungsformen, die im Wesentlichen auf Staatseigentum beruhten, waren zugleich mit erheblichen Einschränkungen individueller Freiheit verbunden und konnten sich letztlich nicht gegen die offenen Gesellschaften der westlichen Industrieländer durchsetzen.
Neben dem Eigentumsrecht, das sich nur auf körperliche Gegenstände bezieht, gewinnen seit der Industrialisierung die Rechte an geistigen Schöpfungen an Bedeutung, das sogenannte geistige Eigentum. Dies betrifft in der Gegenwart über die Frage des Urheberrechts hinaus das Eigentum an natürlichen Prozessen in der Gentechnik oder an immateriellen Gütern wie Software.
Die mit der Liberalisierung der Märkte einsetzende wirtschaftliche Dynamik verschob auch die theoretischen Diskussionen um das Eigentum. Schon in der zweiten Hälfte des 18. Jahrhunderts gab es mit den Frühsozialisten vehemente Kritiker der Eigentumsstrukturen. Die Philosophen des Deutschen Idealismus, Johann Gottlieb Fichte und Georg Wilhelm Friedrich Hegel, wiesen in Abweichung vom Liberalismus dem Staat eine konstruktive Rolle in der bürgerlichen Gesellschaft zu. Der ausschließlich liberale Staat im Sinne von Locke, Adam Smith, Jean Baptiste Say oder David Ricardo ist ein „Not- und Verstandesstaat“ (Hegel, Grundlinien, § 183). In diesem kommt es einerseits zur „Anhäufung von Reichtum“ (§ 243), andererseits geht durch das „Herabsinken einer großen Masse unter das Maß der Subsistenzweise“ das Gefühl des „Rechts, der Rechtlichkeit und der Ehre, durch eigene Tätigkeit Arbeit zu bestehen“, verloren. (§ 244) Der Staat verbindet für Hegel auf höchster Ebene Moralität und Recht und ist damit „Wirklichkeit der sittlichen Idee“. Seine Funktion ist damit nicht nur die Sicherung der Interessenverwirklichung und der Freiheit, sondern auch der Begrenzung und Koordination der einzelnen Freiheiten in der Staatsgemeinschaft. Während Fichte zur Herstellung von Verteilungsgerechtigkeit einen hochgradig dirigistischen Staat konzipierte, finden sich bei Hegel kaum sozialpolitische Konsequenzen. Ganz anders die kritische Reaktion der Anarchisten (Pierre-Joseph Proudhon, Michail Alexandrowitsch Bakunin, Pjotr Alexejewitsch Kropotkin) und vor allem der Kommunisten um Karl Marx und Friedrich Engels, deren gesellschaftliches Gegenkonzept die Abschaffung des Eigentums forderte.
Das 20. Jahrhundert brachte in den ersten 1970er Jahren keine grundsätzlich neuen Eigentumstheorien hervor, wohl aber eine differenziertere Betrachtung. Der Liberalismus findet seine Entsprechung im Utilitarismus, in der Wohlfahrtsökonomie oder in der österreichischen Schule. In der Soziologie wird bei Max Weber, Bourdieu oder Luhmann die Funktion der Institution des Eigentums untersucht und der Zusammenhang zwischen gesellschaftlicher Macht und Reichtum herausgearbeitet. Erst die Theorie der Gerechtigkeit (1971) von John Rawls löst in der politischen Philosophie eine neue Debatte aus, in der die Frage des Eigentums in Verbindung mit der (gesellschaftlichen) Gerechtigkeit diskutiert wird. Der gemäßigte „egalitäre Liberalismus“ von Rawls findet Widerspruch sowohl auf liberaler Seite (Robert Nozick, James Buchanan) als auch durch den am Gemeinwohl orientierten Kommunitarismus. Ähnlich wie Rawls stehen die Katholische Soziallehre und der Befähigungsansatz vermittelnd zwischen Individualismus und Kollektivismus. In den Wirtschaftswissenschaften wird vor allem durch die Neue Institutionenökonomik der Einfluss des Eigentums auf ökonomisches Handeln in besonderem Maße hervorgehoben.
Der Streit um die Frage des Eigentums hat sich zu Beginn des 21. Jahrhunderts mehr zu einer Frage der Verteilungsgerechtigkeit und des zulässigen Umfangs von Privateigentum gewandelt. Arbeitsrecht, Mitbestimmung, Mietrecht, Umweltgesetzgebung und öffentliche Kontrolle stellen deutliche Schranken der Verfügungsgewalt über das Eigentum dar. In der Diskussion zwischen Egalitarismus und Liberalismus werden das Eigentum und die Grundprinzipien der Sozialgesetzgebung zumeist vorausgesetzt.

#### Frühsozialisten, Genossenschaftler u. a. Kritiker des Privateigentums
Bereits Ende des 18. Jahrhunderts setzte die Kritik der sich entwickelnden kapitalistischen Verhältnisse ein. So forderte der Sozialphilosoph William Godwin eine gleichmäßige Verteilung des Eigentums. Thomas Spence setzte sich für die Vergesellschaftung des Grundbesitzes ein. William Thompson kritisierte, dass die Arbeiter aufgrund der Verteilung des Eigentums an Produktionsmitteln nicht in den Genuss der Früchte ihrer Arbeit kämen und schlug genossenschaftliche Lösungen vor. Zu den Frühsozialisten wird der britische Unternehmer Robert Owen gezählt. Er führte zunächst in der geerbten Baumwollspinnerei New Lanark bedeutende Sozialreformen durch und forderte die Vergesellschaftung der Produktionsmittel. In der experimentellen genossenschaftlich organisierten Gemeinschaftssiedlung („New Harmony“) versuchte er sein utopisches Modell umzusetzen. Bedeutende französische Frühsozialisten waren Henri de Saint-Simon, Begründer der nach ihm benannten einflussreichen Denkschule des Saint-Simonismus und Vordenker der katholischen Soziallehre, und Charles Fourier, der in seinen Schriften dazu aufrief, die Wirtschaft genossenschaftlich zu organisieren und gleichzeitig neue libertäre Lebensformen zu entwickeln. Auch romantische Philosophen, so beispielsweise Franz von Baader, kritisierten die soziale Lage der Arbeiter. In den USA forderten Vertreter des Gleichheitsgedankens wie der Arbeiterführer Thomas Skidmore (The Rights of Man to Property, 1829) oder der radikalliberale Orestes Brownson (The Labouring Classes, 1840) eine konfiskatorische Erbschaftsteuer, weil jeder von Geburt an eine gleiche Ausgangssituation haben sollte.

#### Fichte

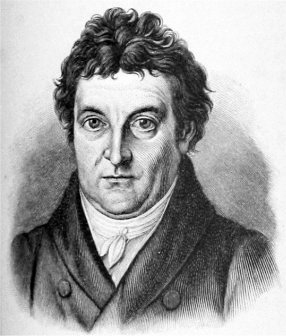
Johann Gottlieb Fichte

In der von Johann Gottlieb Fichte ausgearbeiteten Subjektphilosophie wird das Selbstbestimmungsrecht des Individuums noch stärker betont als bei seinen Vorgängern Locke und Kant:
„Wir sind unser Eigentum: sage ich und nehme etwas zweifaches in uns an: einen Eigenthümer und ein Eigenthum. Das reine Ich in uns, die Vernunft, ist Herr unserer Sinnlichkeit, aller unserer geistigen und körperlichen Kräfte; sie darf sie als Mittel zu jedem beliebigen Zweck gebrauchen.“
1793 war Fichte in einer frühen Schrift noch uneingeschränkt der Arbeitstheorie gefolgt, wonach die Formbildung ein Unterwerfen unter die eigenen Zwecke darstellt: „Diese Bildung der Dinge unter die eigene Kraft (Formation) ist der wahre Rechtsgrund des Eigenthums.“
Einige Jahre später hob er in der Schrift Grundlage des Naturrechts hervor, dass es zum Wesen des Menschen gehört gemeinsam zu leben. Deshalb laute der „Grundsatz der Rechtsbeurteilung“:
„Jeder beschränke seine Freiheit, den Umfang seiner freien Handlungen durch den Begriff der Freiheit des anderen, (so dass auch der andere, als überhaupt frei, dabei bestehen könne.)“
Grund des Eigentums ist nun nicht mehr die Arbeit, sondern das Recht an der eigenen Person, durch das jemand einen Gegenstand auf natürliche Weise (als Urrecht) für seine Zwecke ihm zugehörig bestimmt. Die natürliche Eigentumsbeziehung ergibt sich allein aus dem Verhältnis des vernünftigen Subjektes zu einem Gegenstand. Das Recht auf Eigentum zu beschränken, bedeutet das Recht auf Freiheit eines Subjektes zu beschränken. Dies geht aber nur mit Zustimmung des Subjektes. Hieran anschließend entwickelte Fichte eine dreistufige Vertragstheorie, die von dem Eigentumsvertrag ausgeht. Zweitens wird vereinbart, dass das Recht auch durchgesetzt werden kann. In der dritten Stufe wird schließlich das Recht zur Durchsetzung auf den Staat übertragen.
Das Urrecht an der eigenen Person ermöglicht es dem Menschen, auf die objektive Welt durch sein Handeln Einfluss zu nehmen. Frei sein bedeutet, Herr seiner Handlungen zu sein. Eigentum wird von Fichte daher nicht als Recht an einem Gegenstand aufgefasst, sondern als Recht auf Handlungsmöglichkeit. Die Grenze der Freiheit bestimmt die Grenze des Sacheigentums. Grundeigentum entsteht zum Beispiel aus Macht. Die Grenze ist der Umfang, in dem der Staat die Nutzung von Grund und Boden zulässt. So können auch mehrere Personen Eigentum an einem Gegenstand haben.
Fichte nahm mit diesem an Handlungen orientierten Begriff des Eigentums die grundlegenden Gedanken der Theorie der Verfügungsrechte vorweg. Die handlungstheoretische Dimension des Eigentums, wie Fichte sie entworfen hat, findet sich auch in der Rechtsprechung des Bundesverfassungsgerichts zusammen mit dem arbeitstheoretischen Begriff Lockes wieder: „Dem Eigentum kommt im Gefüge der Grundrechte die Aufgabe zu, dem Träger des Grundrechts einen Freiheitsraum im vermögensrechtlichen Bereich sicherzustellen und ihm damit eine eigenverantwortliche Gestaltung des Lebens zu ermöglichen (BVerfGE 24, 367 [389]). Die Gewährleistung des Eigentums ergänzt insoweit die Handlungs- und Gestaltungsfreiheit (BVerfGE 14, 288 [293]), indem sie dem Einzelnen vor allem den durch eigene Arbeit und Leistung erworbenen Bestand an vermögenswerten Gütern anerkennt.“ (BVerfGE 30, 292 [334])
Aus dem Urrecht des Menschen auf seine Persönlichkeit und Freiheit folgt zugleich, dass er ein nicht aufgebbares Recht auf die eigene Existenz hat: „Leben zu können ist das absolute unveräußerliche Eigenthum aller Menschen.“ Zu dem Staatsvertrag gehört neben der Übertragung der Sicherung der Handlungsmöglichkeit auch die Übertragung der Sicherung des Lebens: „Es ist der Grundsatz jeder vernünftigen Staatsverfassung: Jedermann soll von seiner Arbeit leben können.“ Hieraus folgerte Fichte, dass der Staat die Aufgabe hat, das Existenzminimum des Einzelnen zu sichern:
„Jeder besitzt sein Bürgereigenthum, nur insofern und auf die Bedingung, dass alle Staatsbürger von dem Ihrigen leben können; und es hört auf, inwiefern sie nicht leben können, und es wird das Eigenthum jener.“
Auf eine solche Unterstützung hat der Arme nach Fichte ein gesetzlich verbrieftes Zwangsrecht. Im Gegenzug kann der Staat überwachen, „ob jeder in seiner Sphäre soviel arbeitet, als zum Leben nöthig ist.“ Auf dieser Grundlage entwickelte Fichte später im Handelsstaat und weiteren Schriften detaillierte Vorschläge zur Herstellung von Verteilungsgerechtigkeit durch den Staat, die in der Konsequenz zur Einstellung des Außenhandels und einer staatssozialistischen Planwirtschaft führen würden.

#### Hegel

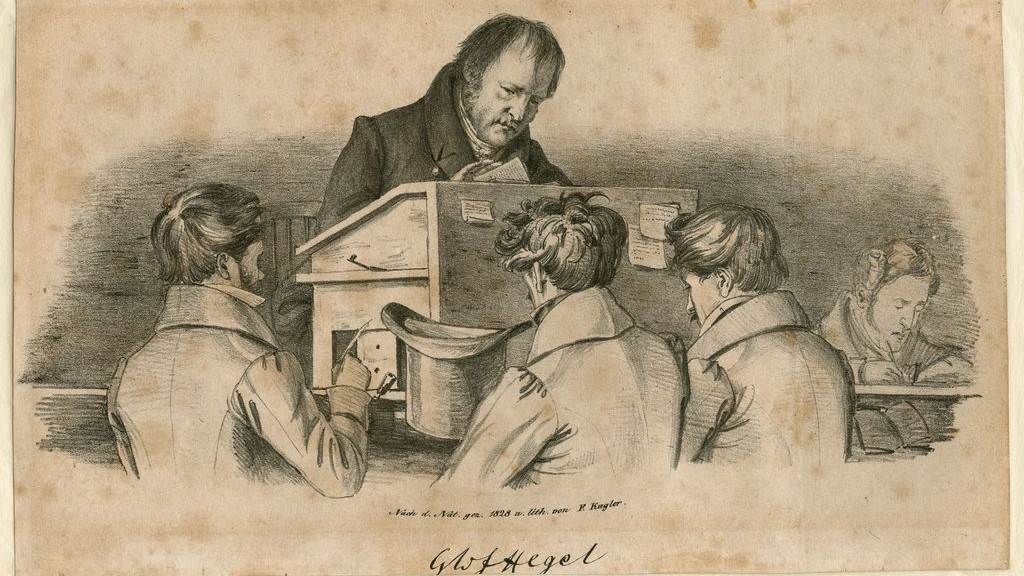
Hegel mit Berliner Studenten
Lithographie F. Kugler

In den Grundlinien der Philosophie des Rechts beschrieb Georg Wilhelm Friedrich Hegel das Eigentum als Zweck an sich, das Ausdruck der äußeren Sphäre der Freiheit ist. (§ 41) Die rechtliche Verfügungsgewalt machte für ihn den Unterschied zwischen Eigentum und Besitz aus:
„Die Seite aber, dass ich als freier Wille mir im Besitz gegenständlich und hiermit auch erst wirklicher Wille bin, macht das Wahrhafte und Rechtliche darin, die Bestimmung des Eigentums aus.“(§ 45)
Er unterschied zwischen Gemeineigentum und Privateigentum, ein Begriff, den er geprägt hat. Dabei hat das Privateigentum Vorrang.
„Die Idee des Platonischen Staats enthält das Unrecht gegen die Person, des Privateigentums unfähig zu sein, als allgemeines Prinzip. Die Vorstellung von einer frommen oder freundschaftlichen und selbst erzwungenen Verbrüderung der Menschen mit Gemeinschaft der Güter und der Verbannung des privateigentümlichen Prinzips kann sich der Gesinnung leicht darbieten, welche die Natur der Freiheit des Geistes und des Rechts verkennt und sie nicht in ihren bestimmten Momenten erfaßt.“ (§ 46).
Allerdings sah Hegel die Möglichkeit, dass Gegenstände des Eigentums in „höheren Sphären des Rechts, einem Gemeinwesen, dem Staate, untergeordnet werden müssen“. (§ 46) Forderungen nach Verteilungsgerechtigkeit und Mindeststandards der Versorgung lehnte er ab, weil sie objektiv nicht zu begründen seien:
„Von einer Ungerechtigkeit der Natur über ungleiches Austeilen des Besitzes und Vermögens kann nicht gesprochen werden, denn die Natur ist nicht frei und darum weder gerecht noch ungerecht. Daß alle Menschen ihr Auskommen für ihre Bedürfnisse haben sollen, ist teils ein moralischer und, in dieser Unbestimmtheit ausgesprochen, zwar wohlgemeinter, aber, wie das bloß Wohlgemeinte überhaupt, nichts Objektives seiender Wunsch, teils ist Auskommen etwas anderes als Besitz und gehört einer anderen Sphäre, der bürgerlichen Gesellschaft, an.“ (§ 49)
Ursprünglich ist Eigentum nach Hegel teils durch „Besitznahme“, durch „unmittelbare körperliche Ergreifung“, die „Formierung“ oder durch „bloße Bezeichnung“ entstanden. (§ 54) Die Formgebung durch Arbeit ist dabei „die der Idee angemessenste Besitznahme, weil sie das Subjektive und Objektive in sich vereinigt“. (§ 56) In einer entwickelten Gesellschaft fallen die Formen der ursprünglichen Aneignung weitgehend weg. Der Erwerb von Eigentum erfolgt nach positivem Recht durch Vertrag.
„Wie in der bürgerlichen Gesellschaft das Recht an sich zum Gesetze wird, so geht auch das vorhin unmittelbare und abstrakte Dasein meines einzelnen Rechts in die Bedeutung des Anerkanntseins als eines Daseins in dem existierenden allgemeinen Willen und Wissen über. Die Erwerbungen und Handlungen über Eigentum müssen daher mit der Form, welche ihnen jenes Dasein gibt, vorgenommen und ausgestattet werden. Das Eigentum beruht nun auf Vertrag und auf den dasselbe des Beweises fähig und rechtskräftig machenden Förmlichkeiten.“ (§ 217)
Eine Besonderheit bei Hegel ist, dass er sich zur Frage des Geistigen Eigentums äußerte.
„Kenntnisse, Wissenschaften, Talente usf. sind freilich dem freien Geiste eigen und ein Innerliches desselben, nicht ein Äußerliches, aber ebensosehr kann er ihnen durch die Äußerung ein äußerliches Dasein geben und sie veräußern (s. unten), wodurch sie unter die Bestimmung von Sachen gesetzt werden. Sie sind also nicht zuerst ein Unmittelbares, sondern werden es erst durch die Vermittlung des Geistes, der sein Inneres zur Unmittelbarkeit und Äußerlichkeit herabsetzt.“ (§ 43)
Die geistige Leistung, die der Mensch sich aneignet, ist zunächst Teil der inneren Persönlichkeit. Eigentum entsteht erst durch die Übertragung in die äußere Welt, nicht durch die Arbeit selbst, sondern durch die Kennzeichnung als Eigenes. Hegel grenzt sich damit von der verbreiteten Theorie ab, dass Geistiges Eigentum durch Arbeit begründet ist. Urheberrechte können teilweise zur Nutzung freigegeben werden und bleiben doch im Kern Eigentum des Urhebers. Das Urheberrecht dient insbesondere der Förderung von geistigen Leistungen:
„Die bloß negative, aber allererste Beförderung der Wissenschaften und Künste ist, diejenigen, die darin arbeiten, gegen Diebstahl zu sichern und ihnen den Schutz ihres Eigentums angedeihen zu lassen; wie die allererste und wichtigste Beförderung des Handels und der Industrie war, sie gegen die Räuberei auf den Landstraßen sicherzustellen.“ (§ 69)

#### Proudhon

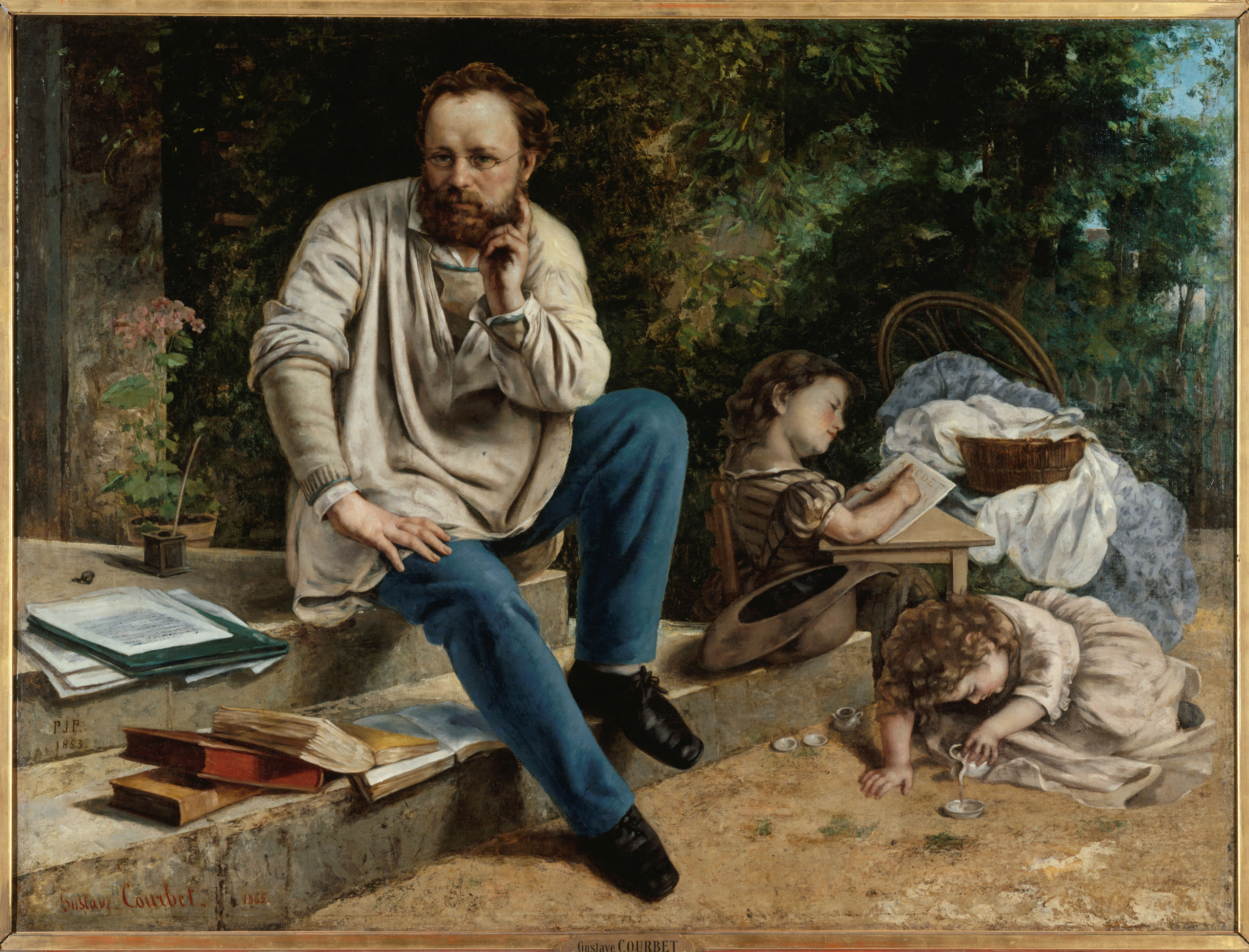
Pierre-Joseph Proudhon et ses enfants (Übersetzt: Pierre-Joseph Proudhon und seine Kinder), Gemälde von Gustave Courbet, 1865

Der Anarchist Pierre-Joseph Proudhon wurde vor allem durch das Schlagwort „Eigentum ist Diebstahl“ bekannt. In seiner Schrift Was ist Eigentum? Untersuchungen über die Grundlagen des Rechts und der Herrschaft (1840) kritisierte er die traditionellen Theorien über das Eigentum als Voraussetzung für Einkommen ohne Arbeit:
- Eigentum beruht nicht auf Naturrecht, denn viele sind vom Eigentum ausgeschlossen und es ist Gegenstand ständiger sozialer Konflikte. Für den Übergang vom ursprünglichen Gemeineigentum zum bürgerlichen Individualeigentum gibt es keine inhaltlich akzeptable Begründung.[96]
- Die Erstinbesitznahme ist keine Rechtfertigung für Eigentum, denn bei zunehmender Zahl der Bevölkerung müsste diese Aufteilung aufs Neue vorgenommen werden, weil sonst die Verteilung ungerecht wird.[97]
- Investierte Arbeit führt nicht zu Eigentum, denn die Früchte der Arbeit (zum Beispiel die Ernte) sind nicht gleichzusetzen mit dem Eigentum selbst (Grund und Boden, Produktionsmittel).[98]
- Das gewachsene bürgerliche Gesetz gibt keine Begründung für das Eigentum, weil es keine Entstehungsursache nennen kann.[99]

Sowohl die Theorie der Okkupation, als auch die Theorie der Arbeit setzen zunächst Gleichheit voraus. Eigentum hat aber die Eigenschaft, dass es zu Ungleichheit führt. Deshalb lautet Proudhons Grundthese: „Das Eigentum ist unmöglich, weil es die Verneinung der Gleichheit ist.“
Proudhon kritisiert insbesondere, dass man aus Eigentum Profit ziehen kann, ohne etwas zu leisten. Wertschöpfung findet jedoch allein durch Arbeit statt. Gewinne, die nicht auf Arbeit beruhen, stellen daher eine Ausbeutung des Menschen durch den Menschen dar. Kooperation erzeugt eine höhere Wertschöpfung als die Summe der Einzelhandlungen. Der Kapitalist nutzt dies aus, indem er den Kooperationsvertrag nicht weitergibt, sondern einbehält. Deshalb führt Eigentum an Produktionsmitteln zu ungerechtfertigter Bereicherung. Eigentum ist durch Vererbung starr und die hierarchische Ordnung stützend verteilt. Eine größere Gerechtigkeit erhält man, wenn man den Besitz gleichmäßig verteilt, und die Verteilung an die jeweiligen Verhältnisse anpasst. Er schlug deshalb vor, das Eigentum an Grund und Boden als Obereigentum bei den Gemeinden zu belassen und es befristet jeweils an kleinere Pächter zu geben.
Viel weniger radikal als die Marxisten, wandte er sich gegen deren Kommunismus:
„Der Kommunismus ist Ungleichheit, aber im entgegengesetzten Sinne als das Eigentum. Das Eigentum ist die Ausbeutung des Schwachen durch die Starken; der Kommunismus ist die Ausbeutung der Starken durch die Schwachen.“
Der Kommunismus gefährdet Proudhon zufolge vor allem die Freiheit. Die Lösung sah er in einer Gesellschaft, die nach dem Prinzip der Gegenseitigkeit (Mutualismus) organisiert wird. Dort gibt es keine Zentralregierung, und die einzige Pflicht ist die Einhaltung von Verträgen. Dabei hatte er vor allem „freiwillige Arbeitervereinigungen“ vor Augen, die ein selbstverwaltetes „föderatives“ Eigentum bilden. Die Forderung anderer Anarchisten wie Bakunin oder Kropotkin nach Kollektivierung von Grund und Boden sowie Produktionsmitteln ist bei Proudhon nicht zu finden. Karl Marx kritisierte in seiner Polemik gegen Proudhon, Das Elend der Philosophie, diesen als „kleinbürgerlichen Ideologen“, der insbesondere die historische Dimension vernachlässige.

#### Marx
Eigentum war nach Ansicht von Karl Marx ursprünglich Gemeineigentum:
„Denn der Mensch tritt nicht als Arbeiter, sondern als Eigenthümer der Natur ursprünglich gegenüber, und es ist nicht der Mensch, qua einzelnes Individuum, sondern, sobald einigermassen von menschlichem Dasein desselben zu sprechen, Stammensch, Hordenmensch, Familienmensch u.s.w.“
Die Kritik von Marx zielte vor allem auf das Eigentum an Produktionsmitteln, nicht auf persönliches Eigentum.
„Privateigentum, im Gegensatz zum gesellschaftlichen, kollektivem Eigentum besteht nur da, wo die Arbeitsmittel und die äußeren Bedingungen der Arbeit Privatleuten gehören. Je nachdem diese Privatleute die Arbeiter oder die Nichtarbeiter sind, hat das Privateigentum einen anderen Charakter.“
Eigentum war für Marx in der Geschichte das Instrument, das die Herrschaftsverhältnisse begründete. So der Vater, der seit der Urgesellschaft die Familie als Eigentum betrachtet, der Sklavenhalter den Sklaven, der Grundherr den Leibeigenen in der Feudalgesellschaft, so auch der Kapitalist den besitzlosen Arbeiter im Kapitalismus.

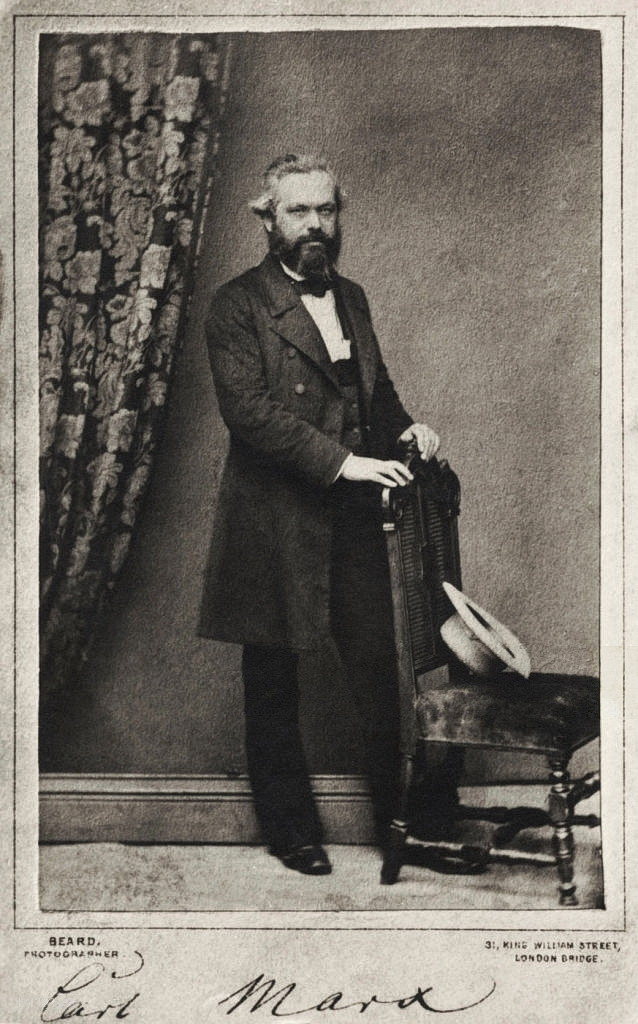
Karl Marx (1861)

Der kapitalistischen Gesellschaft geht ein Umwandlungsprozess aus dem Feudalismus voraus:
„Der Prozeß, der das Kapitalverhältnis schafft, kann also nichts andres sein als der Scheidungsprozeß des Arbeiters vom Eigentum an seinen Arbeitsbedingungen, ein Prozeß, der einerseits die gesellschaftlichen Lebens- und Produktionsmittel in Kapital verwandelt, andrerseits die unmittelbaren Produzenten in Lohnarbeiter. Die sog. ursprüngliche Akkumulation ist also nichts als der historische Scheidungsprozeß von Produzent und Produktionsmittel. Er erscheint als „ursprünglich“, weil er die Vorgeschichte des Kapitals und der ihm entsprechenden Produktionsweise bildet.“
Diese Vorgeschichte beschrieb Marx als die gewaltsame Verdrängung der Feudalherrschaft durch den Kapitalismus.
„Der unmittelbare Produzent, der Arbeiter, konnte erst dann über seine Person verfügen, nachdem er aufgehört hatte, an die Scholle gefesselt und einer andern Person leibeigen oder hörig zu sein. Um freier Verkäufer von Arbeitskraft zu werden, der seine Ware überall hinträgt, wo sie einen Markt findet, mußte er ferner der Herrschaft der Zünfte, ihren Lehrlings- und Gesellenordnungen und hemmenden Arbeitsvorschriften entronnen sein. […] Die industriellen Kapitalisten, diese neuen Potentaten, mußten ihrerseits nicht nur die zünftigen Handwerksmeister verdrängen, sondern auch die im Besitz der Reichtumsquellen befindlichen Feudalherren. Von dieser Seite stellt sich ihr Emporkommen dar als Frucht eines siegreichen Kampfes gegen die Feudalmacht und ihre empörenden Vorrechte sowie gegen die Zünfte und die Fesseln, die diese der freien Entwicklung der Produktion und der freien Ausbeutung des Menschen durch den Menschen angelegt.“
Eigentum ist in der bürgerlichen Gesellschaft Ursache der Entfremdung und der Ausbeutung des Arbeiters: „Das Kapital hat die Bevölkerung agglomeriert, die Produktionsmittel zentralisiert und das Eigentum in wenigen Händen konzentriert. Die Arbeiter, die sich stückweise verkaufen müssen, sind eine Ware wie jeder andere Handelsartikel und daher gleichmäßig allen Wechselfällen der Konkurrenz, allen Schwankungen des Marktes ausgesetzt.“
Marx und Engels sahen daher im Kommunismus vor allem ein Projekt zur „Aufhebung des Privateigentums“.
Darüber hinaus wandte sich Marx gegen die Verknüpfung der Begriffe Freiheit und Eigentum. Der traditionelle liberale Freiheitsbegriff, wie ihn Locke oder Smith vertraten, umfasst die Freiheit der besitzenden Bürger, der Bourgeoisie, aber nicht die Freiheit der Staatsbürger (Citoyen). Diese egoistische Freiheit orientiert sich an den Interessen der Kapitalisten.
„Die Freiheit des egoistischen Menschen und die Anerkennung dieser Freiheit ist aber vielmehr die Anerkennung der zügellosen Bewegung der geistigen und materiellen Elemente, welche seinen Lebensinhalt bilden. Der Mensch wurde daher nicht von der Religion befreit, er erhielt die Religionsfreiheit. Er wurde nicht vom Eigentum befreit. Er erhielt die Freiheit des Eigentums. Er wurde nicht von dem Egoismus des Gewerbes befreit, er erhielt die Gewerbefreiheit.“
Freiheit entsteht nach Marx erst in der Gemeinschaft, wenn jeder die Mittel hat, „seine Anlagen nach allen Seiten hin auszubilden. […] In der wirklichen Gemeinschaft erlangen die Individuen in und durch ihre Assoziation [Zusammenschluss] zugleich ihre Freiheit.“
Freiheit bietet nicht eine staatsfreie Individualsphäre, sondern die Teilhabe am Gemeinwesen, in dem es kein Eigentum an Produktionsmitteln mehr gibt.

#### Weber

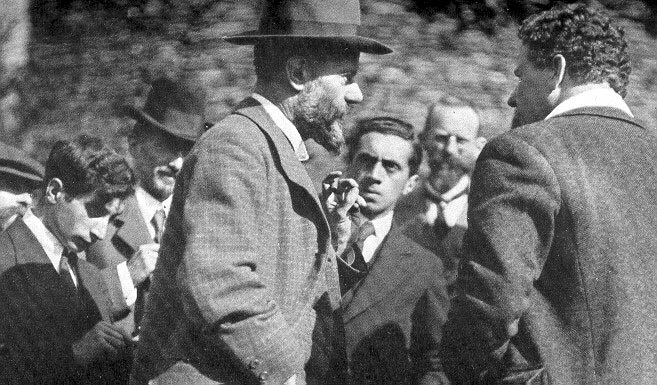
Weber 1917 auf der Lauensteiner Tagung.

Der Soziologe Max Weber betrachtete das Eigentum aus der Perspektive sozialer Beziehungen, die er als „offen“ bezeichnete, wenn niemand daran gehindert wird, am sozialen Handeln teilzunehmen. Wenn diese Teilnahme hingegen beschränkt oder an Bedingungen geknüpft ist, sprach er von „Schließung“. Eine Schließung erfolgt immer dann, wenn die Beteiligten sich hiervon eine Verbesserung ihrer Chancen zur Befriedigung ihrer Bedürfnisse erwarten. Eine Schließung nach innen, das heißt innerhalb einer Gruppe, nannte Weber Appropriation. Rechte waren daher für ihn eine Appropriation von Chancen.
„Erblich an Einzelne oder an erbliche Gemeinschaften oder Gesellschaften appropriierte Chancen sollen: 'Eigentum' (der Einzelnen oder der Gemeinschaften oder der Gesellschaften), veräußerlich appropriierte: 'freies Eigentum' heißen.“
Eigentum ist somit ein Instrument zur Regulierung von Beschaffungskonkurrenz. Hierdurch wird die Verfügungsgewalt über Güter beschränkt.

#### Kelsen
Auch für den prominenten Vertreter eines systematischen Rechtspositivismus, Hans Kelsen, gab es kein Naturrecht, sondern nur in der gesellschaftlichen Entwicklung entstandene rechtliche Regeln. Die Theorie des subjektiven Rechts hatte für Kelsen eine ideologische Funktion, die vorrangig den Zweck hat, die Herrschaft der Besitzenden zu schützen. Indem Eigentum als dingliches Recht, also auf eine Sache bezogen, institutionalisiert wird, wird verschleiert, dass es sozial wirkt, dadurch dass andere von der Nutzung einer Sache ausgeschlossen werden.
„Der Begriff eines vom objektiven Recht verschiedenen und ihm gegenüber unabhängigen subjektiven Rechts wird um so wichtiger, wenn jenes, d. h. die die Institution des Privateigentums noch gewährleistende Rechtsordnung, als eine wandelbare und sich stetig wandelnde, durch menschliche Willkür geschaffene […] erkannt wird; zumal dann, wenn die Erzeugung dieser Ordnung in einem demokratischen Verfahren vor sich geht. Der Gedanke eines vom objektiven Recht verschiedenen und in seiner Existenz von ihm unabhängigen Rechts, das aber nicht weniger, ja vielleicht sogar mehr ‚Recht‘ ist als jenes, soll die Institution des Privateigentums vor einer Aufhebung durch die Rechtsordnung schützen.“

#### Von Mises

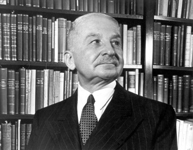
Ludwig von Mises in seiner Bibliothek

Der Ökonom Ludwig von Mises betonte den funktionalen Charakter von Eigentum in der Marktwirtschaft.
„Reichtum, Eigentum, Besitz sind in der Marktwirtschaft gesellschaftliche Funktionen, die den einzelnen durch Volksabstimmung zugewiesen oder entzogen werden. In ihrer Eigenschaft als Verbraucher sind die Individuen souverän; in ihrer Eigenschaft als Erzeuger sind sie der Willkür der Verbraucher unterworfen. Als Erzeuger müssen sie selbst Launen und Unvernunft der Verbraucher über sich ergehen lassen, wenn sie nicht die Geisteskraft besitzen, ihre Herren umzustimmen.“
Historisch korrekt war für von Mises die Beschreibung, dass Eigentum in der Geschichte, insbesondere in der Zeit herrschaftlicher Gesellschaftsformen, durch Gewalt angeeignet und ungerecht verteilt wurde. Diese Ungleichheit ist kein Ergebnis eines Marktes. Durch das Aufkommen der Marktwirtschaft in der Neuzeit ist dieses Ungleichheitsverhältnis aber weitgehend behoben. Denn der Kapitalist muss sich ständig an den Markt und an die Bedürfnisse seiner Kunden anpassen. Eigentümer, die diese Regel nicht befolgen, werden durch den Markt automatisch enteignet. Historisch hat die Durchsetzung der Marktwirtschaft für eine Demokratisierung der Gesellschaft und eine Umverteilung gesorgt. Parlamentarische Systeme und moderne Demokratien sind die Folge und nicht die Voraussetzung von Marktwirtschaft.
„Die Ausbildung der Marktwirtschaft mit ihrer Methode der Wirtschaftsrechnung brachte auch auf dem Gebiete der politischen Verfassung ein Neues. Die moderne Demokratie ist der Versuch, die Souveränität, die dem Individuum auf dem Markte zukommt, soweit es möglich ist auch im Politischen zu verwirklichen.“
Von Mises wehrte sich vehement gegen die aus seiner Sicht falschen Annahmen der verbreiteten Kapitalismuskritik. Die oft beschworene Ohnmacht der Verbraucher gegen Missbrauch von Werbung ist nichts anderes als die ideologisch bestimmte Behauptung, dass Konsumenten nicht in der Lage seien, eigenständige Urteile zu fällen.
„Das Glanzstück im geistigen Arsenal des Antikapitalismus ist die Lehre von den fürchterlichen Gefahren der im Kapitalismus angeblich unaufhaltsam fortschreitenden Monopolisierung.“
Zum einen ist zu fragen, welche Monopole überhaupt ohne einen durch Regierungseingriffe gestörten Markt entstanden sind. Solche Einflüsse entstehen durch Zölle und vorgeschriebene Preise. Als Beispiel nannte von Mises die mit Milliarden subventionierte Landwirtschaft der USA und den immensen Aufwand zur Durchsetzung von Produktionsquoten:
„Die Hauptschwierigkeit liegt, wie in jedem Versuche, Monopolpreise zur Geltung zu bringen, im Quotenproblem. Der ungeheure Verwaltungsapparat des reichsten Staates, unterstützt von den Gerichten und der Polizei, erweist sich als ohnmächtig, die durch Gesetze angeordnete Einschränkung der Erzeugung durchzuführen. Die Farmer tun nicht mit. Sie wollen wohl höhere Preise für ihre Erzeugnisse, aber sie sind nicht bereit, ihre eigene Erzeugung einzuschränken. Wie überall, scheitert auch hier die Monopolpreispolitik an der Quotenfrage.“
Menschliche Freiheit ohne Sondereigentum an Produktionsmitteln war für von Mises undenkbar und undurchführbar. Und staatliches Eingreifen in die Wirtschaft bewertete er vor allem als Bevormundung der Bürger.
„In der freien Marktwirtschaft haben die Verbraucher den Vorrang. Da ist Eigentum an Produktionsmitteln gewissermaßen ein Mandat, das die Gesellschaft den Eigentümern übertragen hat mit der Verpflichtung, es so zu gebrauchen, daß die dringendsten unter den noch nicht befriedigten Begehrungen der Verbraucher so gut und billig als nur möglich befriedigt werden. Die Regierungen dagegen streben eine Verfassung an, in der sie allein zu bestimmen haben, was, wie und von wem erzeugt wird und wieviel von jedem einzelnen gebraucht werden darf.“

#### Katholische Soziallehre
Die Katholische Soziallehre schließt an Thomas von Aquin an und fasst das Eigentum als notwendigen Faktor zur Verwirklichung der individuellen Freiheit auf, betont aber gleichzeitig die soziale Verpflichtung des Rechtes auf Eigentum und unterstreicht die Gefahren des „Modernismus“. Eine erste systematische Auseinandersetzung mit der Frage des Eigentums findet sich in der Enzyklika Rerum Novarum von Papst Leo XIII. In dieser wird einerseits auf das Vernünftigkeitsargument Thomas von Aquins zurückgegriffen, zum zweiten die Arbeitstheorie Lockes einbezogen und schließlich auch auf das zehnte Gebot verwiesen. Der Staat hat in dieser Enzyklika die Aufgabe eines sozialpolitischen Korrektivs, das sich gegen „gedrücktes und unwürdiges Dasein“ (RN 2) wendet, hat aber das individuelle Eigentum zu achten. In der Sozialenzyklika Quadragesimo anno aus dem Jahr 1931 heißt es:
„Auf der einen Seite führt die Leugnung oder Abschwächung der Sozialfunktion des Eigentumsrechts zum Individualismus oder mindestens in seine Nähe; auf der andern Seite treibt die Verkennung oder Aushöhlung seiner Individualfunktion zum Kollektivismus oder läßt wenigstens dessen Standpunkt bedenklich streifen. Bleibt dies außer acht, so geht es auf abschüssiger Bahn reißend jenem moralischen, juristischen und sozialen Modernismus zu, auf den Wir schon im Rundschreiben zum Antritt Unseres Pontifikats warnend hingewiesen haben.“

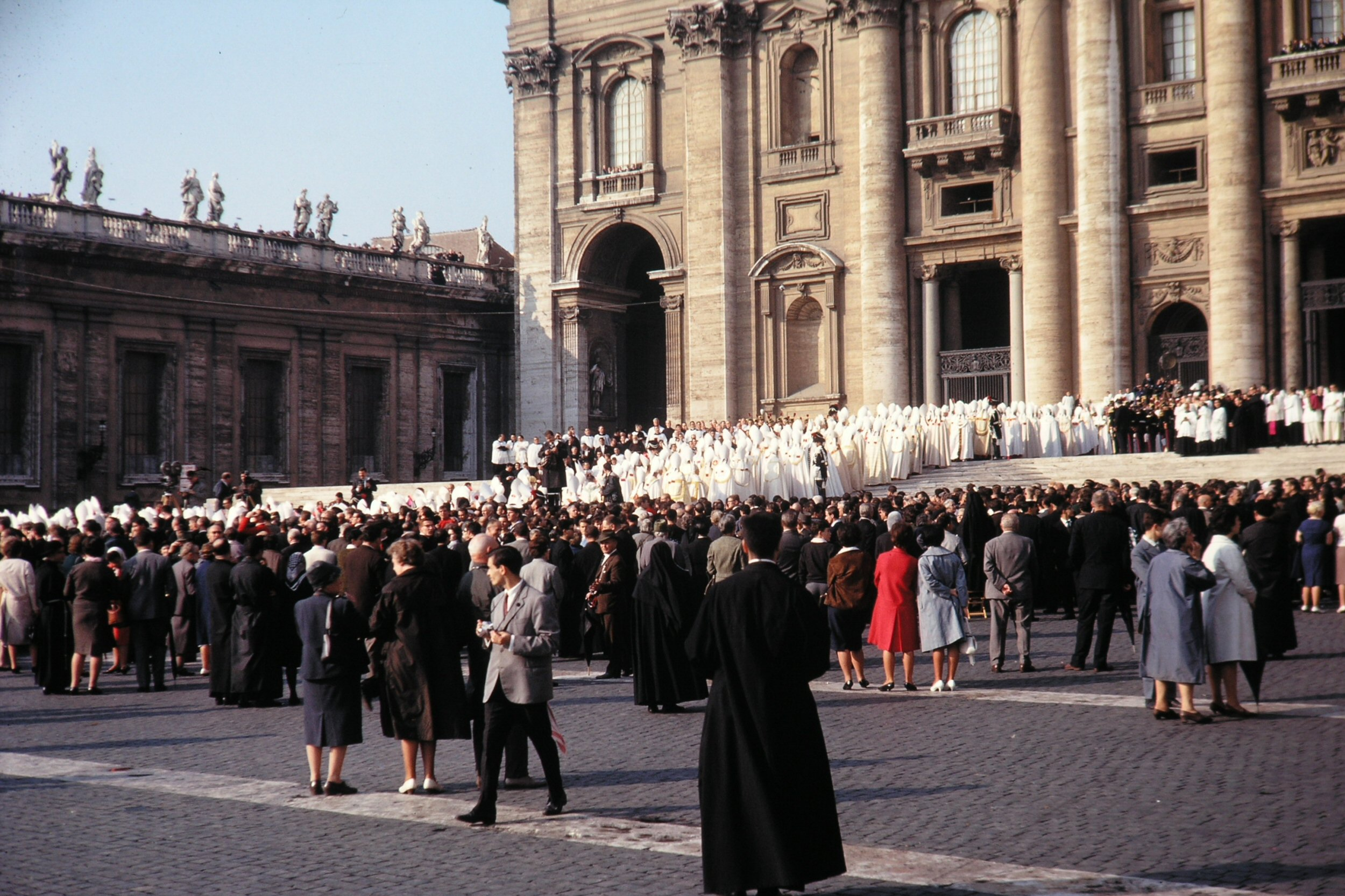
Feierlicher Einzug der Konzilsväter in die vatikanische Petersbasilika

Das Dokument Gaudium et spes auf dem Zweiten Vatikanischen Konzil beschreibt noch umfassender die Sozialbindung jeglichen Eigentums.
„Darum soll der Mensch, der sich dieser Güter bedient, die äußeren Dinge, die er rechtmäßig besitzt, nicht nur als ihm persönlich zu eigen, sondern muß er sie zugleich auch als Gemeingut ansehen in dem Sinn, daß sie nicht ihm allein, sondern auch anderen von Nutzen sein können“.
Andererseits stellt es die positiven Seiten des Privateigentums heraus, dass – auch als Eigentum an den Produktionsmitteln – zur „Selbstdarstellung der Person“ beiträgt und „den unbedingt nötigen Raum für eigenverantwortliche Gestaltung des persönlichen Lebens jedes einzelnen und seiner Familie“ schafft; das Recht auf Eigentum müsse gleichsam „als eine Art Verlängerung der menschlichen Freiheit“ betrachtet werden.
Papst Paul VI. hob in seiner Enzyklika Populorum progressio 1967 den Aspekt der Verteilungsgerechtigkeit besonders hervor:
„Das Gemeinwohl verlangt deshalb manchmal eine Enteignung von Grundbesitz, wenn dieser wegen seiner Größe, seiner geringen oder überhaupt nicht erfolgten Nutzung, wegen des Elends, das die Bevölkerung durch ihn erfährt, wegen eines beträchtlichen Schadens, den die Interessen des Landes erleiden, dem Gemeinwohl hemmend im Wege steht. Das Konzil hat das ganz klar gesagt. Und nicht weniger klar hat es erklärt, daß verfügbare Mittel nicht einfach dem willkürlichen Belieben der Menschen überlassen sind und daß egoistische Spekulationen keinen Platz haben dürfen.“

#### Fromm
Der radikal-demokratische Sozialist, Sozialpsychologe und Psychoanalytiker Erich Fromm setzte sich mit dem Thema Eigentum vor allem in seinem Werk Haben oder Sein kritisch auseinander. Ein wesentlicher Bruch in der Geschichte entstand mit der Neuzeit. Protestantismus und Kapitalismus haben den Menschen als Individuum isoliert und verunsichert. Seinen Halt findet er nunmehr im Eigentum:
„Das Ich und sein Eigentum waren nicht voneinander zu trennen. Des Menschen Kleidung, seine Wohnung waren Bestandteil des Ichs so gut wie sein Körper, und je weniger er das Gefühl hatte, jemand zu sein, um so notwendiger war ihm sein Eigentum.“
Auch Ansehen und Macht beruhen zumindest teilweise auf Eigentum. Diese Gleichsetzung von Besitz und Ich seit Beginn der Neuzeit führt zu einer veränderten Identität:
„Die Definition lautete nicht mehr: ‚Ich bin, was ich denke‘, sondern ‚Ich bin, was ich habe‘. Und das hieß: ‚Ich bin, was ich besitze‘. […] Dazu gehören nicht nur sein Körper, sondern auch sein Haus, Weib, Kinder, seine Vorfahren und Freunde, sein Ruf, sein Werk, sein Land, seine Pferde, seine Yacht, sein Bankkonto.“
Der Mensch entdeckt sich als Ware, die ihren Preis auf dem Arbeitsmarkt hat. Die moderne Gesellschaft basiert auf den drei Säulen Privateigentum, Profit und Macht. Es entsteht ein „Habenwollen“ und eine „Besitzbesessenheit“, weil „der ‚Erwerbstrieb‘ zu einem großen Teil nur der besonderen Hochschätzung des Besitzes in der bürgerlichen Gesellschaft seine imponierende Rolle verdankt.“ Die Orientierung am Haben führt zu einer existenziellen Angst. Andererseits kompensiert der Mensch diese Angst durch Konsum, der ihm ein Machtgefühl und ein Gefühl der Freiheit vermittelt, das seinerseits durch Eigentum begründet wird. Die Gier nach Besitz kann so groß werden, dass der Mensch vor Gewalt nicht zurückschreckt.
„In der Existenzweise des Habens findet der Mensch sein Glück in der Überlegenheit gegenüber anderen, in seinem Machtbewusstsein und in letzter Konsequenz in seiner Fähigkeit, zu erobern, zu rauben und zu töten.“
Fromm warnte vor einer naiven Hoffnung auf Frieden, denn „solange die Völker aus Menschen bestehen, deren hauptsächliche Motivation das Haben und die Gier ist, werden sie notwendigerweise Krieg führen.“
Gegen das Haben setzte Fromm die Idee einer Haltung, die dem Sein verbunden ist, wie er sie bei Meister Eckart, Spinoza, Karl Marx oder Albert Schweitzer realisiert sah. Ein Modell, in dem diese Haltung zum Ausdruck kommt, ist der Sabbat, wo Habgier und Besitzdenken ausgeblendet werden.
„Am Sabbat hört der Mensch völlig auf, ein Tier zu sein, dessen Hauptbeschäftigung es ist, um sein Überleben zu kämpfen und sein biologisches Leben zu erhalten. Am Sabbat ist der Mensch ganz Mensch, und er hat keine andere Aufgabe als Mensch zu sein.“
Der Sabbat ist eine Zeit des Friedens und ein Vorbote der „Messianischen Zeit“. Diese sieht Fromm als „den nie endenden Sabbat: den Tag, an dem Besitz und Geld ebenso tabu sind wie Kummer und Traurigkeit, […] als Tag des Menschen, der die Zukunft der Menschheit vorwegnimmt.“

#### Rawls
Für den liberalen politischen Philosophen John Rawls ist das Recht auf persönliches Eigentum, wie er in seinem Hauptwerk Theorie der Gerechtigkeit (1971) darlegt, eine der Grundfreiheiten, die gemäß dem ersten und obersten seiner beiden Prinzipien jedem Menschen uneingeschränkt zustehen, soweit durch diese Freiheiten nicht die Freiheiten anderer eingeschränkt werden. Dies sagt noch nichts über die Verteilung von Eigentum aus.
Zudem ist zwar das Recht auf persönliches Eigentum ein Grundrecht, aber nicht das Recht auf Privatbesitz oder gesellschaftlichen Besitz an natürliche Ressourcen oder Produktionsmittel. Da das Grundrecht auf persönliches Eigentum eine ausreichende materielle Basis für persönliche Unabhängigkeit gewährt und signifikant für das Grundgut der sozialen Grundlage der Selbstachtung ist, wird dieses Recht gemäß dem Vorrang der Grundfreiheiten vor Einschränkungen außerhalb des ersten Prinzips geschützt, egal ob aus Gründen wirtschaftlichen Vorteils oder bestimmten Gemeinwohlkonzeptionen. Das Recht auf persönliches Eigentum verdient den Schutz eines Grundrechts, damit die Bürger als freie und gleiche Wesen angesehen werden. Die Bürger sind insofern frei, als dass sie ihre Vorstellung des Guten vertreten, verfolgen und revidieren können und gleich, insofern die Bürger über das gleiche Mindestmaß über dieses und dasjenige moralische Vermögen des Gerechtigkeitssinns verfügen. Das Recht auf Privateigentum, aber auch das Recht auf gesellschaftlichen Besitz auf natürliche Ressourcen und Produktionsmittel sind hingegen nicht notwendig, um die moralische Vermögen adäquat zu entfalten oder uneingeschränkt wahrzunehmen. Sie können jeweils in Rückbezug auf etwa die sozialen und historischen Bedingungen der jeweiligen Gesellschaft, ihre Tradition des politischen Denkens oder der politischen Praxis gerechtfertigt werden, sofern sie in der Gesetzgebung unter Berücksichtigung des ersten (darunter auch der politischen Chancengleichheit) und zweiten Prinzips bestimmt ist.
Ökonomische und soziale Ungleichheiten sind nach dem zweiten Prinzip nur so weit zulässig, unter der vorrangigen Bedingung der materiellen Chancengleichheit und nachrangig, soweit die am wenigsten Begünstigten einer Gesellschaft hieraus die größtmöglichen Vorteile ziehen. Aus dem zweiten Prinzip folgt, dass eine Umverteilung nur dann gerechtfertigt ist, wenn sie den am wenigsten Begünstigten den größten Vorteil bringt. In einer offenen Marktwirtschaft kann dies bedeuten, dass von einer Umverteilung insofern abzusehen ist, wenn dadurch Wachstum und damit der allgemeine Wohlstand beeinträchtigt werden. In jedem Fall ist durch die Verteilung das Existenzminimum sicherzustellen. Das von Rawls vorgeschlagene Kriterium einer egalitären Umverteilung bindet das Eigentumsrecht an den Nutzen der am wenigsten Begünstigten und schränkt damit die dem Eigentum innewohnende Handlungsfreiheit erheblich ein.

#### Nozick
Eine libertäre „Theorie der Berechtigung“ (theory of entitlement) hat Robert Nozick in seinem 1974 erstmals veröffentlichten Werk Anarchie, Staat, Utopia, einem Gegenentwurf zu Rawls eher egalitärem Konzept, dargelegt. Die Freiheit ist ein absolutes natürliches Recht. Umverteilungen im Staat sind nicht legitimierte Eingriffe in die Freiheit und damit ungerecht. Die Freiheit, mit seinen Gütern beliebig verfahren zu können, wird nach Nozick durch drei Prinzipien gesichert:
- Erstens wird Eigentum erworben durch Aneignung von Gütern, die vorher noch niemandem gehört haben (principle of justice in acquisition)
- Zweitens erfolgt die Übertragung bestehenden Eigentums durch Verträge (principle of justice in transfer)
- Drittens ist jeder Erwerb, der nicht den Prinzipien eins und zwei entspricht, ungerecht und zu korrigieren (principle of rectification of justice).

„Der Besitz eines Menschen ist gerecht, wenn dieser auf ihn im Sinne der Grundsätze der gerechten Aneignung und Übertragung oder der Berichtigung von Ungerechtigkeiten (im Sinne der ersten beiden Grundsätze) einen Anspruch hat. Ist der Besitz eines jeden einzelnen gerecht, so ist die Gesamtmenge (die Verteilung) der Besitztümer gerecht.“
Nozick bringt als berühmt gewordenes Beispiel den Fall eines Basketballspielers: Unter dem fiktiven Zustand, dass alle über ein gleiches Vermögen verfügen, entscheiden Hunderttausende, sich Spiele des Basketballers anzuschauen und übertragen ihm dazu einen Teil ihres Vermögens als Eintrittspreis. In der Folge ist der Basketballspieler sehr viel reicher, während alle anderen etwas ärmer sind. Dennoch ist keines der oben genannten Prinzipien verletzt, und daher, so Nozick, die Gesamtverteilung des Vermögens gerecht. Ein staatlicher Eingriff (z. B. durch Steuern) zur Umverteilung des Vermögens sei daher ungerecht und illegitim.
Die Aufgaben des Staates sollen auf die äußere und die innere Sicherheit und die Durchsetzung des Rechts beschränkt bleiben. Der Sozialvertrag hat die Aufgabe, die Grenzen staatlicher Eingriffe zu bestimmen. Zur Begründung seiner Thesen lehnte sich Nozick eng an Locke an. Das Recht des Menschen an der eigenen Person und am eigenen Körper ist unverletzlich. Der Mensch hat somit Eigentum an sich selbst. Zur Person gehören auch die Handlungen des Menschen, die demnach auch in die Sphäre des Eigentums fallen. Die Handlungen umfassen auch das Schaffen und Vermehren von Gütern. Damit gehören auch die Ergebnisse der Handlungen zum Eigentum des Menschen. Die Freiheit des Eigentums eingrenzende Bedingungen wie bei Locke finden sich bei Nozick nicht. Aufgrund vielfältiger Kritik, die sich vor allem gegen die Ausgrenzung von Nichteigentümern richtete, hat Nozick später zugestanden, in seiner Theorie Fragen der Fürsorge und Solidarität nicht ausreichend berücksichtigt zu haben.

#### Buchanan
Dem Wirtschaftswissenschaftler James M. Buchanan zufolge hat Eigentum eine grundlegende Bedeutung für die Stellung des Menschen in der Gesellschaft. 1975 trug er, anknüpfend an die Vertragslehre Hobbes’, mit seinem Werk Limits of Liberty. Between Anarchy and Leviathan (Grenzen der Freiheit) zur Entwicklung der Neuen Politischen Ökonomie bei. Seine These zur Mündigkeit des Menschen lautet:
„Durch die Beschreibung seiner Eigentumsrechte wird ein Mensch als 'Person' definiert.“ (GdF 13)
Eigentum ist eine gesellschaftliche Institution, durch die Interessenkonflikte gelöst werden. Es hat eine ähnliche Ordnungsfunktion wie andere Rechte, die der „natürlichen Anarchie“ Schranken setzen. Auch in einer „vorstaatlichen Gesellschaft“ unterscheiden sich die Menschen durch Veranlagungen, Fähigkeiten und Interessen. Gleichheit als Prinzip der Verteilung von Eigentum lehnt er daher strikt ab.
„Ein Mensch, der im Gesellschaftsverband lebt, ist durch seine Rechte umschrieben, bestimmte Dinge zu einem bestimmten Zeitpunkt und an einem bestimmten Ort tun zu dürfen. (…) Ferner muss festgehalten werden, dass unmöglich eine Verteilung egalitär sein kann, auch nicht unter idealisierten Bedingungen.“ (GdF 14)
Gleichheit der Rechte führt notwendig zu Ungleichheit von Verteilungen. Entsprechend bedeutet Gleichheit der Verteilung eine Ungleichbehandlung der Personen.
„Die Norm der Gleichheit vor dem Recht leitet sich direkt von der Identifizierung und genauen Beschreibung von Personen als Personen ab und schließt weder Gleichheit als Faktum mit ein, noch setzt sie Gleichheit als Bedingung für die Legitimität gleicher Behandlung voraus.“ (GdF 17)
Zu den Handlungsmöglichkeiten zählt der Tausch, der zum Beispiel im Austausch von Arbeit gegen Ware oder Geld bestehen kann.
„Ein ökonomischer Tausch wird durch wechselseitige Übereinstimmung über die Eigentumsrechte erleichtert.“ „Die Tauschpartner unterscheiden sich möglicherweise in vielerlei Hinsicht. Beim Tausch selbst treten sie sich jedoch als gleichberechtigte Partner gegenüber.“ (GdF 24) „In einem sozialen System, in dem die Rechte des Individuums zu handeln genau festgelegt und anerkannt sind, bietet der freie Markt den maximalen Spielraum für persönliche Exzentrizitäten, für die individuelle Freiheit in ihrer elementarsten Bedeutung.“ (GdF 25) „'Gleiche Freiheit' als eine Norm oder Regel gesellschaftlicher Interaktion hat nur wenig oder keinen Sinn, solange die Individuen nicht zuerst durch anerkannte Handlungsgrenzen bestimmt sind.“ (GdF 27)
Rechte wie das Eigentum sind somit nicht absolut, sondern mit Grenzen verbunden, die durch die Gemeinschaft festgelegt werden. Das politische Problem liegt darin, nach welchen Kriterien diese Schranken bestimmt werden beziehungsweise wo die Grenzen der Bestimmung solcher Schranken durch die Gemeinschaft liegen, wie also die Macht des Kollektivs begrenzt wird.
„Wenn also ein Verfassungsvertrag abgeschlossen wird, der die einzelnen von ihren Eigentumsrechten her definiert, und wenn in diese Rechte auch die Zugehörigkeit zu einem politischen Gemeinwesen inbegriffen ist, das seinerseits Kollektiventscheidungen nach Regeln unterhalb des Einstimmigkeitserfordernisses fällen darf, dann muss im Vorstadium jede Person in mögliche Einschränkungen ihrer Rechtssphäre eingewilligt haben.“ (GdF 63)
Eine solche Zustimmung erteilt ein Individuum aber nur, wenn durch den Verfassungsvertrag gesichert ist, dass grundlegende Rechte in der Folge nicht durch Mehrheitsentscheidungen aufgehoben werden können. Damit kritisiert Buchanan den Rechtspositivismus, soweit dieser unter Bezug auf Mehrheitsentscheidungen auch Einschränkungen verfassungsrechtlicher Grundrechte für legitim erachtet. (GdF 74/75)

#### Walzer

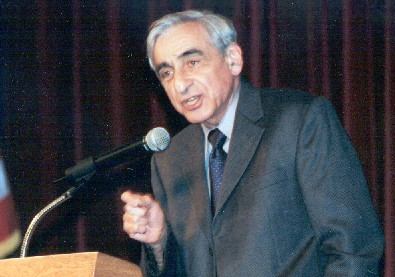
Michael Walzer

Eine ganz andere Bewertung erfährt das Eigentum bei Michael Walzer, einem führenden Vertreter des Kommunitarismus, der insbesondere die zentrale Rolle und universelle Geltung der Freiheit kritisiert und einen sozialen Liberalismus einfordert. In seinem bekannten, im amerikanischen Original 1983 erschienenen Werk Sphären der Gerechtigkeit. Ein Plädoyer für Pluralität und Gleichheit betont Walzer, dass Verteilungsgerechtigkeit nicht eindimensional auf Besitz und Eigentum reduziert werden darf. Er grenzt sich sowohl von Rawls wie auch von Nozick ab und charakterisiert elf Gebiete, sogenannte Sphären, in denen jeweils unterschiedliche Gerechtigkeitsprinzipien mit unterschiedlicher Bedeutung gelten, darunter – für die Eigentumsbestimmung bedeutsam – Mitgliedschaft und Zugehörigkeit, Sicherheit und Wohlfahrt, Geld und Waren, Ämter, harte Arbeit, Erziehung und Bildung, Verwandtschaft und Liebe, Anerkennung und politische Macht.
Walzer spricht von einer „komplexen Gleichheit“ der Menschen und lehnt dabei eine strikte „materielle Gleichheit“ als „totalitär“ ab. Menschen haben unterschiedliche Talente und eine große Bandbreite an Fähigkeiten. Der eine kann gut Geld verdienen, der andere gut Bücher schreiben. Mit Geld kann man sich aber nahezu alles kaufen, materielle Güter, Bewunderung, Entspannung, Sex, Bildung oder medizinische Versorgung. Wenn nun lediglich diejenigen Menschen, die das Talent haben Geld zu verdienen, Zugang zu allen diesen Möglichkeiten haben, während alle anderen davon zumindest teilweise ausgeschlossen sind, so ist das nicht plausibel und unmoralisch. Allein schon die Begrenzung der mit Geld ausübbaren Macht ist ein wesentliches Argument für eine radikale Umverteilung.

#### Befähigungsansatz

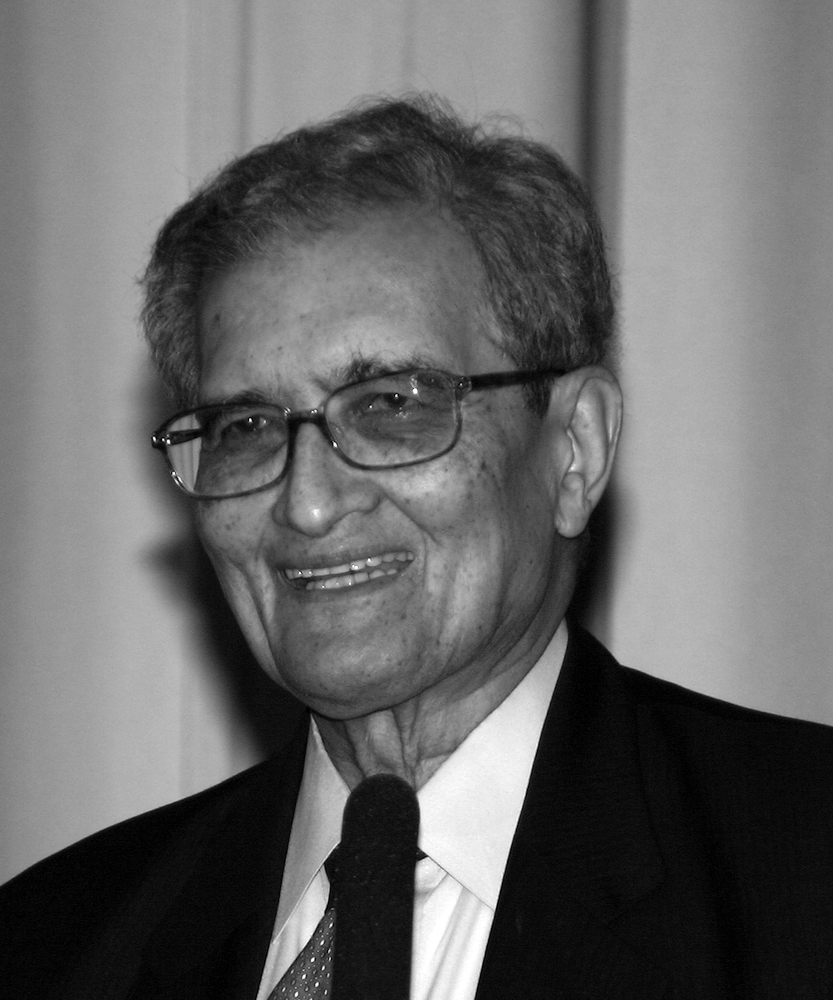
Amartya Sen während einer Vorlesung an der Universität zu Köln 2007 anlässlich der Verleihung des Meister-Eckhart-Preises

Die Problematik des Eigentums ist bei dem Wirtschaftswissenschaftler Amartya Sen und der Philosophin Martha Nussbaum in ihrem Konzept der Verwirklichungschancen (Befähigungsansatz) mit der Frage nach den Bedingungen für ein „gutes Leben“ verknüpft. Ein gutes Leben beruht auf positiven Freiheiten, die Selbstbestimmung ermöglichen. Als grundlegende instrumentelle Freiheiten nennt Sen (1) politische Freiheiten, (2) ökonomische Institutionen, (3) soziale Chancen, (4) Transparenz und (5) soziale Sicherheit. Das Ausmaß, in dem diese Freiheiten gegeben sind, bestimmt den Grad an Verwirklichungschancen (capabilities), über die jemand verfügen kann.
Zu den Verwirklichungschancen des Individuums in der Ökonomie zählt Sen die Verfügbarkeit von Ressourcen, die Bedingungen des Tausches und die Verteilung. Eigentum gehört laut Sen zu den Grundelementen menschlicher Freiheit, ist aber kein absoluter Wert. Er kritisiert Nozicks Eigentumsbegriff, der allein auf der Begrenzung staatlicher Macht beruht. In einer nach Nozicks Grundsätzen gestalteten Gesellschaft ist es grundsätzlich möglich, dass Menschen verhungern, obwohl genügend Nahrungsmittel vorhanden sind. Die verschiedenen Freiheiten sind daher in ein ausgewogenes Verhältnis zueinander zu bringen, allerdings auf der Grundlage des Privateigentums. Denn die Verweigerung des persönlichen Eigentums ist nach Sen ein „Makel der Gesellschaft“. Für eine funktionierende Struktur der Gesellschaft ist der Markt die beste Organisationsform, um die Freiheit des Tauschens zu gewährleisten. Allerdings gilt es, Marktversagen – vor allem im Bereich öffentlicher Güter – zu korrigieren.
„Nie war es wichtiger, die üblichen Ansichten und Einstellungen in Sachen politischer Ökonomie kritisch unter die Lupe zu nehmen. Die heutigen Vorurteile zugunsten reiner Marktmechanismen haben es bestimmt nötig, überprüft und, und wie ich meine, zum Teil als falsch zurückgewiesen zu werden. Nur müssen wir uns hüten, wieder in die Narrheiten von gestern zurückzufallen, in die Weigerung, die Vorteile, ja die Notwendigkeit des Marktes anzuerkennen. Wir müssen genau hinsehen und entscheiden, was jeweils vernünftiger ist.“
Aristoteles folgend betont Martha Nussbaum auf ähnliche Weise wie Sen, dass „Wohlstand, Einkommen und Besitz schlicht und einfach nichts Gutes an sich sind.“ Vielmehr erhalten diese Güter ihren Wert, „wenn die Güter in den Diensten des Lebens und des Handelns von Menschen gestellt werden.“ Es geht darum, Grundbefähigungen des Menschen festzustellen, die durch die gesellschaftliche Ordnung sichergestellt werden sollen.
„Die Frage des Eigentums muss schlicht und einfach die sein, welche Eigentumsformen diesem Ziel am besten dienen, also nicht nur die gute Lebensführung am besten fördern, sondern die gleichmäßige Verteilung der Fähigkeiten in dem Sinne gewährleisten, dass jeder Bürger in der Lage ist, ein bestimmtes Niveau zu erreichen.“ Eigentum darf nicht das Recht der Menschen auf Befriedigung ihrer Grundbedürfnisse behindern. Bedürftige Menschen sollen das Recht haben, „sich von den Feldfrüchten anderer zu ernähren, ohne bestraft zu werden.“
Nussbaum macht andererseits darauf aufmerksam, dass durch Eigentum das aus ihrer Sicht bestehende Recht auf Individualität gefördert wird. Durch Eigentum ist der Mensch in der Lage, sich einen privaten Raum zu schaffen.

#### Luhmann
Für den Soziologen Niklas Luhmann ist Eigentum eine Institution, die historisch entstanden ist, um das Phänomen der Knappheit von Gütern zu bewältigen. Eigentum bedeutet zugleich Nichteigentum und drückt sich durch den Code Haben/Nichthaben aus.
„Daß, und wie Eigentum als Code wirkt, läßt sich nicht zureichend begreifen, wenn man Eigentum im Sinne des traditionellen Begriffs als rechtlich gedeckte Sachherrschaft (Dominium) auffaßt. Entscheidend ist vielmehr die Differenz von Eigentum und Nichteigentum.“
Der Zugriff auf einen Gegenstand ist nur möglich mit Einverständnis des Eigentümers. Theorien der Eigentumsbegründung müssen nach Luhmann notwendig in Paradoxien führen. So betrachtet er die Okkupationstheorie insofern als paradox, dass der Akt der Erstergreifung eigentlich ein Unrechtsakt ist, der dann zur Begründung eines Rechts herangezogen wird.
Eigentum ermöglicht insbesondere in Organisationen die Ausübung von Macht. Je nach Funktionsbereich einer Gesellschaft wirkt Eigentum unterschiedlich. Im Rechtssystem dient es anhand von Gesetzesprogrammen der Klärung von Eigentumskonflikten. Im Wirtschaftssystem ist Eigentum die primäre Codierung neben der sekundären Codierung von wirtschaftlichem Handeln durch Geld (Zahlen/Nichtzahlen), die sich in entwickelten Gesellschaften weitgehend durchgesetzt hat. Eigentum ist Voraussetzung von Geld.

#### Bourdieu
Der Soziologe Pierre Bourdieu ersetzt den Begriff Eigentum weitgehend durch den der Verfügungsgewalt. Er beschreibt in seinem Hauptwerk Die feinen Unterschiede (1979) die Bestimmungsfaktoren für die Stellung des Menschen im Sozialen Raum. Zur Analyse der Sozialstruktur verwendet er den Ausdruck Klasse, gab ihm aber eine von Marx und Weber abweichende Bedeutung. Eine Klasse ist nach Bourdieu ein Ensemble von Akteuren mit homogenen Lebensumständen. Das Eigentum an Produktionsmitteln als Differenzierungsmerkmal tritt bei Bourdieu in den Hintergrund. Ein wichtiges Bestimmungsmerkmal für Klassenbildung in der Gesellschaft ist das „ökonomische Kapital“ als die Verfügungsmacht über Geld und Besitz.
„Das ökonomische Kapital ist unmittelbar und direkt in Geld konvertierbar und eignet sich besonders zur Institutionalisierung in der Form des Eigentumsrechts […]“
Bourdieu betont, dass die ökonomische Dimension nicht ausreicht, die gesellschaftliche Stellung und die damit verbundene Macht zu erfassen. Neben dem ökonomischen Kapital bildete er zusätzlich die Kategorien des sozialen, kulturellen und des symbolischen Kapitals. Jede Klasse verfügt über unterschiedliche Anteile dieser einzelnen Kapitalsorten.
Das soziale Kapital besteht aus dem Netzwerk an sozialen Beziehungen des jeweiligen Individuums. Das kulturelle Kapital entsteht im Rahmen der Sozialisation durch Inkorporierung insbesondere von Bildung, aber auch von Einstellungen, Verhaltensweisen und Ängsten, wesentlich in der Familie. Es wird objektiv sichtbar durch den Erwerb von Kulturgütern wie Bildern, Büchern, Lexika, Instrumenten oder Maschinen, in denen Wissen und Theorien tradiert sind. Die Bildung wird institutionalisiert in Bildungsabschlüssen, Titeln und Stellen, die jemand erreicht hat. Jede Form des Kapitals ist akkumulierte Arbeit. Indem man Arbeit und den Faktor Zeit einsetzt, kann man kulturelles oder soziales Kapital in ökonomisches Kapital umwandeln. Das symbolische Kapital beruht auf dem Besitz der anderen Kapitalsorten, führt zu persönlicher Reputation, gesellschaftlichem Prestige, bestimmt den Habitus, die Position im Raum der Lebensstile und die wirtschaftliche, soziale und politische Stellung.
Die jeweils erfolgreichen Akteure, die über viel unterschiedliches Kapital verfügen und in ihren Sozialen Milieus neue Lebensstile repräsentieren, erringen im Klassenkampf, der sich in erster Linie als Kulturkampf zeigt, einen sogenannten Distinktionsgewinn. Dabei gelingt es den hegemonialen Klassen allerdings meistens, sich an die neuen Verhältnisse anzupassen und ihre Herrschaft zu stabilisieren. Die Freiheit, Sozialen Wandel herbeizuführen, ist laut Bourdieu eingeschränkt. Dies liegt an objektiven Faktoren wie politischen, sozialen und wirtschaftlichen Strukturen und historischen Gegebenheiten. Hinzu kommen subjektive Einflüsse wie Illusionen über die Wirklichkeit und beispielsweise auf Nationalität, Geschlecht oder Weltanschauung beruhende Einschränkungen von Denk- und Handlungsmöglichkeiten. Durch diese Schranken sind grundlegende ökonomische und politische Umwälzungen nicht unmöglich, aber doch sehr schwierig und nur in begrenztem Rahmen zu erreichen.

#### Theorie der Verfügungsrechte
Ein neuer Zugang zur Frage des Eigentums ist aus der Theorie der Verfügungsrechte (Property Rights) im Rahmen der Neuen Institutionenökonomik entstanden. Eigentum an Sachen wird dabei als der klassische Fall eines Verfügungsrechtes betrachtet. Das Eigentum ist aus ökonomischer Sicht mit folgenden Rechten verbunden:
- Gebrauch einer Sache (usus)
- Erträge, die eine Sache ermöglicht (usus fructus)
- Veränderung einer Sache (abusus)
- Ausschluss der Nutzung durch andere
- Übertragung des Eigentums an der Sache.

Die Begründung eines Verfügungsrechtes wie Eigentum beruht, ähnlich wie bei Hume und Smith, auf seiner Nützlichkeit. Dabei beziehen sich die Vertreter dieser Theorie auf die schon von Aristoteles genannten Argumente. Eine wesentliche Funktion von Eigentum ist die individuelle Absicherung von Unsicherheit.
Aus ökonomischer Sicht ist die persönliche Nutzung einer Sache durch den Eigentümer besonders günstig, weil dann keine Transaktionskosten entstehen und die Früchte der Arbeit bei Veränderungen im Sinne Lockes in die Sache uneingeschränkt eingehen. Fallen hingegen Nutzen und Eigentum auseinander wie bei der Vermietung von Grund und Boden, entstehen Transaktionskosten, die den Wert des Verfügungsrechtes mindern. Eine Folge sind Konflikte im Sinne der Principal Agent Theory. Ähnlich verhält es sich bei Gemeineigentum. Sind mehrere Personen gemeinsam Eigentümer einer Sache, muss deren Nutzung zwischen den Eigentümern geregelt werden. Hierbei ergeben sich Transaktionskosten und möglicherweise externe Effekte, weil die Nutzung durch den einen die Nutzungsmöglichkeit durch den anderen Eigentümer einschränkt.

#### Konventionalistische Theorien des Eigentums
Der Rechtswissenschaftler Liam B. Murphy und der Philosoph Thomas Nagel halten Eigentumsrechte für bloße soziale Konventionen, die gesellschaftlich und politisch gestaltet werden können. Eigentumsrechte, insbesondere an Produktivvermögen und Finanzkapital, können damit genau so zur Debatte gestellt werden wie andere Regulierungen auch. Besteuerung und notfalls Enteignung sind nur einige von vielen Möglichkeiten solcher Gestaltung. Konventionen und Praktiken, die im Zusammenhang mit dem Vertrags- und Eigentumsrecht stehen, können nicht moralisch, sondern nur instrumentell beurteilt werden, und zwar mit Blick auf die mit ihrer Hilfe produzierten sozialen Güter wie soziale Sicherheit und Gerechtigkeit. Mit seiner Kritik des Proprietarismus vertritt Thomas Piketty ähnliche Positionen, allerdings mit abweichender moralischer Fundierung.

#### Eigentumsökonomik
Die Ökonomen Otto Steiger und Gunnar Heinsohn kritisieren die klassischen und neoklassischen Wirtschaftstheorien ebenso wie den Keynesianismus. Alle diese Ansätze zeigen demnach ein falsches Verständnis des Eigentumsbegriffes. In der traditionellen Ökonomie wird nach Heinsohn/Steiger alles wirtschaftliche Handeln auf den Tausch zurückgeführt. Geld wird dabei als ein Hilfsmittel angesehen, um den Tausch zu vereinfachen und Realgüter vergleichbar zu machen. In dieser Betrachtung wird Eigentum funktional mit Besitz gleichgesetzt und als Rahmenbedingung der Theorien vorausgesetzt. Auch die neue Institutionenökonomik mit der Theorie der Verfügungsrechte lehnen Heinsohn/Steiger ab, da diese das wesentliche Merkmal des Eigentums, seine Verpfändbarkeit, nicht erfasse. Insofern handele es sich bei diesem Konzept nur um eine differenziertere Variante der Neoklassik. Demgegenüber basiert ihr Ansatz auf der Annahme einer Institutionalisierung der Eigentumsrechte.
Traditionelles Wirtschaften ist für Heinsohn/Steiger nur das Verwalten von Ressourcen nach bestimmten Regeln. Seitdem es die Unterscheidung von Besitz und Eigentum gab, konnte die Wirtschaft sich dynamisch entwickeln. Besitz ermöglicht die Nutzung eines Gutes. Das war für die an Sitten orientierten Ur- und Frühgesellschaften (Jäger und Sammler, Stämme), aber auch noch für die auf Herrschaft beruhenden feudalen Gesellschaften und die Staaten des realen Sozialismus, ausreichend. Erst die Eigentumsgesellschaft ermöglicht Freiheit. Eigentum ist ein abstraktes Recht, über das Individuen unabhängig vom Besitz verfügen können. Es kann verpfändet und, wenn es als Sicherheit dient, bei fehlender Leistung durch Zwangsvollstreckung eingezogen werden.
„Die Eigentumsgesellschaft bedient sich nicht mehr der überkommenen Instrumente von Herrschaft für die Regelung der Ressourcennutzung. Sie schützt vor allem das Eigentum als Rechtstitel und den Eigentümer als Träger dieses Titels, dem der Besitz – Verfügungsrecht über die Nutzung also – unterworfen ist. Sie schützt damit unvermeidlich auch das Recht auf Vollstreckung in das Eigentum eines Schuldners, der seinen Verpflichtungen nicht nachgekommen ist und dadurch das Eigentum des Gläubigers vermindert hat.“
Geld kann erst entstehen, wenn es Eigentum gibt, denn Geld entsteht durch Kredit. Kredite werden vergeben aufgrund eines Rückzahlungsversprechens und aufgrund von Sicherheiten, die nicht Besitz, sondern nur Eigentum bieten kann. Der Kreditnehmer bleibt im Besitz der Sicherheit, zum Beispiel eines Grundstücks, und kann sie nutzen, aber nicht mehr anderweitig, durch nochmalige Verpfändung oder (freien) Verkauf, verwerten. Der Kreditgeber kann die hingegebenen Güter nicht mehr nutzen und erhält dafür eine „Liquiditätsprämie des Eigentums“. Der Zins entsteht aus dem temporären Verlust der Verfügungsmöglichkeit über Eigentum. Diese Liquiditätsprämie ist der eigentliche Antrieb profitorientierten Wirtschaftens.
„Die Erbringung der in der Zinsforderung an den Schuldner gestellten zusätzlichen Eigentumsforderung erzwingt die Produktion von mehr Eigentum als durch den Kreditvertrag zeitweilig in seinen Besitz gelangt ist. Die aus der Liquiditätsprämie auf Eigentum resultierende Zinsforderung erzwingt mithin einen Überschuß in der Produktion – den Profit. Dieser zinsgeborene Profit ist es, der die für die Eigentumswirtschaft typische Akkumulation möglich macht.“
Üblicherweise repräsentiert Geld reales Eigentum. Jedoch besteht die Gefahr von inflationärer Geldschöpfung. Heinsohn/Steiger sprechen hier von „Willkürgeld“: „Allerdings bleibt bei der Ausgabe staatlicher Schuldtitel unberücksichtigt, ob die Eigentumspotentiale seiner Bürger bereits für ihre persönlichen Kredite belastet sind und insofern der Staat auch mit all seinen Hoheitsbefugnissen bei den Bürgern gar kein Durchgriffseigentum mehr finden könnte. In diesem Fall wird bei der Deckung von Geldnoten durch die Hereinnahme von Staatspapieren tatsächlich mit einem nicht vorhandenen Eigentum gedeckt und insofern die Währung ausgehöhlt.“ Aufgabe einer Zentralbank sei es, die Geldmenge vorrangig auf das in der Gesellschaft vorhandene Eigentum zu begrenzen.
Der peruanische Ökonom Hernando de Soto, der der Eigentumsökonomik nahesteht, vertritt die These, dass eine der wesentlichen Ursachen der Armut in Entwicklungsländern die unzureichende Sicherheit des Eigentums ist. In umfangreichen Untersuchungen hat de Soto herausgearbeitet, dass die weniger Privilegierten über erheblichen Grundbesitz und Anteile an Unternehmen verfügen, dies aber nicht durch formale Eigentumsrechte dokumentieren können. Dieses informelle Eigentum bindet „Totes Kapital“, weil es nicht als Sicherheit für Investitionen dienen kann und zudem weniger fungibel ist als rechtliche abgesichertes Eigentum. Entwicklungsländer verfügen nicht, wie die westlichen Industrieländer, über eine historisch gewachsene Infrastruktur zur Dokumentation von Eigentum durch Grundbücher, Kataster, Handelsregister etc. Darüber hinaus sei eingetragenes Eigentum unumgänglich für eine stabile gesellschaftliche und politische Ordnung. Es ermögliche einen verbesserten Umweltschutz, zum Beispiel durch Verhinderung von Bodenerosion, weil rechtmäßige Eigentümer ein hohes Interesse an der Werterhaltung ihres Eigentums haben.